# Сталин, Иосиф Виссарионович
Ио́сиф Виссарио́нович Ста́лин (фамилия при рождении — Джугашви́ли груз. იოსებ ჯუღაშვილი; 6 [18] декабря 1878, Гори, Тифлисская губерния, Российская империя — 5 марта 1953, Ближняя дача, село Волынское, Кунцевский район, Московская область, РСФСР, СССР) — российский революционер, советский политический, государственный, военный и партийный деятель. Фактический руководитель СССР. Генеральный секретарь ЦК РКП(б) — ВКП(б) (1922—1934), секретарь ЦК ВКП(б) — КПСС (1934—1953), народный комиссар обороны СССР (1941—1946), председатель Совнаркома СССР и Совета Министров СССР (1941—1953), председатель Государственного комитета обороны СССР (1941—1945). Одна из самых известных и влиятельных личностей XX века. Маршал Советского Союза (1943), Генералиссимус Советского Союза (1945).
Иосиф Джугашвили родился в 1878 году в бедной грузинской семье в Российской империи. В 1895—1899 годах учился в Тифлисской духовной семинарии на православной теологии, но был исключён за революционную пропаганду, так как в семинарии увлёкся марксизмом. Был множество раз в политических ссылках с 1899 по 1912 год.
В 1912 году по предложению В. И. Ленина был включён в ЦК РСДРП. Тогда же Иосиф Джугашвили окончательно избрал себе псевдоним «Сталин». Во время Октябрьской революции Вторым Всероссийским съездом Советов был избран членом ВЦИК и СНК. Занимал также должности: с ноября 1917 года по июль 1923 года — народный комиссар по делам национальностей РСФСР; с марта 1919 года по февраль 1920 года — народный комиссар государственного контроля РСФСР, с февраля 1920 года по апрель 1922 года — народный комиссар рабоче-крестьянской инспекции РСФСР; с февраля 1946 года по март 1947 года — народный комиссар / министр Вооружённых Сил СССР. В 1922 году на Пленуме ЦК РКП(б) был избран членом Оргбюро и Политбюро ЦК РКП(б), а также Генеральным секретарём ЦК РКП(б) (при нахождении Ленина на должности Председателя СНК СССР). В 1930 году Сталин окончательно вышел победителем из внутрипартийной борьбы, став фактическим руководителем государства.
Сталин являлся фактическим основателем тоталитарной диктатуры в СССР, получившей впоследствии название сталинизм. В 1928 и 1929 годах был инициатором отказа от новой экономической политики (НЭПа) и перехода СССР на курс индустриализации, коллективизации и построения плановой экономики, активизировал политику культурной революции в СССР. С именем Сталина также связывают голод 1932—1933 и 1946—1947 годов, депортацию народов, религиозное преследование, раскулачивание и массовые политические репрессии. Сыграл ключевую роль в «Большом терроре». Во время Великой Отечественной войны осуществлял непосредственное стратегическое руководство Вооружёнными силами СССР.
Мнения и оценки исторической роли Иосифа Сталина отличаются крайней полярностью.

## Ранние годы и революционная деятельность

### Происхождение

#### Генеалогия
Иосиф Джугашвили родился в грузинской семье (в ряде источников высказываются версии об осетинском происхождении отца Сталина) в городе Гори Тифлисской губернии и был выходцем из низшего сословия.
При жизни Сталина и долгое время после его смерти считалось, что он родился 9 (21) декабря 1879 года, однако позднее была найдена метрическая запись о рождении Иосифа Джугашвили, согласно которой он родился 6 (18) декабря 1878 года и был крещён 17 (29) декабря 1878 года.
Сталин имел телесные дефекты: сросшиеся второй и третий пальцы на левой ноге, лицо в оспинах. В 1885 году Иосифа сбил фаэтон, мальчик получил сильную травму руки и ноги; после этого на протяжении всей жизни его левая рука не разгибалась до конца в локте и поэтому казалась короче правой.

#### Родители

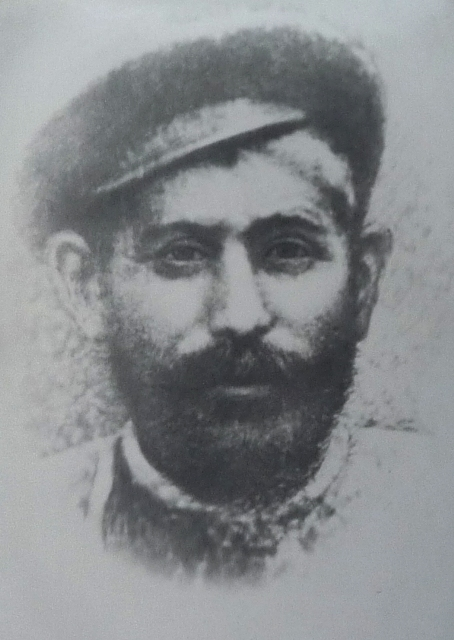
Виссарион Иванович Джугашвили (ок. 1850—1909)

Отец — Виссарион (Бесо), происходил из крестьян села Диди-Лило Тифлисской губернии, по профессии — сапожник. Подверженный пьянству и приступам ярости, он жестоко избивал Екатерину и маленького Coco (Иосифа). Был случай, когда ребёнок попытался защитить мать от избиения. Он бросил в Виссариона нож и пустился наутёк. Согласно воспоминаниям сына полицейского в Гори, в другой раз Виссарион ворвался в дом, где находились Екатерина и маленький Coco, и набросился на них с побоями, нанеся ребёнку травму головы.
Иосиф был третьим сыном в семье, первые двое умерли во младенчестве. Через некоторое время после рождения Иосифа дела у отца пошли неважно, и он запил. Семья часто меняла жильё. В конечном счёте Виссарион оставил жену, при этом попытался забрать сына, но Екатерина не отдала его.
Когда Coco было одиннадцать лет, Виссарион «погиб в пьяной драке — кто-то ударил его ножом». К тому времени сам Coco проводил много времени в уличной компании молодых хулиганов Гори. Ряд исследователей указывает, что Виссарион Иванович умер 25 августа 1909 года в тифлисской больнице от туберкулёза, колита и хронической пневмонии. По тем же сведениям, он похоронен в Телави, однако подлинность захоронения не установлена.

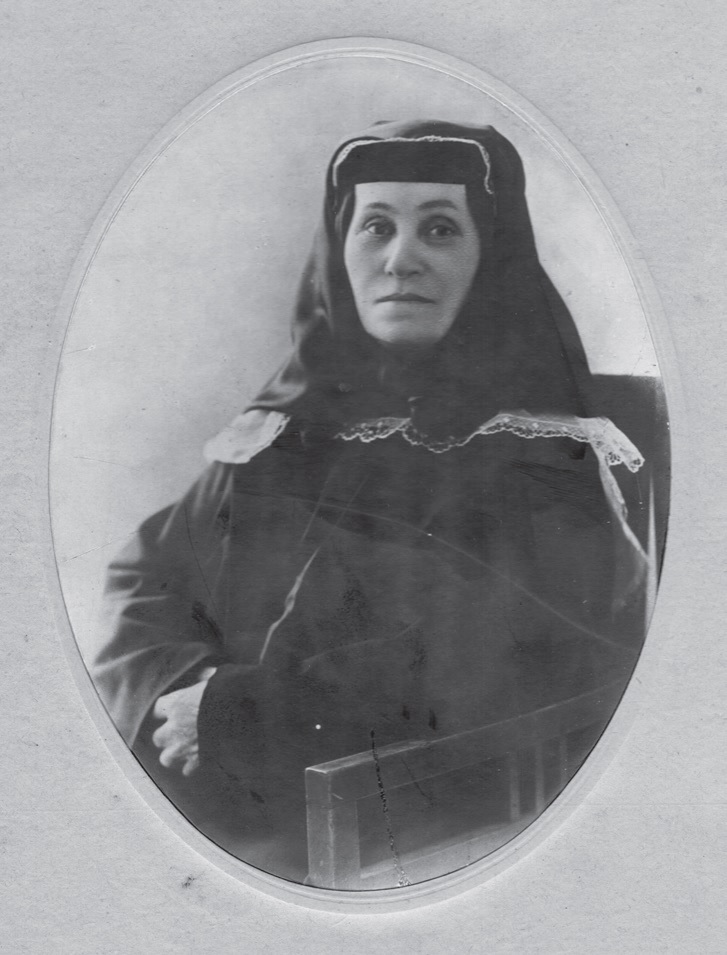
Екатерина Георгиевна Джугашвили (1858—1937)

Мать — Екатерина Георгиевна — происходила из семьи крепостного крестьянина (садовника) Геладзе села Гамбареули, работала подёнщицей. Обременённая тяжёлым трудом женщина пуританских нравов, она часто колотила своего единственного выжившего ребёнка, но была безгранично предана ему. Друг детства Сталина Давид Мачавариани говорил, что «Като окружала Иосифа чрезмерной материнской любовью и, подобно волчице, защищала его от всех и вся. Она изматывала себя работой до изнеможения, чтобы сделать счастливым своего баловня». По утверждению дочери Сталина Светланы Аллилуевой, Екатерина была разочарована, что её сын так и не стал священником.

### Ранние годы, становление революционера

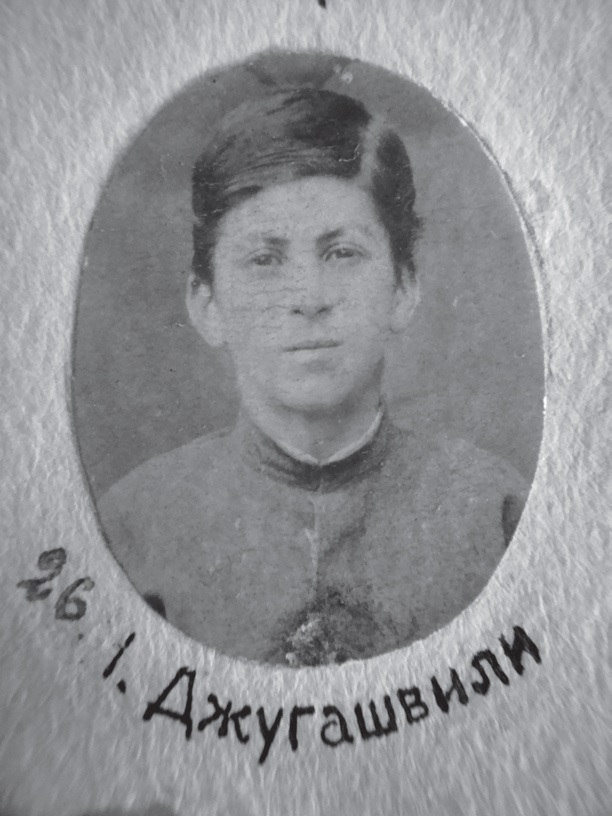
Иосиф Джугашвили в 1893 году

В 1886 году Екатерина Георгиевна хотела определить Иосифа на учёбу в Горийское православное духовное училище, однако, поскольку он совершенно не знал русского языка, поступить ему не удалось. В 1886—1888 годах по просьбе матери обучать Иосифа русскому языку взялись дети священника Христофора Чарквиани. В результате в 1888 году Сосо поступил не в первый подготовительный класс при училище, а сразу во второй подготовительный, в сентябре следующего года поступив в первый класс училища, которое окончил в июне 1894 года.

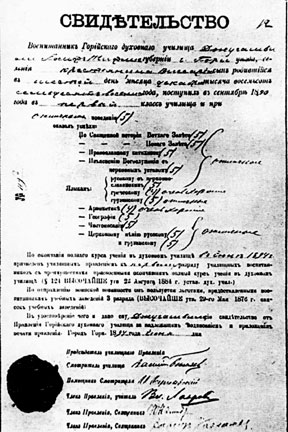
Свидетельство об окончании Иосифом Джугашвили Горийского духовного училища (1894)

В сентябре 1894 года Иосиф сдал приёмные экзамены и был зачислен в православную Тифлисскую духовную семинарию. Там он впервые познакомился с марксизмом и к началу 1895 года вступил в контакты с подпольными группами революционных марксистов, высланных правительством в Закавказье. Впоследствии сам Сталин вспоминал: «В революционное движение я вступил с 15-летнего возраста, когда я связался с подпольными группами русских марксистов, проживавших тогда в Закавказье. Эти группы имели на меня большое влияние и привили мне вкус к подпольной марксистской литературе».
По мнению английского историка Саймона Себаг-Монтефиоре, Сталин был чрезвычайно одарённым учеником, получавшим высокие оценки по всем предметам: математике, богословию, греческому языку, русскому языку. Сталину нравилась поэзия, и в юности он сам писал стихи на грузинском языке, привлёкшие внимание ценителей.
В 1931 году в интервью немецкому писателю Эмилю Людвигу на вопрос «Что вас толкнуло на оппозиционность? Быть может, плохое обращение со стороны родителей?» Сталин ответил: «Нет. Мои родители обращались со мной совсем неплохо. Другое дело — духовная семинария, где я учился тогда. Из протеста против издевательского режима и иезуитских методов, которые имелись в семинарии, я готов был стать и действительно стал революционером, сторонником марксизма…».
В 1898 году Джугашвили получает опыт пропагандиста на встрече с рабочими на квартире революционера Вано Стуруа и вскоре начинает руководить рабочим кружком из молодых железнодорожников, он начинает вести занятия в нескольких рабочих кружках и даже составляет для них марксистскую программу занятий. В августе того же года Иосиф вступает в грузинскую социал-демократическую организацию «Месаме-даси» («Третья группа»). Вместе с В. З. Кецховели и А. Г. Цулукидзе Джугашвили образует ядро революционного меньшинства этой организации, большинство которой стояло на позициях «легального марксизма» и склонялось к национализму.
29 мая 1899 года, на пятом году обучения, был исключён из семинарии «за неявку на экзамены по неизвестной причине» (вероятно, фактической причиной исключения была деятельность Иосифа Джугашвили по пропаганде марксизма среди семинаристов и рабочих железнодорожных мастерских). В выданном ему свидетельстве значилось, что он окончил четыре класса и может служить учителем начальных народных училищ.
После исключения из семинарии Джугашвили некоторое время перебивался репетиторством. Среди его учеников, в частности, был и его ближайший друг детства Симон Тер-Петросян (будущий революционер Камо).

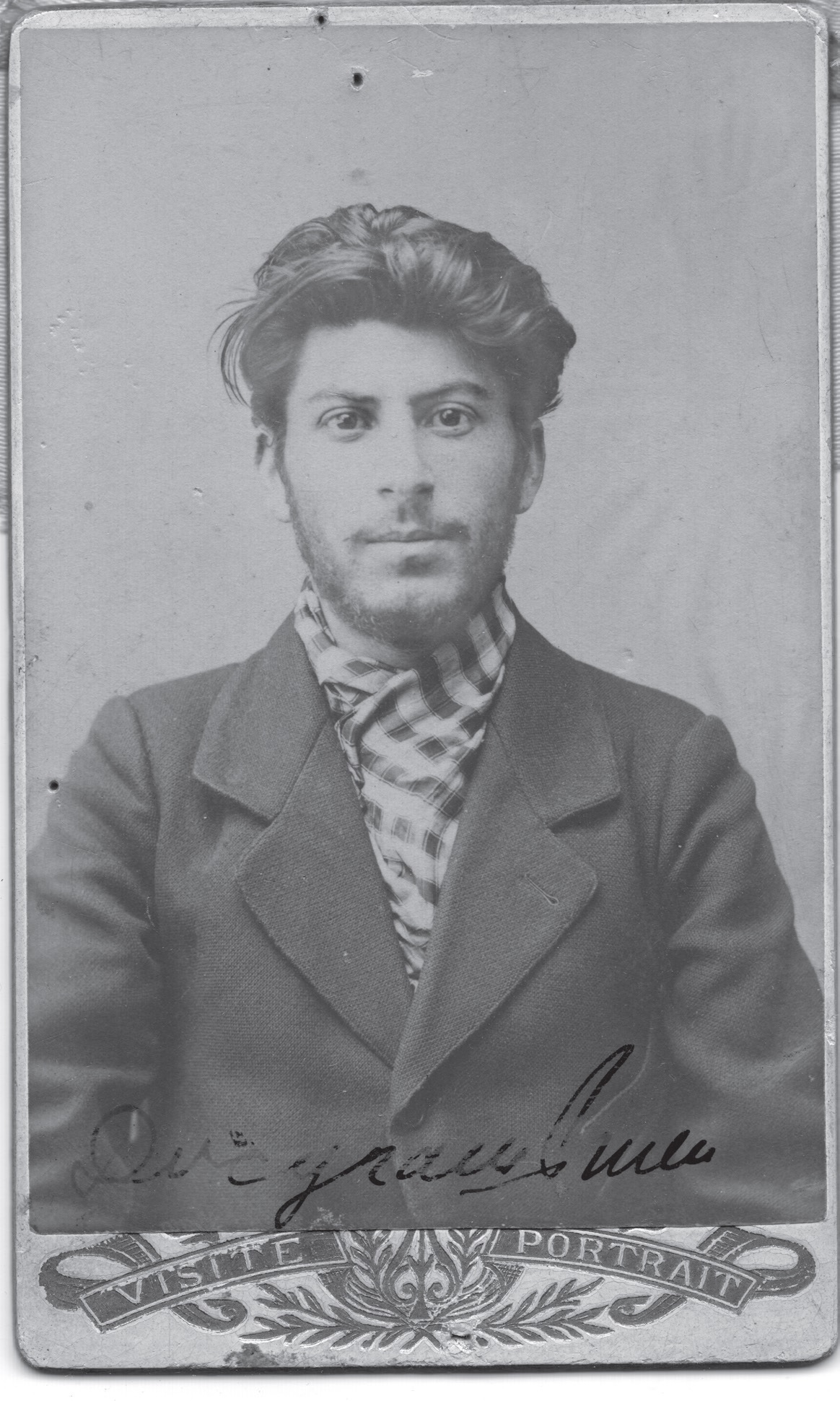
Коба, член марксистского кружка (1902)

С конца декабря 1899 года Джугашвили в качестве вычислителя-наблюдателя был принят в Тифлисскую физическую обсерваторию:с.25.
23 апреля 1900 года Иосиф Джугашвили, Вано Стуруа и Закро Чодришвили организовали рабочую маёвку, на которую собралось 400—500 рабочих. На митинге среди прочих выступил сам Иосиф. Это выступление было первым появлением Сталина перед большим собранием людей. В августе того же года Джугашвили участвовал в подготовке и проведении крупного выступления рабочих Тифлиса — стачке в Главных железнодорожных мастерских. В организации протестов рабочих приняли участие рабочие-революционеры: М. И. Калинин (высланный из Петербурга на Кавказ), С. Я. Аллилуев, а также М. З. Бочоридзе, А. Г. Окуашвили, В. Ф. Стуруа. С 1 до 15 августа в забастовке приняло участие до четырёх тысяч человек. В результате более пятисот забастовщиков были арестованы.
21 марта 1901 года полиция произвела обыск в физической обсерватории, где жил и работал Джугашвили. Сам он, однако, избежал ареста и перешёл на нелегальное положение, став революционером-подпольщиком:с.26—27.

### Путь ко власти
В сентябре 1901 года в типографии «Нина», организованной Ладо Кецховели в Баку, начала печататься нелегальная газета «Брдзола» («Борьба»). Передовая первого номера принадлежала двадцатидвухлетнему Иосифу Джугашвили. Эта статья является первой известной политической работой Сталина:с.28.
В ноябре 1901 года он введён в состав Тифлисского комитета РСДРП, по поручению которого в том же месяце он направлен в Батум, где участвует в создании эсдековской организации. Партийная кличка — Ко́ба.
После раскола в 1903 году российских социал-демократов на большевиков и меньшевиков Сталин присоединился к большевикам.
В декабре 1905 года — делегат от Кавказского союза РСДРП на I конференции РСДРП в Таммерфорсе (Финляндия), где впервые лично встретил В. И. Ленина.
В мае 1906 года делегат от Тифлиса на IV съезде РСДРП в Стокгольме, это была его первая заграничная поездка.

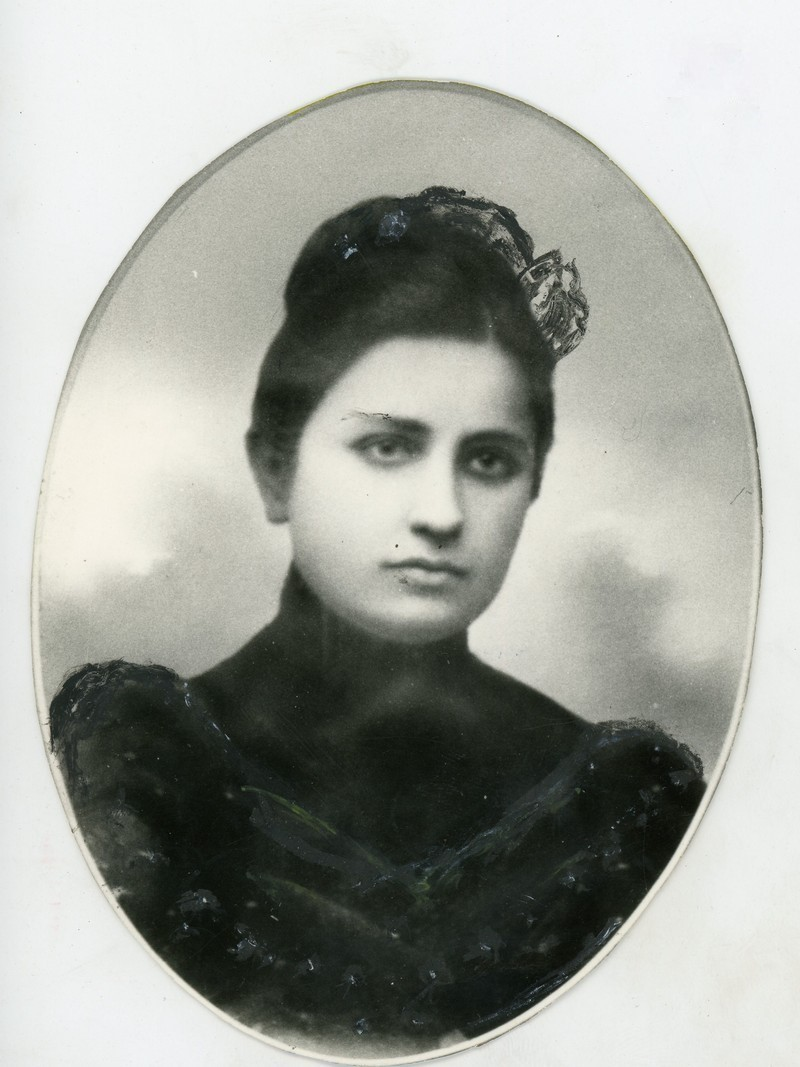
Екатерина Сванидзе — первая жена Сталина

В ночь на 16 июля 1906 года в тифлисской церкви Святого Давида Иосиф Джугашвили обвенчался с Екатериной Сванидзе. От этого брака в 1907 году родился первый сын Сталина — Яков. В конце того же года жена Сталина умерла от тифа.
В 1907 году Сталин — делегат V съезда РСДРП в Лондоне.
По мнению ряда авторов, Сталин причастен к т. н. «Тифлисской экспроприации» лета 1907 года (похищенные (экспроприированные) деньги предназначались на нужды партии).

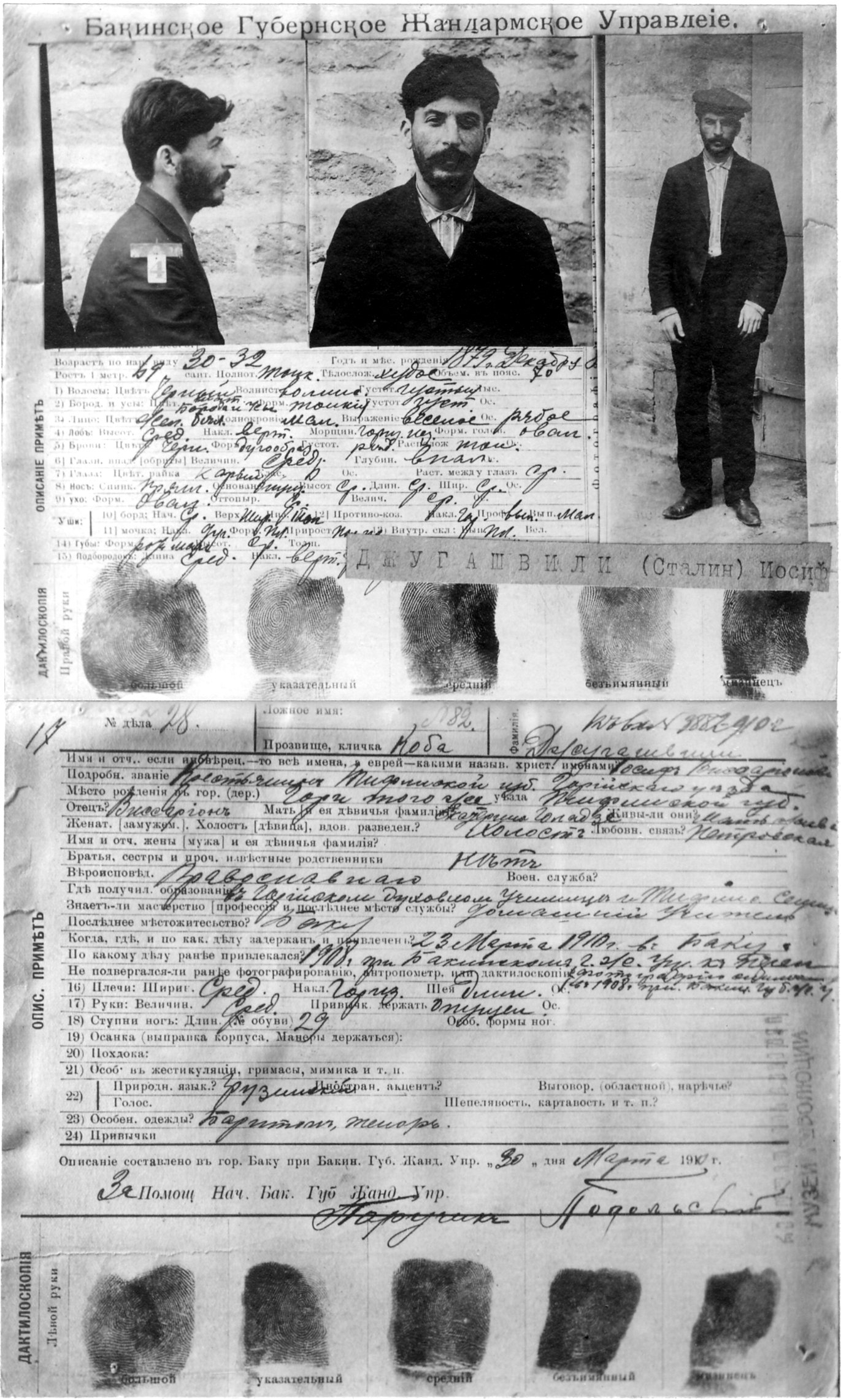
Баку, 23 марта 1910

В 1909—1911 годах Сталин дважды был в ссылке в Сольвычегодске Вологодской губернии — с 27 февраля по 24 июня 1909 года и с 29 октября 1910 по 6 июля 1911 года. Бежав из ссылки в 1909 году, в марте 1910 года Сталин был арестован и после шестимесячного заключения в Баку вновь препровождён в Сольвычегодск. По утверждению ряда историков, в сольвычегодской ссылке у Сталина родился внебрачный сын — Константин Кузаков. По окончании срока ссылки Сталин до 6 сентября 1911 года находился в Вологде, откуда, несмотря на запрещение въезжать в столицы, отправился в Санкт-Петербург с паспортом своего вологодского знакомого Петра Чижикова, в прошлом тоже ссыльного; после очередного задержания в Петербурге 5 декабря 1911 года был вновь сослан в Вологду, откуда бежал 28 февраля 1912 года.
С 1910 года Сталин — уполномоченный ЦК партии («агент ЦК») по Кавказу.
В январе 1912 года на пленуме ЦК РСДРП, прошедшем после состоявшейся в том же месяце VI (Пражской) Всероссийской конференции РСДРП, по предложению Ленина Сталин был заочно кооптирован в ЦК и Русское бюро ЦК РСДРП. Его биограф Святослав Рыбас отмечает это избрание Сталина как возникновение его как политической фигуры.
В 1912 году Иосиф Джугашвили окончательно принимает псевдоним «Сталин».
В апреле 1912 года был арестован полицией и отправлен в сибирскую ссылку. На этот раз местом ссылки был определён город Нарым Томской губернии (Средняя Обь). Здесь, кроме представителей других революционных партий, уже находились Смирнов, Свердлов и некоторые другие известные большевики. В Нарыме Сталин находился 41 день — с 22 июля по 1 сентября 1912 года, после чего бежал из ссылки. Ему удалось пароходом по Оби и Томи добраться не замеченным охранкой до Томска, где он сел в поезд и выехал по поддельному паспорту в европейскую часть России. Затем сразу в Швейцарию, где встретился с Лениным.
После побега из томской ссылки, с поздней осени 1912 и до весны 1913 года, работая в Петербурге, был одним из главных сотрудников в первой массовой большевистской газете «Правда».
В марте 1913 года Сталин был в очередной раз арестован, заключён в тюрьму и по этапу выслан в Туруханский край Енисейской губернии, где пробыл до конца осени 1916 года. В ссылке переписывался с Лениным.
Позднее ссылка Сталина продолжилась в городе Ачинске, откуда он 12 марта 1917 года вернулся в Петроград.

#### Февраль — октябрь 1917
Получив свободу в результате Февральской революции, Сталин вернулся в Петроград. До приезда Ленина из эмиграции он был одним из руководителей ЦК РСДРП и Петербургского комитета партии большевиков, входил в редколлегию газеты «Правда».
Вначале Сталин поддерживал Временное правительство, исходя из того, что демократическая революция ещё не завершена и свержение правительства не является практической задачей. На Всероссийском совещании большевиков 28 марта в Петрограде во время обсуждения инициативы меньшевиков о возможности воссоединения в единую партию Сталин заметил, что «объединение возможно по линии Циммервальда-Кинталя». Однако после возвращения Ленина в Россию Сталин поддержал его лозунг превращения «буржуазно-демократической» февральской революции в пролетарскую социалистическую революцию.

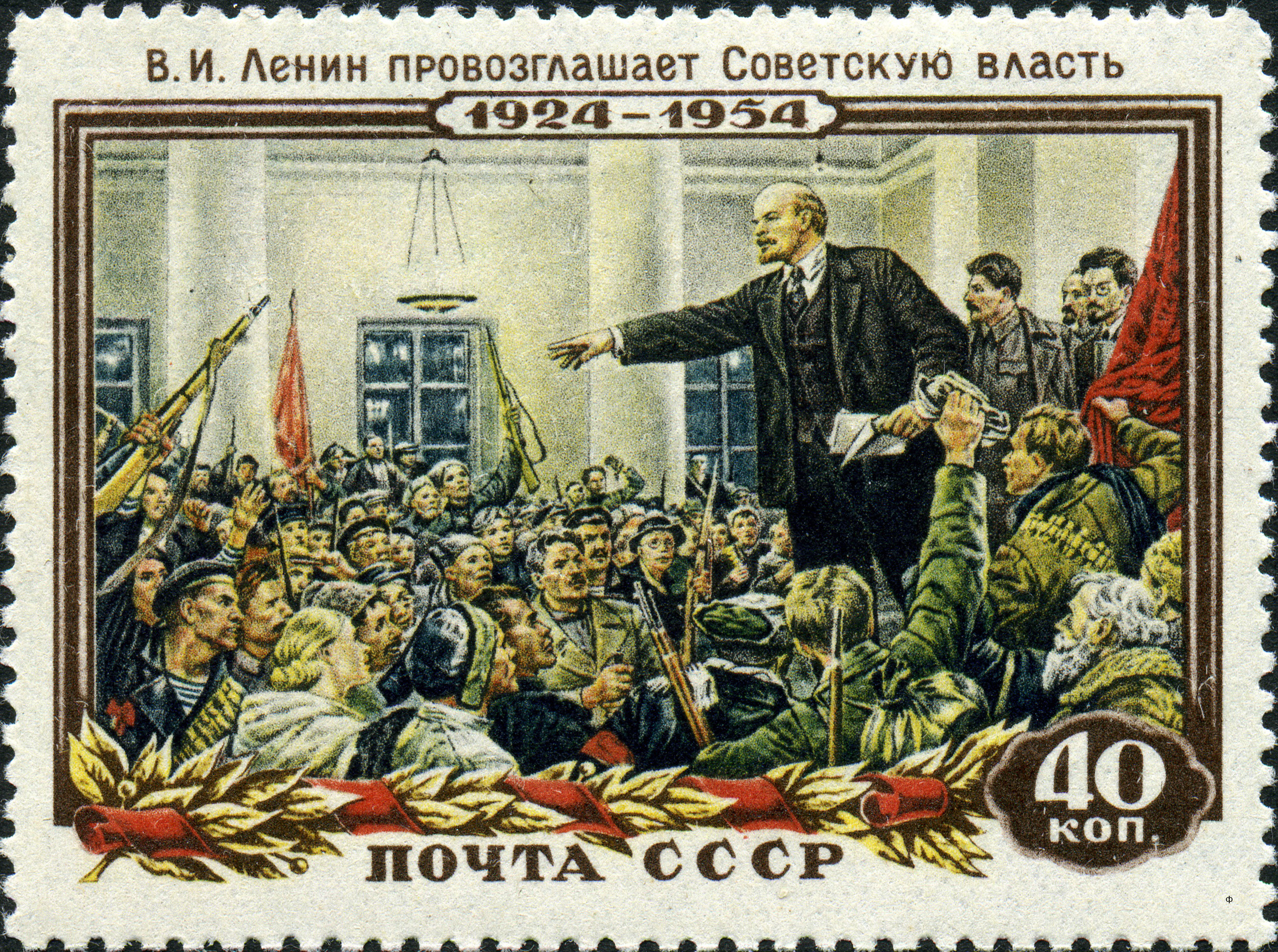
Сталин на картине В. А. Серова «Ленин провозглашает Советскую власть».
Марка СССР, 1954 год

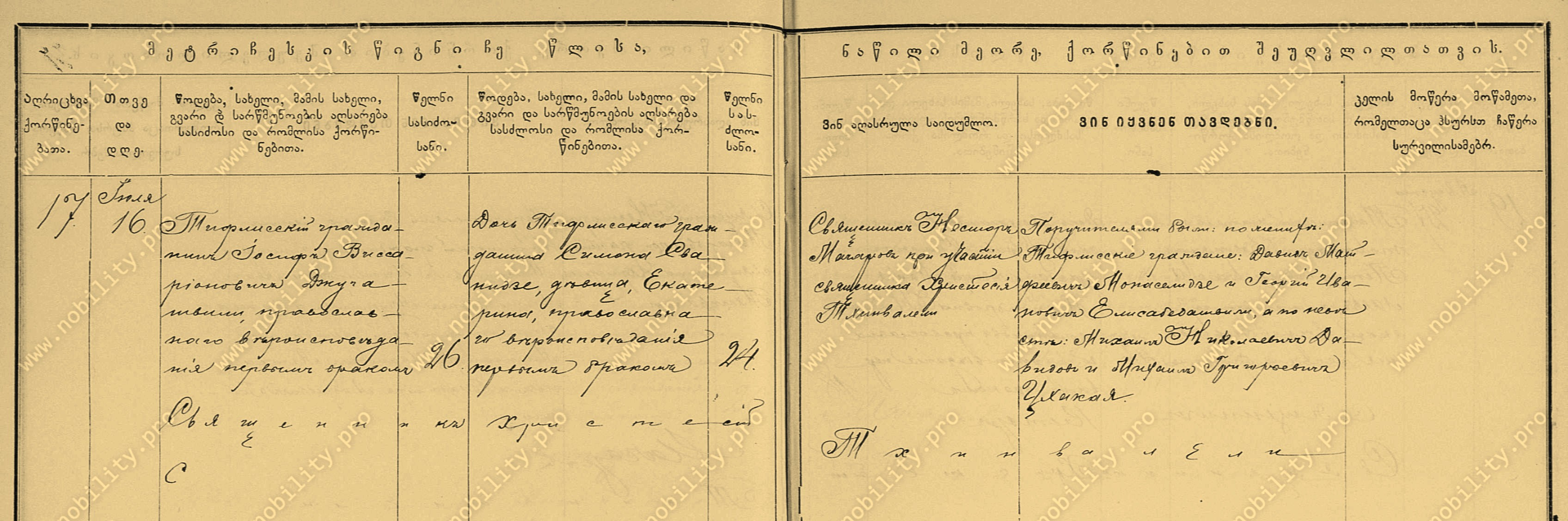
Запись о браке И. В. Джугашвили и Е. С. Сванидзе

14—22 апреля был делегатом I Петроградской общегородской конференции большевиков. 24—29 апреля на VII Всероссийской конференции РСДРП(б) выступил в прениях по докладу о текущем моменте, поддерживал взгляды Ленина, выступил с докладом по национальному вопросу; был избран членом ЦК РСДРП(б).
В мае — июне участвовал в антивоенной пропаганде; был одним из организаторов перевыборов Советов и участвовал в муниципальной кампании в Петрограде. 3—24 июня участвовал в качестве делегата в I Всероссийском съезде Советов рабочих и солдатских депутатов; был избран членом ВЦИК и членом Бюро ВЦИК от фракции большевиков. Также участвовал в подготовке несостоявшейся демонстрации, намеченной на 10 июня, и демонстрации 18 июня; опубликовал ряд статей в газетах «Правда» и «Солдатская правда».

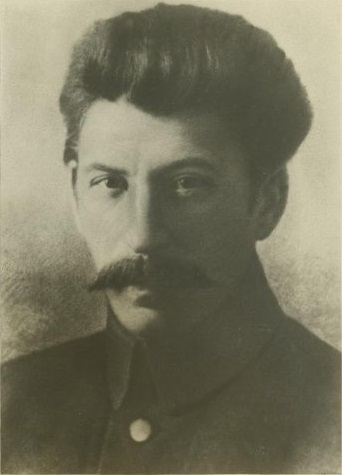
Иосиф Джугашвили, 1917 год

Ввиду вынужденного ухода Ленина в подполье, Сталин выступил на VI съезде РСДРП(б) (июль — август 1917) с отчётным докладом ЦК. На заседании ЦК РСДРП(б) 5 августа был избран членом узкого состава Центрального комитета. В августе — сентябре главным образом вёл организационно-журналистскую работу. 10 октября на заседании ЦК РСДРП(б) проголосовал за резолюцию о вооружённом восстании, был избран членом Политического бюро, созданного «для политического руководства на ближайшее время».
В ночь на 16 октября на расширенном заседании ЦК выступил против позиции Л. Б. Каменева и Г. Е. Зиновьева, которые проголосовали против решения о восстании, тогда же был избран членом Военно-революционного центра, который вошёл в Петроградский ВРК.
24 октября (6 ноября), после разгрома юнкерами типографии газеты «Правда», Сталин обеспечил выход газеты, в которой опубликовал редакционную статью «Что нам нужно?» с призывом к свержению Временного правительства и замене его Советским правительством, избранным «представителями рабочих, солдат и крестьян». В тот же день Сталин и Троцкий провели совещание большевиков — делегатов II Всероссийского съезда Советов рабочих и солдатских депутатов, на котором Сталин выступил с докладом о ходе политических событий. В ночь на 25 октября (7 ноября) участвовал в заседании ЦК РСДРП(б), который определил структуру и наименование нового, советского правительства.
На выборах во Всероссийское учредительное собрание в Петроградском столичном округе был избран депутатом от РСДРП(б).

#### 1917—1924
После победы Октябрьской революции Сталин вошёл в Совет народных комиссаров (СНК) в качестве народного комиссара по делам национальностей (в 1912—1913 годах Сталин написал статью «Марксизм и национальный вопрос» и с этого времени считался специалистом по национальным проблемам).
29 ноября Сталин вошёл в Бюро ЦК РСДРП(б), совместно с Лениным, Троцким и Свердловым. Данному органу предоставлялось «право решать все экстренные дела, но с обязательным привлечением к решению всех членов ЦК, находящихся в тот момент в Смольном».
Весной 1918 года Сталин женился во второй раз. Его женой стала дочь русского революционера С. Я. Аллилуева — Надежда Аллилуева.
С 8 октября 1918 по 8 июля 1919 года и с 18 мая 1920 по 1 апреля 1922 года Сталин являлся членом Революционного военного совета РСФСР. Также Сталин входил в состав Реввоенсоветов Западного, Южного, Юго-Западного фронтов.
Во время Гражданской войны Сталин получил огромный опыт военно-политического руководства крупными массами войск на многих фронтах (оборона Царицына, Петрограда, на фронтах против войск Деникина, Врангеля, поляков и др.).
В 1919 году Сталин был идейно близок к «военной оппозиции», осуждённой лично Лениным на VIII съезде РКП(б), но так и не присоединился к ней официально.
Под влиянием лидеров Кавбюро Орджоникидзе и Кирова Сталин в 1921 году выступал в защиту советизации Грузии.
24 марта 1921 года в Москве у Сталина родился сын — Василий, который воспитывался в семье вместе с родившимся в этом же году Артёмом Сергеевым, которого Сталин усыновил после гибели его близкого друга — революционера Ф. А. Сергеева.
5 июля 1921 года по настоянию Сталина была закреплена принадлежность Карабаха к Азербайджанской ССР.
На Пленуме ЦК РКП(б) 3 апреля 1922 года Сталин был избран в Политбюро и Оргбюро ЦК РКП(б), а также Генеральным секретарём ЦК РКП(б). Первоначально эта должность означала лишь руководство аппаратом партии, а в качестве лидера партии и правительства всеми продолжал восприниматься Председатель СНК РСФСР Ленин.
С 1922 года, ввиду болезни, Ленин практически отошёл от политической деятельности. Внутри Политбюро Сталин, Зиновьев и Каменев организовали «тройку», основанную на противодействии Троцкому. Все три партийных лидера на тот момент совмещали целый ряд ключевых постов. Зиновьев возглавлял влиятельную Петроградскую парторганизацию, одновременно являясь председателем Исполкома Коминтерна. Каменев возглавлял Московскую парторганизацию и одновременно также руководил Советом труда и обороны, объединявшим ряд ключевых наркоматов. С отходом Ленина от политической деятельности именно Каменев стал чаще всего председательствовать вместо него на заседаниях Совнаркома. Сталин же объединял руководство одновременно Секретариатом и Оргбюро ЦК, возглавляя также Рабкрин и наркомнац.
В противовес «тройке», Троцкий возглавлял Красную армию на ключевых должностях наркомвоенмора и предреввоенсовета.
В сентябре 1922 года Сталин представил проект «автономизации» советских республик, по которому национальные советские республики должны были войти в состав РСФСР. Представители компартий Грузии и Украины активно выступили против данного проекта. После вмешательства Ленина, выступившего за равенство всех республик, Сталин 27 сентября письменно отказался от принципов автономии. 6 октября появился новый проект документа, гарантирующего равные права всем республикам, входящим в новое государство, и право выхода из союзного соглашения. Проект был принят, к плану «автономизации» Сталин никогда больше не возвращался.
В конце декабря 1922 — начале января 1923 года Ленин продиктовал «Письмо к съезду», в котором дал критические характеристики своим ближайшим соратникам по партии, в том числе Сталину, предложив снять его с должности генерального секретаря. Ситуация усугублялась тем, что в последние месяцы жизни Ленина Сталин поссорился с его женой — Надеждой Крупской.
Письмо было оглашено среди членов ЦК накануне XIII съезда РКП(б), проходившего в мае 1924 года. Сталин подал в отставку, однако она не была принята. На съезде письмо огласили каждой делегации, однако по итогам съезда Сталин остался на своей должности.

#### Участие во внутрипартийной борьбе

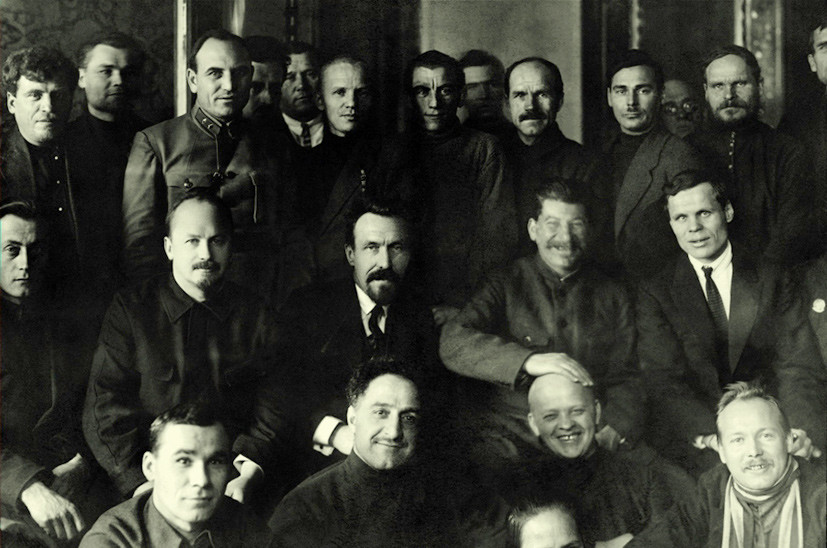
Иосиф Сталин, Алексей Рыков и Николай Бухарин на XII съезде ВКП(б), Москва, 1923

После XIII съезда РКП(б) (1924), на котором Троцкий потерпел сокрушительное поражение, началась атака Сталина на своих бывших союзников по «тройке». После «литературной дискуссии с троцкизмом» (1924) Троцкий был вынужден подать в отставку с поста предреввоенсовета. Вслед за этим блок Сталина с Зиновьевым и Каменевым развалился окончательно.
На XIV съезде ВКП(б) (декабрь 1925 года) была осуждена так называемая «ленинградская оппозиция», также известная как «платформа 4-х»: Зиновьева, Каменева, наркомфина Сокольникова и Н. К. Крупской (годом позднее отошла от оппозиции). Для борьбы с ними Сталин предпочёл опереться на одного из крупнейших партийных теоретиков того времени Н. И. Бухарина и приближённых к нему Рыкова и Томского (впоследствии — «правые уклонисты»). Сам съезд прошёл в обстановке шумных скандалов и обструкции. Стороны обвиняли друг друга в разнообразных уклонах (Зиновьев обвинил группу Сталина — Бухарина в «полутроцкизме» и «кулацком уклоне», особенно акцентировав внимание на лозунге «Обогащайтесь»; взамен же он получил обвинения в «аксельродовщине» и «недооценке середняка»), использовали прямо противоположные цитаты из богатого наследия Ленина. В ход шли также прямо противоположные обвинения в чистках и контрчистках; Зиновьева прямо обвиняли в том, что он превратился в «наместника» Ленинграда, в том, что он вычистил из ленинградской делегации всех лиц, имевших репутацию «сталинцев».

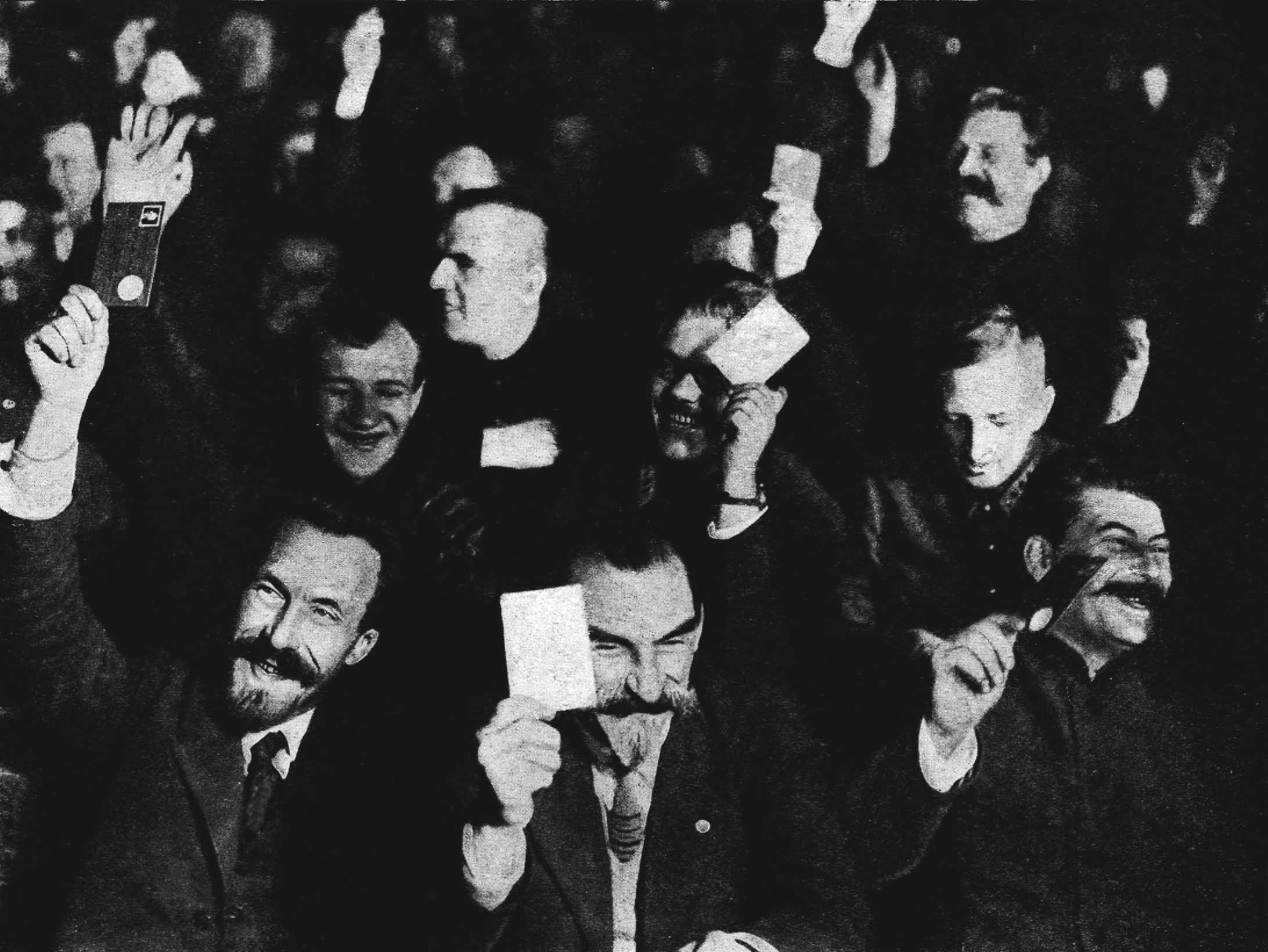
Рыков, Скрыпник и Сталин на XV съезде ВКП(б) 1927 года

Заявление Каменева, что «товарищ Сталин не может выполнить роли объединителя большевистского штаба» было прервано массовыми криками с места: «Раскрыли карты!», «Мы не дадим вам командных высот!», «Сталина! Сталина!», «Вот где объединилась партия! Большевистский штаб должен объединиться!», «Да здравствует ЦК! Ура!».
Как генеральный секретарь Сталин превратился в верховного распределителя разнообразных постов и привилегий, вплоть до путёвок в санатории. Он широко использовал это обстоятельство для методичного рассаживания своих личных сторонников на все ключевые посты в стране и для завоевания твёрдого большинства на партийных съездах. Победе Сталина особо способствовали «ленинский призыв» 1924 года и последующие массовые наборы в партию полуграмотных рабочих «от станка», происходившие под лозунгом «орабочивания партии». Как отмечает исследователь М. С. Восленский, на своей работе «Об основах ленинизма» Сталин «демонстративно» написал: «ленинскому призыву посвящаю». «Новобранцы ленинского призыва» в основной своей массе плохо разбирались в сложных идеологических дискуссиях того времени, и предпочитали голосовать за Сталина. Сложнейшие теоретические дебаты развернулись, когда до 75 % членов партии имели лишь начальное образование, многие не умели читать и писать.
В феврале 1926 года у Сталина родилась дочь Светлана (в будущем — переводчик, кандидат филологических наук, мемуарист).
Троцкий, не разделявший выдвинутую Сталиным теорию победы социализма в одной стране, в апреле 1926 года присоединился к Зиновьеву и Каменеву. Создалась так называемая «Объединённая оппозиция», выдвинувшая лозунг «перенесём огонь направо — против нэпмана, кулака и бюрократа».
Во внутрипартийной борьбе 1920-х годов Сталин старался изображать роль «миротворца». В конце 1924 года он даже защищал Троцкого от нападок Зиновьева, требовавшего исключить его из партии по обвинению в подготовке военного переворота. Сталин предпочёл использовать так называемую «тактику салями»: небольших дозированных ударов. Его методы наглядно видны из письма Молотову и Бухарину от 15 июня 1926 года, в котором Сталин собирается «набить морду Грише» (Зиновьеву), и сделать из него с Троцким «отщепенцев, вроде Шляпникова» (бывший лидер «рабочей оппозиции», быстро ставший маргиналом).
В 1927 году Сталин также продолжал вести себя как «миротворец». Его союзники, будущие «правые уклонисты» Рыков и Томский, делали в это время куда более кровожадные высказывания. В своём выступлении на XV съезде (1927) Рыков прозрачно намекнул, что левую оппозицию стоит отправить в тюрьму, а Томский на Ленинградской областной конференции ВКП(б) в ноябре 1927 года заявлял, что «в обстановке диктатуры пролетариата может быть и две и четыре партии, но только при одном условии: одна партия будет у власти, а все остальные в тюрьме».
В 1926—1927 годах внутрипартийные отношения особенно накалились. Сталин медленно, но верно выдавливал оппозицию за рамки легального поля. Среди его политических противников было множество лиц с богатым опытом ещё дореволюционной подпольной деятельности.
Для издания агитационной литературы оппозиционеры создали нелегальную типографию. В годовщину Октябрьской революции 7 ноября 1927 года ими была проведена «параллельная» оппозиционная демонстрация. Эти действия стали поводом для исключения Зиновьева и Троцкого из партии (16 ноября 1927 года). В 1927 году резко обострились советско-английские отношения, страну охватил военный психоз. Сталин счёл, что такая обстановка будет удобной для окончательного организационного разгрома левых.
Однако в следующем году картина резко изменилась. Под влиянием кризиса хлебозаготовок 1927 года Сталин совершил «левый поворот», на практике перехватив троцкистские лозунги, всё ещё популярные в среде студенческой молодёжи и радикальных рабочих, недовольных негативными сторонами НЭПа (безработица, резко возросшее социальное неравенство).
В 1928—1929 году Сталин обвинил Бухарина и его союзников в «правом уклоне» и фактически начал реализовывать программу «левых» на сворачивание НЭПа и форсированную индустриализацию. В числе разгромленных «правых» оказалось много активных борцов с так называемым «троцкистско-зиновьевским блоком»: Рыков, Томский, Угланов и Рютин, руководившие разгромом троцкистов в Москве, и многие другие. Оппозиционером стал и третий председатель Совета народных комиссаров РСФСР Сергей Сырцов.
Сталин объявил 1929 год годом «великого перелома». Стратегическими задачами государства были объявлены индустриализация, коллективизация и культурная революция.
Одной из последних оппозиций стала группа Рютина. В своей программной работе 1932 года «Сталин и кризис пролетарской диктатуры» (более известной, как «платформа Рютина») автор впервые выступил с серьёзными нападками на Сталина лично. Известно, что Сталин воспринял эту работу, как подстрекательство к терроризму, и потребовал расстрела. Однако это предложение тогда было отклонено ОГПУ, приговорившего Рютина к 10 годам заключения (расстрелян позднее, в 1937 году).

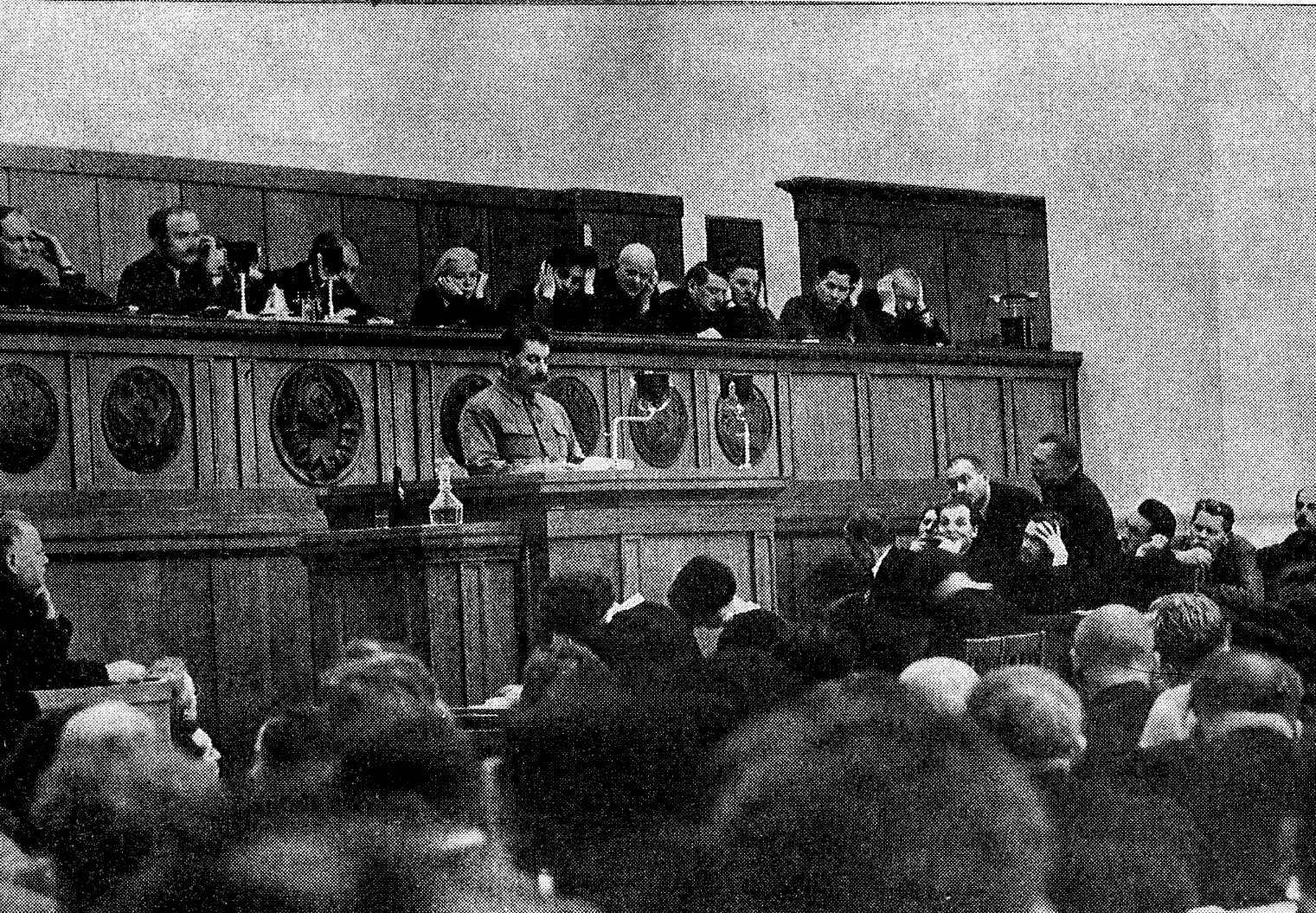
Сталин выступает с официальным Политическим отчётом ЦК на XVII съезде ВКП(б) 1934 года

Ричард Пайпс подчёркивает преемственность режима сталинизма. Для своего прихода к власти Сталин лишь воспользовался механизмами, уже существовавшими до него. Постепенный переход к полному запрету любых внутрипартийных оппозиций прямо опирался на историческую резолюцию «О единстве партии» X съезда РКП(б) (1921), принятую под давлением лично Ленина. В соответствии с ней, под признаками фракций, могущих стать «зародышами» новых партий и привести к расколу, понималось образование отдельных фракционных органов и даже составление собственных фракционных программных документов («платформ»), отличных от общепартийных, постановка внутрифракционной дисциплины выше общепартийной. По оценке Пайпса, таким образом Ленин перенёс внутрь партии тот же режим подавления инакомыслия, который уже был установлен вне её.
Исключение Зиновьева и Троцкого из партии в 1927 году было произведено механизмом, разработанным лично Лениным в 1921 году для борьбы с «рабочей оппозицией» — объединённым пленумом ЦК и ЦКК (партийных контрольных органов), в соответствии с принятой ещё X съездом резолюцией «О единстве партии».
Все основные конкуренты Сталина в борьбе за власть были такими же противниками демократии, что и он. Троцкий написал в 1919—1920 годах работу «Терроризм и коммунизм», наполненную апологетикой самой свирепой диктатуры, которую он оправдывал трудными условиями Гражданской войны. На X съезде (1921) Троцкий заявлял, что «рабочая оппозиция» делает из лозунга «демократизма» «фетиш», и партия намерена сохранять свою диктатуру от имени рабочих, даже если «сталкивается с преходящими настроениями рабочих масс». Оказавшись же в меньшинстве, Троцкий быстро вспомнил о демократии. Такую же эволюцию проделали после него Зиновьев, и затем «правые»; находясь на вершине власти, они охотно затыкали рот оппозиции. Сами же став оппозицией, немедленно вспоминали о демократии и свободе мнений.
Так называемый «съезд победителей», XVII съезд ВКП(б) (1934), впервые констатировал, что резолюция X съезда выполнена, и в партии более нет оппозиций. Многие бывшие оппозиционеры были приняты обратно в партию после публичного «признания ошибок». Стремясь сохранить свои посты, с подобными речами на съезде выступили, в частности: Зиновьев, Каменев, Карл Радек, Бухарин, Рыков, Томский, Пятаков, Преображенский, Ломинадзе. Выступления многих делегатов съезда были густо наполнены славословиями в адрес Сталина. По подсчётам Вадима Роговина, имя Сталина на съезде было употреблено 1500 раз.
Речь Зиновьева была наполнена раболепным умилением перед Сталиным лично, Каменев назвал сам себя «политическим трупом», а Преображенский потратил немало времени на нападки на своего бывшего соратника Троцкого. Бухарин, в 1928 году назвавший Сталина «Чингисханом», на съезде уже называл его «фельдмаршалом пролетарских сил». Несколько особняком в этом ряду стояла покаянная речь Радека, густо насыщенная шутками и часто прерывавшаяся смехом.

## Во главе СССР

### Распродажа культурного достояния России, коллекции Эрмитажа (1928—1933 годы)
С конца 1920-х годов советская власть проводит продажу культурных и антикварных ценностей, продажу из Эрмитажа произведений значительной художественной ценности, шедевров мирового значения аргументировав продажу нуждой в средствах. В 1932 году удалось в третий раз отстоять сасанидское серебро благодаря письму Орбели (заместителя директора Эрмитажа) Сталину. «Поскольку Сталин в ответе Орбели касался только предметов Сектора Востока, все западноевропейские экспонаты, предназначенные для отправки в „Антиквариат“, были объявлены связанными с Востоком (например, по изображению на них восточных изделий, в частности, ковров, или же по другим, очень отдалённым мотивам). Эта уловка помогла спасти их от экспорта». В 1933 году Т. Л. Лиловая, заведующая сектором западноевропейского искусства, тоже написала письмо Сталину. Он отреагировал на него, поручив А. И. Стецкому разобраться в ситуации. Стецкий осознал опасность, грозящую музею, и подготовил проект решения Политбюро. Решение о прекращении экспорта картин из Эрмитажа было утверждено на заседании 15 ноября 1933 года.
Доход от продаж составил не более одного процента от валового дохода страны, нанеся при этом значительный ущерб национальному культурному достоянию и международной репутации СССР. «Чтобы залатать дыры в своей работе, Микоян, директор „Антиквариата“ Гинзбург и Ко предложили распродать культурное достояние страны, суля баснословную выручку. Им поверили, и в 1928—1933 гг. прошла беспримерная эпопея музейных распродаж, которая ничего, кроме вреда, не принесла. Через Наркомторг валом продали более шести тысяч тонн (!) культурных ценностей, сбив цену и выручив за них менее 20 млн руб. — по три рубля за „килограмм Рембрандта“. Торгсин, не трогая Эрмитаж и Гохран, дал на алтарь индустриализации 287 млн зол. руб. На распродаже культурного достояния России нажились, в основном, немецкие антикварные фирмы, которые по дешёвке всё это скупали, а потом втридорога перепродавали. Остатки „даров Микояна“ конфисковали при Гитлере нацисты, продавали их на международных арт-рынках, а вырученная валюта пополняла казну Третьего рейха», — отмечал исследователь проблемы перемещённых культурных ценностей А. Г. Мосякин.

### Коллективизация. Голод
На XV съезде ВКП(б), проходившем со 2 по 19 декабря 1927 года, было принято решение о проведении коллективизации сельскохозяйственного производства в СССР — ликвидации единоличных крестьянских хозяйств и объединении их в коллективные хозяйства (колхозы). Коллективизация была проведена в 1928—1933 годы (в западных районах Украины и Белоруссии, а также в Молдавии, Эстонии, Латвии и Литве, присоединённых к СССР в 1939—1940 годы, — уже после войны, в 1949—1950 гг.).
Фоном для перехода к коллективизации стал кризис хлебозаготовок 1927 года, усугублённый охватившим страну военным психозом и массовой скупкой населением товаров первой необходимости. Широко распространилось представление о том, что крестьяне придерживают хлеб, стремясь взвинтить цены на него (так называемая «кулацкая хлебная стачка»). 15 января — 6 февраля 1928 года Сталин лично совершил поездку в Сибирь, в ходе которой требовал максимально нажать на «кулаков и спекулянтов».
В 1926—1927 годах «троцкистско-зиновьевский блок» широко обвинял сторонников «генеральной линии» в недооценке так называемой кулацкой опасности, требовал развернуть среди зажиточных слоёв деревни «принудительный хлебный заём» по твёрдым ценам. Сталин на практике даже превысил требования «левых», масштабы изъятия хлеба были существенно повышены, обрушились своей тяжестью и на середняков. Этому также способствовала широкая фальсификация статистики, создавшая представление о наличии у крестьян каких-то сказочных припрятанных запасов хлеба. По рецептам ещё Гражданской войны также предпринимались попытки натравить одну часть деревни на другую; до 25 % изъятого хлеба направлялись сельской бедноте. Так, Лев Троцкий в своей книге Преступления Сталина написал:
…Но в 1931—1932 гг., когда весь организм страны потрясали ужасающими последствиями насильственной и необузданной коллективизации, Зиновьев и Каменев, как и многие другие капитулянты, тревожно подняли головы и начали шушукаться между собою об опасностях новой правительственной политики…
Коллективизация сопровождалась так называемым «раскулачиванием» (ряд историков говорит о «раскрестьянивании») — политическими репрессиями, применявшимися в административном порядке местными органами власти на основании постановления Политбюро ЦК ВКП(б) от 30 января 1930 года «О мероприятиях по ликвидации кулацких хозяйств в районах сплошной коллективизации».

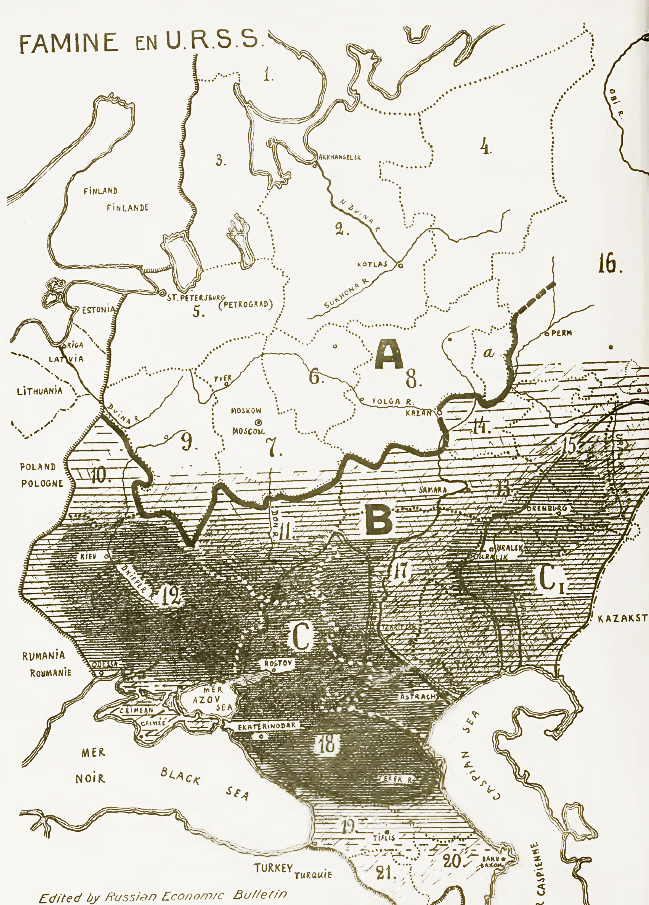
Карта главных районов голода в СССР

Согласно приказу ОГПУ № 44.21 от 6 февраля 1930 года началась операция по «изъятию» 60 тысяч кулаков «первой категории». Уже в первый день проведения операции ОГПУ арестовало около 16 тысяч человек, а на 9 февраля 1930 года были «изъяты» 25 тысяч человек.
Всего за 1930—1931 годы, как указано в справке Отдела по спецпереселенцам ГУЛАГа ОГПУ, было отправлено на спецпоселение 381 026 семей общей численностью 1 803 392 человека. За 1932—1940 годы в спецпоселения прибыло ещё 489 822 раскулаченных.
Мероприятия властей по проведению коллективизации привели к массовому сопротивлению среди крестьян. В одном только марте 1930 года ОГПУ насчитало 6500 бунтов, восемьсот из которых было подавлено с применением оружия. В целом, в течение 1930 года около 2,5 миллиона крестьян приняли участие в 14 тыс. выступлений против коллективизации.
Обстановка в стране в 1929—1932 годы была близка к новой гражданской войне. Согласно сводкам ОГПУ, в волнениях в ряде случаев участвовали местные советские и партийные работники, а в одном случае — даже районный уполномоченный ОГПУ. Ситуация усугублялась тем, что Красная армия была, в силу демографических причин, в основном крестьянской по составу.
2 марта 1930 года Сталин опубликовал в «Правде» статью «Головокружение от успехов. К вопросам колхозного движения», в которой он возлагал ответственность на чрезмерно ретивых исполнителей.

#### Голод в СССР (1932—1933)
В 1932 и 1933 годах ряд регионов СССР (Украину, Поволжье, Кубань, Белоруссию, Южный Урал, Западную Сибирь и Казахстан) поразил голод. С лета 1932 года, государство выделило голодающим районам обширную помощь в виде так называемых «продссуд» и «семссуд», планы хлебозаготовок неоднократно снижались, но даже в сниженном виде были сорваны. В архивах находится, в частности, шифротелеграмма секретаря Днепропетровского обкома Хатаевича от 27 июня 1933 года с просьбой выделить области дополнительно 50 тысяч пудов хлеба; на документе имеется резолюция Сталина: «Надо дать. И. Ст.».
Всего в СССР в этот период от голода умерло, по разным оценкам, от 4 до 8 миллионов человек. В электронной версии энциклопедии Британника приводится диапазон от 6 до 8 миллионов. Энциклопедия Брокгауз даёт оценку в 4—7 миллионов.
Известный писатель М. А. Шолохов написал Сталину ряд писем, в которых прямо рассказывал о катастрофе, разразившейся в Вёшенском районе Северо-Кавказского края. Как отмечает Ивницкий, в ответ на письмо Шолохова от 4 апреля 1933 Сталин 16 апреля ответил телеграммой: «Ваше письмо получил пятнадцатого. Спасибо за сообщение. Сделаю всё, что потребуется. Сообщите о размерах необходимой помощи. Назовите цифру», после чего дал указание Молотову «удовлетворить просьбу Шолохова целиком», предоставив 120 тыс. пудов продпомощи Вёшенскому району и 40 тыс. Верхнедонскому. Через две недели, 6 мая 1933, Сталин направил Шолохову длинное письмо, в котором признал, что «иногда наши работники, желая обуздать врага, бьют нечаянно по друзьям и докатываются до садизма», но, вместе с тем, также прямо обвинил крестьян в «итальянской забастовке», в стремлении оставить города и армию без хлеба. Как пишет Ивницкий, 4 июля 1933 Политбюро ЦК ВКП(б) приняло постановление, признавшее «перегибы» в Вёшенском районе, но признавшее их в таком виде, что «фактически их оправдывали». Один из наиболее ретивых исполнителей — Пашинский был исключён из партии и приговорён к расстрелу, однако это решение суда было аннулировано, и Пашинский ограничился строгим выговором.
По мнению В. В. Кондрашина, первопричиной голода 1932—1933 годов стало укрепление колхозного строя и политического режима репрессивными методами, связанными с природой сталинизма и личностью самого Сталина. В это же время в городах открывались многочисленные представительства Торгсина, где граждане свободно могли купить продукты за золото, серебро и валюту. Таким образом, практически все «валютные ценности», сохранённые после революции 1917 года, в годы Гражданской войны и накопленные при НЭПе, были получены для осуществления планов индустриализации за счёт их изъятия у населения. Большая часть выручки была получена в годы сильного голода 1932—1933 за счёт продажи продуктов питания. При этом экспорт зерна из СССР хоть и уменьшился в результате низкой собираемости урожая, но не прекращался в этот период и составлял миллионы тонн в год.
По мнению историка О. Хлевнюка, нараставшая угроза кризиса была очевидна для всех, включая Сталина, задолго до осени 1932 г. У руководства страны были возможности ограничить последствия кризиса, например, через установление твёрдых норм сдачи зерна государству. Это стимулировало бы интерес крестьян к наращиванию производства. Однако Сталин отверг такую меру. Важным шагом для предотвращения голода могло быть сокращение экспорта зерна, а также его закупка за границей. Такие закупки в ограниченных размерах производились весной 1932 г.. Однако Сталин отказался следовать этим путём дальше, так как это прямо или косвенно свидетельствовало бы об ошибочности «большого скачка». Для смягчения положения с голодом Сталин согласился на снижение темпов индустриализации в 1933 г. Промедление с этим решением было оплачено миллионами жизней.
Последние данные по точному количеству погибших от голодомора на Украине (3 миллиона 941 тысяча человек) легли в обвинительную часть приговора Апелляционного суда города Киева от 13 января 2010 года по делу в отношении организаторов голодомора 1932—1933 годов в Украинской ССР — Иосифа Сталина и других представителей власти СССР и УССР.
В соответствии с доктриной «первоначального социалистического накопления», впервые выдвинутой крупным троцкистским экономистом Е. А. Преображенским в 1925—1926, деревня превратилась в резервуар для выкачки из неё средств и рабочей силы на государственные нужды. То положение, в котором оказались крестьяне в результате коллективизации, вынудило буквально миллионы людей двинуться в города для работы на стройках индустриализации. Как указывает Шейла Фицпатрик, коллективизация вызвала беспрецедентную миграцию населения СССР: если в конце 1920-х из деревень в города переселялось в среднем около 1 млн чел. в год, то в 1930 переехало 2,5 млн чел., в 1931 — 4 миллиона. За период 1928—1932 в города прибыло около 12 млн чел. В условиях нехватки рабочих рук, вызванной первой пятилеткой, основная масса вчерашних крестьян с лёгкостью находила себе работу.
Традиционное для России аграрное перенаселение было уничтожено. Одним из результатов этой миграции, однако, стало резкое увеличение числа едоков, и, как следствие, введение в 1929 году карточной системы на хлеб. Другим итогом стало восстановление в декабре 1932 года дореволюционной паспортной системы. Вместе с тем государство осознавало, что нужды быстро растущей промышленности требуют массового притока рабочих рук из деревни. Некоторая упорядоченность в эту миграцию была внесена в 1931 году со введением так называемого «оргнабора».
Последствия же для деревни оказались, в целом, плачевными. Несмотря на то, что по итогам коллективизации посевные площади увеличились на 1/6, валовой сбор зерна, производство молока и мяса уменьшились, а средняя урожайность снизилась. По мнению Ш. Фицпатрик, деревня была деморализована. Престиж крестьянского труда среди самих крестьян упал, распространилось представление, что за лучшей жизнью следует ехать в город.
Катастрофическое положение времён первой пятилетки несколько выправилось в 1933 году, когда удалось собрать большой урожай хлеба. В 1934 году положение Сталина, пошатнувшееся из-за провалов первой пятилетки, существенно упрочилось.
К концу 1930-х годов положение в аграрном секторе стабилизировалось. Стало устойчиво расти сельскохозяйственное производство. Повышалась производительность труда благодаря электрификации и механизации (так, в 1940 году в СССР работало 182 тысячи зерновых комбайнов). Рост производительности труда в сельском хозяйстве высвободил 18,5 млн человек, которые стали промышленными и строительными рабочими. Историк С. А. Нефёдов отмечает, что политика коллективизации во многом предопределила успех индустриального развития страны, а соответственно и победу СССР в Великой Отечественной войне.

### Индустриализация и градостроительство
Утверждённый Сталиным в 1928 году пятилетний план по строительству 1,5 тыс. заводов требовал огромных расходов на закупку иностранных технологий и оборудования. Для финансирования закупки на Западе Сталиным было принято решение увеличить экспорт сырья, главным образом нефти, мехов, а также зерна. Проблему осложняло падение масштабов производства зерновых. Так, если в 1913 году дореволюционная Россия вывозила около 10 млн тонн хлеба, то в 1925—1926 ежегодный экспорт составлял лишь 2 млн тонн. Сталин полагал, что колхозы могут быть средством для восстановления экспорта зерна, с помощью которого государство собиралось изымать из деревни сельскохозяйственную продукцию, необходимую для финансирования ориентированной на военные нужды индустриализации.
В. З. Роговин указывает, что экспорт хлеба был отнюдь не основной статьёй экспортного дохода СССР. Так, в 1930 году страна получила от экспорта хлеба 883 млн руб., нефтепродукты и лесоматериалы дали 1 млрд 430 млн, пушнины и льна — до 500 млн.
По итогам 1932—33 годов хлеб дал лишь 8 % от экспортных доходов.
Индустриализация и коллективизация привели к огромным социальным изменениям. Миллионы людей двинулись из колхозов в города. СССР был охвачен грандиозной миграцией. Численность рабочих и служащих увеличилась с 9 млн чел. в 1928 году до 23 млн в 1940. Резко возросло население городов, в частности, Москвы с 2 млн до 5, Свердловска со 150 тыс. до 500. Вместе с тем темпы жилищного строительства были совершенно недостаточными для размещения такого количества новых горожан. Типичным жильём в 30-е годы оставались коммунальные квартиры и бараки, а в некоторых случаях и землянки.
8 февраля 1932 г. Политбюро ЦК ВКП(б) официально отменило партмаксимум. Тем самым, был ликвидирован «фонд взаимопомощи», за счёт которого партия имела возможность поддерживать своих наименее обеспеченных членов, с другой стороны, снимался тот барьер, который сдерживал обогащение партийных верхов. С этого момента процесс имущественного расслоения внутри партии приобрёл узаконенный характер. Важной вехой на этом пути стало постановление 19 апреля 1936 г. о создании директорского фонда, в который должны были поступать 4 % плановых доходов и 50 % сверхплановых. Таким образом, был создан один из легальных источников накопления, сыгравший определённую роль в перерождении партийной номенклатуры.
На январском пленуме ЦК 1933 года Сталин заявил о том, что первая пятилетка выполнена за 4 года и 3 месяца. В годы первой пятилетки были построены до 1500 предприятий, появились целые новые отрасли (тракторостроение, авиационная промышленность и др.) Однако на практике рост был достигнут за счёт промышленности группы «А» (производство средств производства), план по группе «Б» не был выполнен. По ряду показателей планы группы «Б» были выполнены лишь на 50 %, и даже меньше. Кроме того, резко упало сельскохозяйственное производство. В частности, поголовье крупного рогатого скота должно было увеличиться на 20—30 % за 1927—1932 годы, вместо этого оно упало вдвое.
Эйфория первых лет пятилетки привела к штурмовщине, к нереалистичному раздуванию плановых показателей. Согласно Роговину, план первой пятилетки, составленный на XVI партконференции и V Съезде Советов, фактически не был выполнен, не говоря уже о повышенных показателях, утверждённых XVI съездом (1930). Так, вместо 10 млн тонн чугуна было выплавлено 6,2, автомобилей в 1932 году произведено 23,9 тыс. вместо 100 тыс. Плановые задания по основным показателям промышленности группы «А» на деле были достигнуты в 1933—35, а повышенные по чугуну, тракторам и автомобилям — в 1950, 1956 и 1957 соответственно.
Официальная пропаганда всемерно прославляла имена передовика производства Стаханова, лётчика Чкалова, стройки Магнитки, Днепрогэса, Уралмаша. В период второй пятилетки в СССР наметился определённый рост строительства жилья и, в рамках культурной революции, театров и домов отдыха. Комментируя некоторый рост уровня жизни, обозначившийся с началом стахановского движения, 17 ноября 1935 года Сталин заметил, что «Жить стало лучше, жить стало веселее». Действительно, всего за месяц до этого заявления в СССР были отменены карточки.
В 1936 году советская пропаганда также обогатилась лозунгом «Спасибо товарищу Сталину за наше счастливое детство!». В 1940 году вышло постановление СНК СССР «Об установлении платности обучения в старших классах средних школ и в высших учебных заведениях СССР и об изменении порядка назначений стипендий». Согласно этому постановлению, с 1 сентября 1940 года вводилось платное обучение в 8—10-х классах средних школ, в техникумах, педагогических училищах, сельскохозяйственных и других специальных средних заведениях, а также в высших учебных заведениях. По мнению Г. Кораблёвой, введение платного обучения было связано с социально-экономическим, товарным и продовольственным кризисом, вызванным ростом военных расходов, массовыми репрессиями, военными действиями 1939—1940 годов. После постановления в среде студенчества появились различные настроения, появились вопросы, например: «А как же быть с Конституцией, которая гарантирует право на образование? Отменяется ли этим постановлением Конституция?» За несвоевременную оплату учёбы студенты и школьники отчислялись из учебных заведений. В годы Великой Отечественной войны плата за обучение не отменялась, лишь облегчалась отдельным категориям населения. Для учащихся 8—10-х классов средних школ, техникумов, педагогических училищ, сельскохозяйственных и других специальных средних заведений плата за обучение составляла от 150 до 200 рублей в год. Обучение в высших учебных заведениях стоило от 300 до 500 рублей в год. Плата за обучение составляла в 1940 году в среднем примерно 10 % от семейного бюджета (при одном работающем), в 1950 году и далее вплоть до отмены оплаты в 1956 году — около 5 %.
Сталинская модель экономики обеспечила высокие темпы экономического роста. Так, в годы первой и второй пятилеток ВВП СССР рос по 14—15 % в год. Резко снизился импорт, что рассматривалось как завоевание страной экономической независимости. Была ликвидирована безработица. К концу второй пятилетки по объёму промышленной продукции СССР занял второе место в мире, уступая лишь США. К 1941 г. было построено около 9 тыс. новых заводов. По мнению Н. Д. Колесова, Советскому Союзу всего за 13 лет удалось ликвидировать отсталость, существовавшую до сталинской индустриализации.
Вместе с тем чрезвычайный характер строек индустриализации, невысокий образовательный уровень прибывавших на них вчерашних крестьян зачастую выливались в низкий уровень охраны труда, производственные аварии, поломки дорогостоящей техники. Пропаганда предпочитала объяснять аварийность происками заговорщиков — вредителей, Сталин лично заявлял, что «вредители есть и будут, пока есть у нас классы, пока имеется капиталистическое окружение».

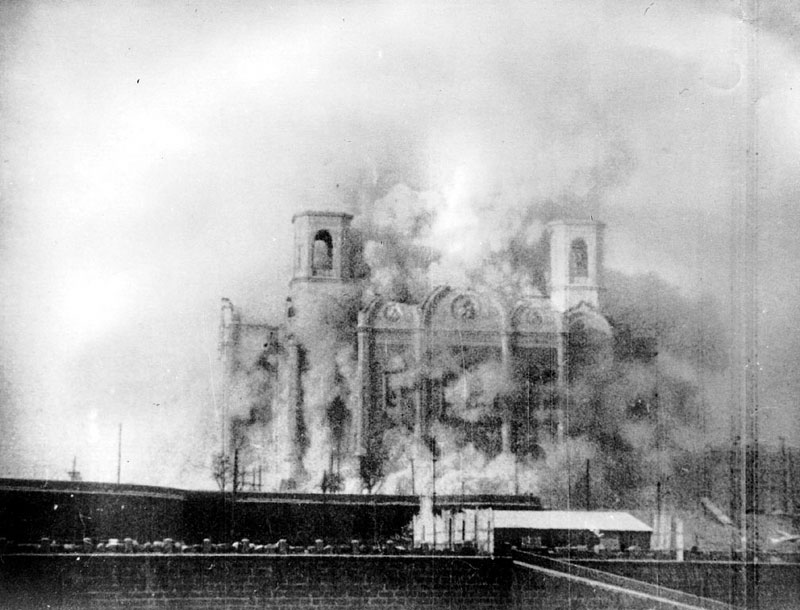
Разрушение Храма Христа Спасителя (1931)

Низкий уровень жизни рабочих порождал всеобщую неприязнь к относительно более привилегированным техническим специалистам. Страну захлестнула «спецеедская» истерия, которая нашла своё зловещее выражение в Шахтинском деле (1928) и ряде последующих процессов (Дело Промпартии 1930 года, Дело ТКП и множество других).
В числе строительных объектов, начатых при Сталине, был Московский метрополитен.
Одной из стратегических целей государства была объявлена культурная революция. В её рамках проводились кампании ликбеза (начавшиеся ещё с 1920 года), расширялась сеть школ, техникумов, вузов. С 1930 года в стране впервые введено всеобщее начальное образование. К концу 30-х годов удалось достичь значительных успехов в борьбе с неграмотностью: согласно переписи 1939 года процент грамотного населения составлял 87,4 %. Параллельно с массовым строительством домов отдыха, музеев, парков также проводилась агрессивная антирелигиозная кампания. Союз воинствующих безбожников (основан в 1925) объявил в 1932 году так называемую «безбожную пятилетку». По распоряжению Сталина были взорваны сотни церквей в Москве и других городах России. В частности, был взорван Храм Христа Спасителя с целью строительства на его месте Дворца Советов.

### Репрессивная политика

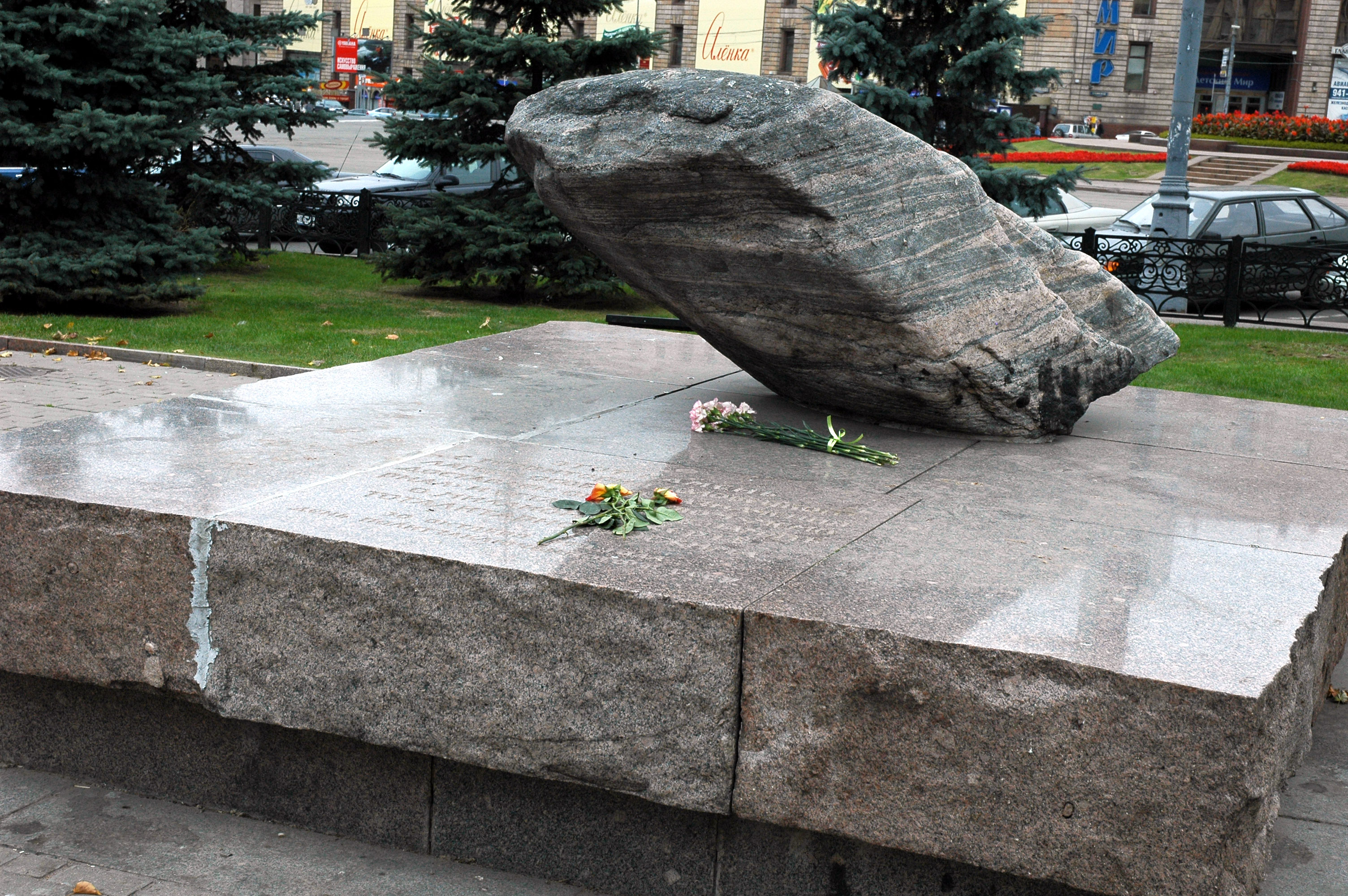
Памятник жертвам политических репрессий в СССР: камень с территории Соловецкого лагеря особого назначения, установленный на Лубянской площади в День памяти жертв политических репрессий в СССР, 30 октября 1990 г. Фото 2006 г.

Большевизм имел долгую традицию государственного террора. К моменту Октябрьской революции страна уже более трёх лет участвовала в мировой войне, сильно обесценившей человеческую жизнь, общество привыкло к массовым смертям и к смертной казни. 5 сентября 1918 года был официально объявлен «красный террор». За время Гражданской войны по приговорам различных чрезвычайных, внесудебных органов были расстреляны до 140 тыс. человек.
Государственные репрессии снизили свои масштабы, но не прекращались и в 1920-е годы. После убийства Кирова в 1934 году курс на «замирение» постепенно сменился новым курсом на самые беспощадные репрессии, вспыхнувшие с особо разрушительной силой в период 1937—1938 годов. В соответствии с марксистским классовым подходом под подозрение, согласно принципу коллективной ответственности, подпали целые группы населения: бывшие «кулаки», бывшие участники разнообразных внутрипартийных оппозиций, лица целого ряда иностранных СССР национальностей, подозревавшиеся в «двойной лояльности» (особым размахом отличились репрессии по «польской линии»), и даже военные. Многие высшие военачальники выдвинулись ещё при Троцком, и в период внутрипартийной дискуссии 1923 года военные широко поддерживали Троцкого. Роговин также указывает, что РККА была преимущественно крестьянской по своему составу, и в её среду объективно проникало недовольство итогами коллективизации. Наконец, под известным подозрением, как это ни парадоксально, находился и сам НКВД; Наумов подчёркивает, что в его составе наблюдались резкие структурные перекосы, в частности, до 38 % составляли лица небольшевистского происхождения, по социальному составу рабочих и крестьян было лишь 25 %.

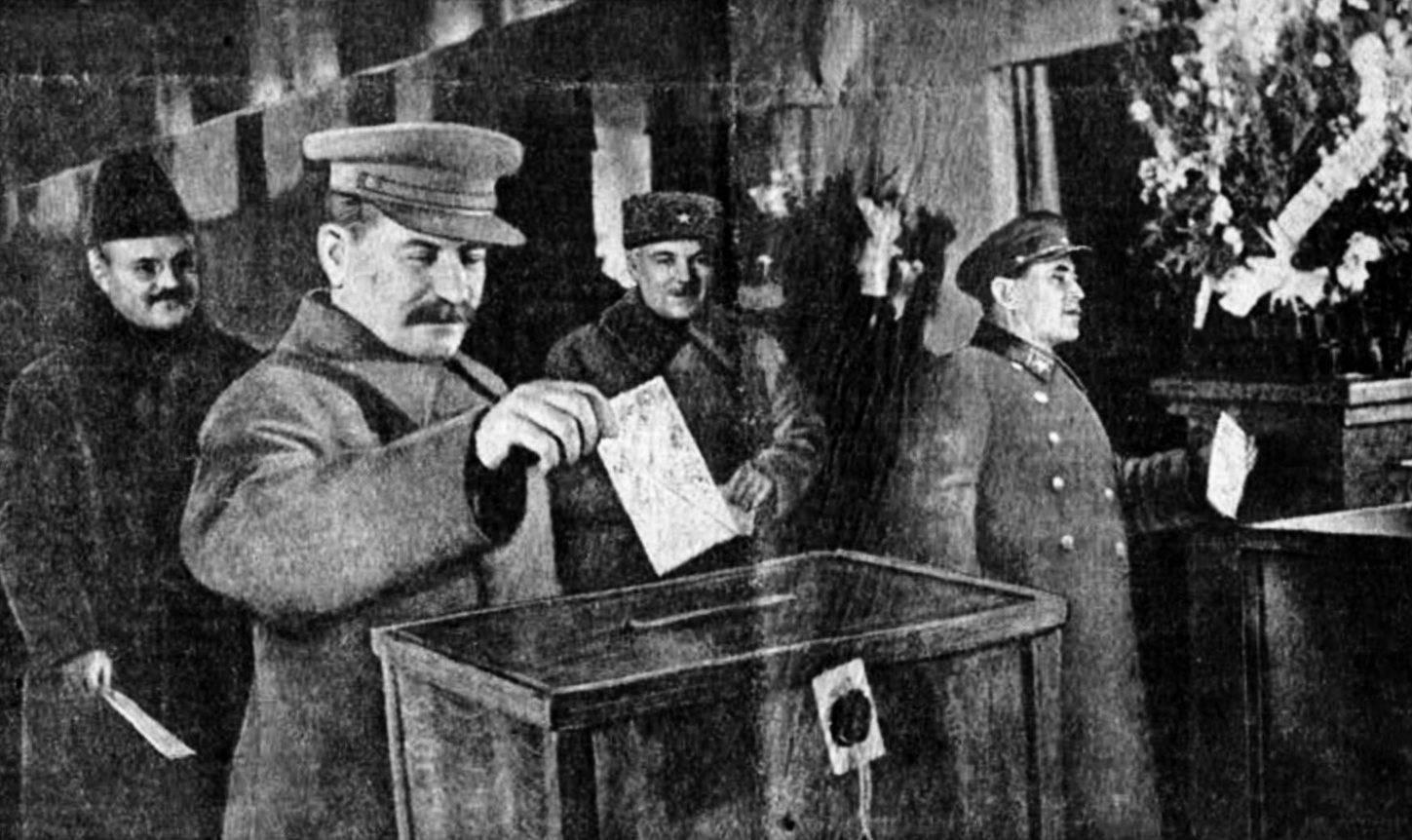
Сталин, Молотов, Ворошилов и Ежов на выборах 1937 года

Согласно данным историка В. Н. Земскова, в 1937—1938 годах было осуждено за различные преступления 1 344 923 чел., в том числе к ВМН — 681 692 чел., что составляет 85% всех казнённых при Сталине. Установка на проведение чистки была дана февральско-мартовским пленумом ЦК 1937 года; в своём докладе «О недостатках партийной работы и мерах ликвидации троцкистских и иных двурушников» Сталин определил троцкистов не как движение внутри рабочего класса, а как банду его заклятых врагов, действующих в интересах разведывательных органов иностранных государств. «В борьбе с современным троцкизмом нужны теперь не старые методы, не методы дискуссий, а новые методы, методы выкорчёвывания и разгрома», — подчеркнул он, призвав отказаться от благодушия и помнить, что Советский Союз живёт и развивается во враждебном капиталистическом окружении.
Так называемый «большой террор», или «ежовщина» 1937—1938 годов вылилась в самоистребление советского руководства в невиданных масштабах; так, из 73 человек, выступавших на февральско-мартовском пленуме ЦК 1937 года, 56 были расстреляны. Погибло также абсолютное большинство делегатов XVII съезда ВКП(б) и до 78 % избранного этим съездом состава ЦК. Несмотря на то, что основной ударной силой государственного террора выступили органы НКВД, они же сами стали и жертвой самой жёсткой чистки; основной организатор репрессий нарком Ежов сам же стал их жертвой.
В ходе чистки погибли также и некоторые лица из ближайшего окружения Сталина; был расстрелян его личный друг Енукидзе А. С., а Орджоникидзе Г. К. умер при до конца неясных обстоятельствах.
По мнению Н. Верта и его соавторов по «Чёрной книге коммунизма», массовые репрессии были главной формой управления государством и обществом в сталинское время.
Каганович Л. М. дал довольно откровенное объяснение террора:

…ведь они все были членами правительства. Троцкистское правительство было, зиновьевское правительство было, рыковское правительство было, это было очень опасно и невозможно. Три правительства могли возникнуть из противников Сталина… Как же можно было их держать на свободе? …Троцкий, который был хорошим организатором, мог возглавить восстание… Кто же мог поверить, что старые, опытные конспираторы, используя весь опыт большевистской конспиративности и большевистской организации, что эти люди не будут между собой связываться и не будут составлять организацию?

Самое активное участие в чистке приняли лица из ближайшего окружения Сталина, в частности, Молотов, Каганович, Жданов, Маленков. Сталин являлся главным «распорядителем» террора. В частности, он собственноручно писал обвинительные речи для громких судебных процессов. Имеются сотни записок, сделанных рукой Сталина, в которых он требовал от чекистов убивать всё больше и больше. Приговоры он выносил красным карандашом. Напротив некоторых имён писал: «Бейте ещё». Внизу многочисленных страниц стояло: «Всех расстрелять». В некоторые дни Сталин приговаривал к казни более 3000 так называемых врагов народа. По данным правозащитного общества «Мемориал» лично Сталиным и его ближайшими соратниками по Политбюро ЦК ВКП(б) только за 1936—1938 годы подписаны списки на осуждение 43 768 человек, в подавляющем большинстве к расстрелу, получившие известность как «Сталинские расстрельные списки». В период Большого террора глава НКВД Николай Ежов представлял на рассмотрение Сталину разнарядки для каждого региона на расстрелы или ссылки в ГУЛАГ, и Сталин определял статистический план «зачисток». На местах, в районах шло соревнование, кто первый перевыполнит этот план. И каждый раз, когда местный сотрудник НКВД выполнял разнарядку, он просил разрешение «на сверхплановую резню», и каждый раз Сталин разрешал.
Профессор О. Хлевнюк отмечает, что теории «слабого диктатора» о непричастности Сталина к террору и о демократических намерениях вождя строятся на искажении источников и не подтверждены никакими фактами и документами. Также мифом являются утверждения, что сталинские репрессии были направлены на борьбу с коррупцией. На самом деле чиновники из номенклатуры составляли ничтожный процент среди жертв репрессий. Этот миф стал следствием хрущёвской пропаганды для защиты партии от обвинений в соучастии в терроре.
Роговин В. З., ссылаясь на архивные данные, указывает следующее количество жертв террора:
- Согласно докладной записке, представленной генпрокурором СССР Руденко, министром внутренних дел Кругловым и министром юстиции Горшениным в феврале 1954, с 1921 по 1 февраля 1954 по обвинениям в так называемых «контрреволюционных преступлениях» осуждено 3 770 380 человек, в том числе к высшей мере наказания 642 980, к содержанию в лагерях и тюрьмах 2 369 320, к ссылке и высылке 765 180;
- Согласно данным, представленным сотрудниками КГБ «в начале 1990-х», было репрессировано 3 778 234 чел., из них 786 098 расстреляно;
- Согласно данным, представленным архивным отделом Министерства безопасности РФ в 1992 году, за период 1917—1990 по обвинению в государственных преступлениях осуждено 3 853 900 чел., из них к высшей мере 827 995.

Как указывает Роговин, за период 1921—1953 через ГУЛАГ прошло до 10 млн чел., его численность в 1938 году составила 1882 тыс. чел.; максимальная численность ГУЛАГа, за всё время его существования была достигнута в 1950 году, и составила 2561 тыс. человек.
За период с 1930 по 1953 год, по данным разных исследователей, только по политическим обвинениям было арестовано от 3,6 до 3,8 млн человек, из них расстреляно от 748 до 786 тысяч.

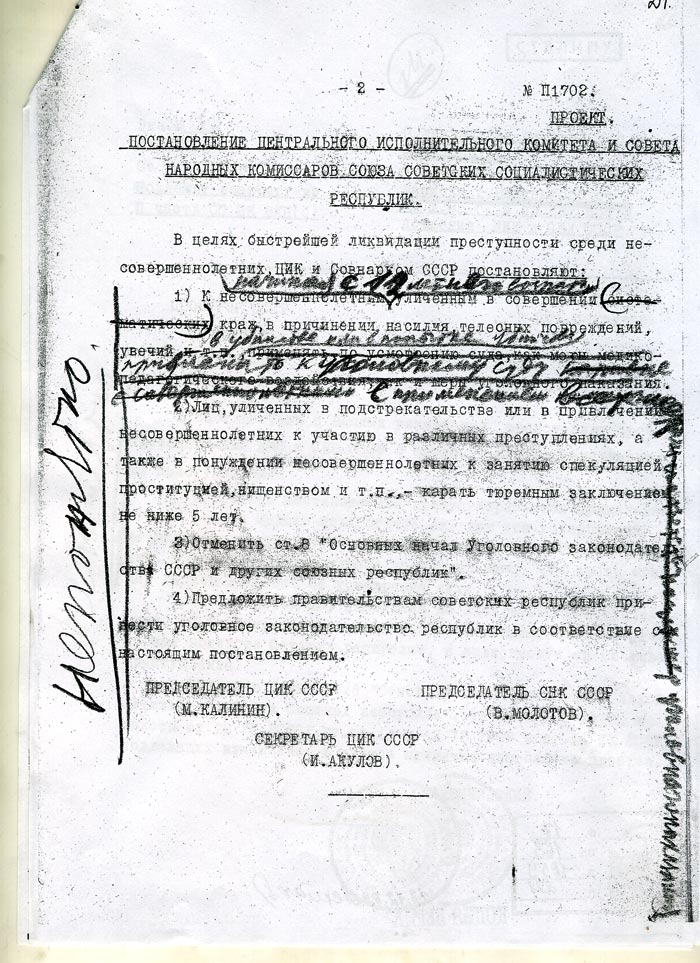
Проект постановления ЦИК и СНК Союза ССР «О борьбе с несовершеннолетними преступниками». (С дополнениями и пометками И. Сталина)

В 1935 году «в целях быстрейшей ликвидации преступности среди несовершеннолетних» Сталин подписал постановление ЦИК и СНК СССР «О мерах борьбы с преступностью среди несовершеннолетних» начиная с 12-летнего возраста, предусматривавшее для них более жёсткие наказания. Оно предусматривало повышение максимального срока лишения свободы с 10 до 25 лет, а за особо тяжкие преступления и высшую меру наказания (расстрел). Поскольку смертная казнь в отношении несовершеннолетнего могла иметь место только в исключительных случаях, применение её ставилось «под особо тщательный контроль». Перед его вынесением следовало известить об этом прокурора СССР и председателя Верховного Суда СССР. Постановление касалось наиболее распространённых в то время преступлений среди несовершеннолетних, таких как — кража, насилие, нанесение телесных повреждений, увечья, убийство или попытка убийства. Однако, на деле оно носило декларативный и устрашающий характер и не было обеспечено практическими мерами. В газете «Правда» от 9 апреля 1935 года предписывалось — «Обязанностью всех комсомольских, пионерских и школьных организаций должно стать теперь широчайшее распространение этого решения». Сам Сталин в беседе с французским общественным деятелем Р. Ролланом в том же 1935 году пояснил, что «этот декрет имеет чисто педагогическое значение», а также, что «до сих пор не было ни одного случая применения наиболее острых статей этого декрета к преступникам-детям и надеемся — не будет». Одновременно с этим постановлением был введён запрет на продажу/покупку и ношение финских ножей и кинжалов.
В ходе сталинских репрессий для получения признательных показаний в широких масштабах незаконно применялись пытки.
Сталин не только знал о применении пыток, но и лично, в нарушение формально действующих уголовно-процессуальных норм, приказал применять «методы физического воздействия» против «врагов народа» и при случае даже уточнял, какой вид пыток нужно было использовать. Он первый приказал после революции применить пытки к политзаключённым; это была мера, которую отвергали русские революционеры, пока он не издал приказ. При Сталине методы НКВД своей изощрённостью и жестокостью превзошли все изобретения царской полиции. Историк Антон Антонов-Овсеенко указывает: «Операции по истреблению безоружных подданных он планировал, готовил и осуществлял сам. Он охотно входил в технические детали, его радовала возможность непосредственного участия в „разоблачении“ врагов. Особое наслаждение доставляли генсеку очные ставки, и он не раз баловал себя этими поистине дьявольскими представлениями».

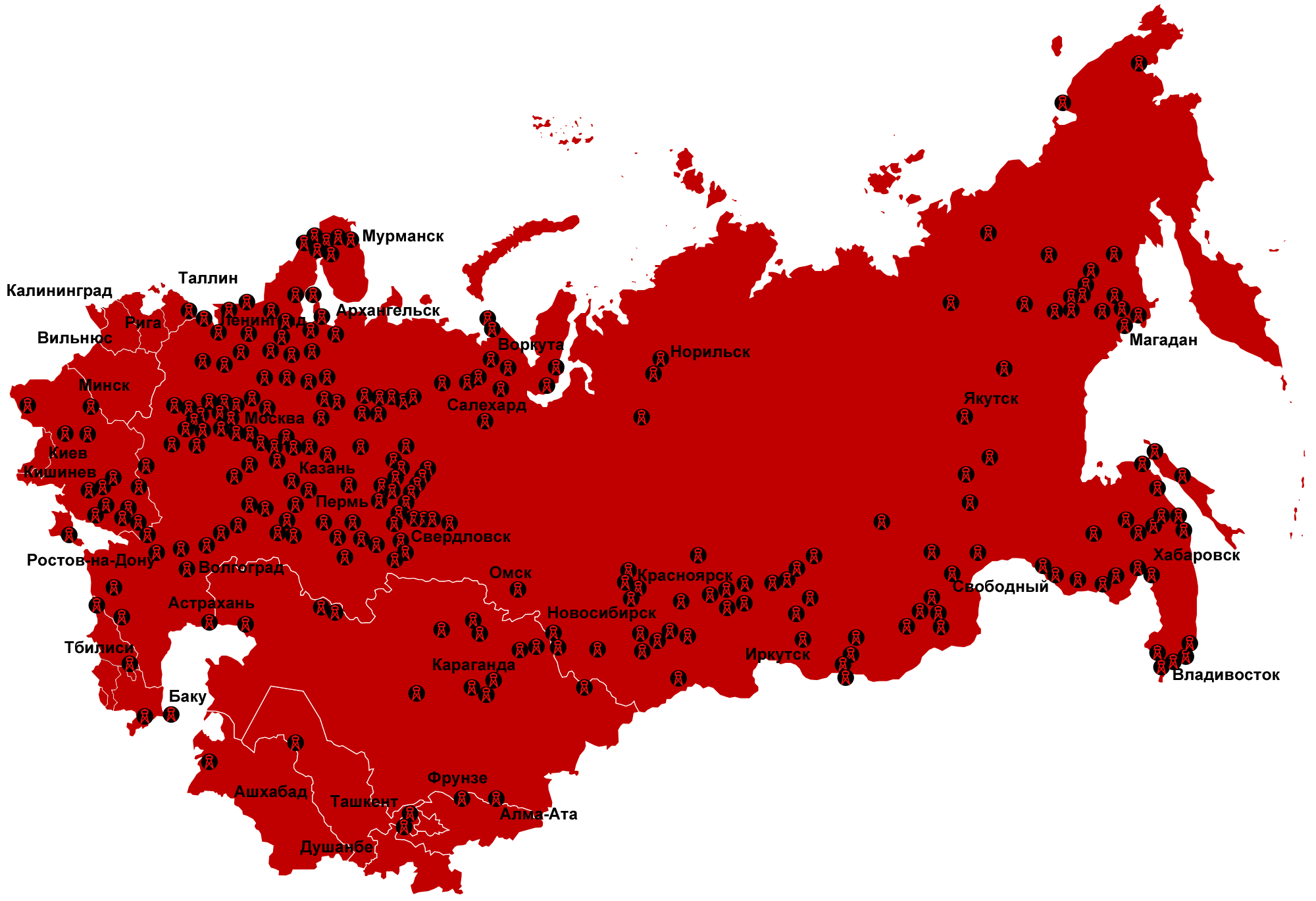
Интегральная карта лагерей системы ГУЛАГ, существовавших с 1923 по 1967 год, на основании данных правозащитного общества «Мемориал»

Система ГУЛАГ была создана по личному приказу Сталина, которую он расценивал как экономический ресурс. В действительности же труд узников ГУЛАГа был крайне неэффективным, а продуктивность — ничтожной. Так выработка на одного рабочего в ГУЛАГе на строительно-монтажных работах была примерно в 2 раза ниже, чем в гражданском секторе. ГУЛАГ не оправдывал затрат на самого себя и требовал дотации на содержание со стороны государства, которые постоянно росли. Система ГУЛАГ уже при жизни Сталина находилась в огромном кризисе, и все, кроме Сталина, это понимали. Несколько миллионов были осуждены к разного рода штрафам. Одних только лагерных охранников нужно было содержать около 300 тысяч человек, не считая конвойных войск и сотрудников МГБ.
Роговин, ссылаясь на архивные данные, указывает, что через ГУЛАГ в общей сложности прошло 10 млн чел., в спецпоселениях находилось на 1 февраля 1937 года 1,8 млн чел., на 21 февраля 1939 года 2,6 млн. Максимальная численность спецпоселений была достигнута в 1950 году и составила около 3 млн чел., большинством из которых были представители народов, депортированных во время войны.
На 1937—1938 годы пришёлся период массовых репрессий, часто именуемый как «Большой террор». Кампания была инициирована и поддержана лично Сталиным и нанесла чрезвычайный вред экономике и военной мощи Советского Союза.
По утверждению специалиста в области внутрипартийных отношений 1920-х — 1930-х годов О. В. Хлевнюка,

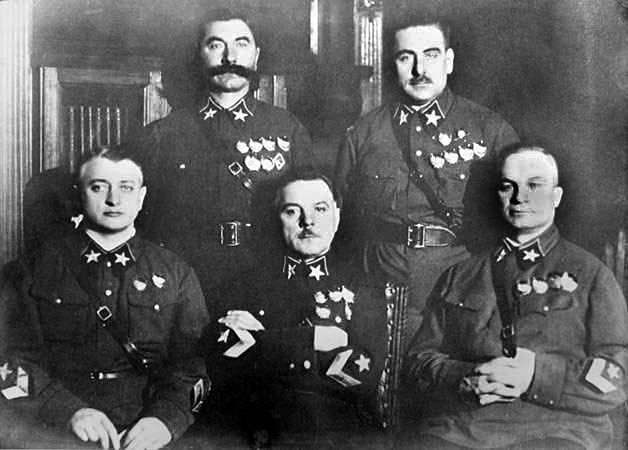
Первые пять маршалов Советского Союза (слева направо) сидят: Тухачевский (расстрелян), Ворошилов, Егоров (расстрелян); стоят: Будённый и Блюхер (арестован, умер в Лефортовской тюрьме от пыток)

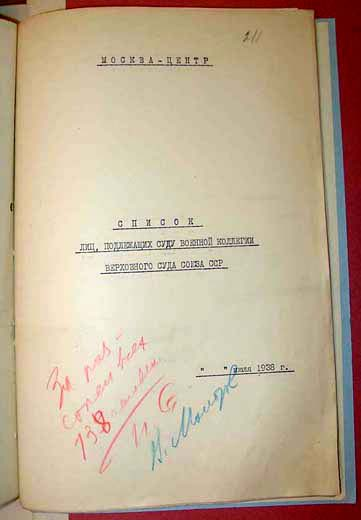
Список лиц, подлежащих суду Военной коллегии Верховного СССР от 26 июля 1938 года с личной подписью и комментарием Сталина «За расстрел всех 138»

Мы имеем все основания рассматривать «большой террор» как серию централизованных, спланированных и проводимых на основании решений Политбюро (фактически Сталина) массовых операций по уничтожению «антисоветских элементов» и «контрреволюционных национальных контингентов». Их целью была ликвидация «пятой колонны» в условиях обострения международной обстановки и нараставшей угрозы войны... Исключительная роль Сталина в организации этого всплеска террора не вызывает сомнений и абсолютно подтверждается всеми документами... Всё, что известно сегодня о подготовке и проведении массовых операций 1937—1938 гг., позволяет утверждать, что без приказов Сталина «большого террора» просто не было бы...
В 1937 и 1938 годах были проведены масштабные политические репрессии в отношении командного и начальствующего состава РККА и РККФ, которые выделяются исследователями как одно из проявлений политики «Большого террора» в СССР. Фактически начались во второй половине 1936 года, но наибольший размах приобрели после ареста и осуждения М. Н. Тухачевского и семи других высокопоставленных военных в мае—июне 1937 года; на 1937—1938 гг. пришёлся их пик, а в 1939—1941, после резкого спада, они продолжались с существенно меньшей интенсивностью.
Историки сходятся во мнении, что сталинские репрессии в РККА нанесли серьёзный урон обороноспособности страны и, в числе других факторов, привели к значительным потерям советских войск в начальный период Великой Отечественной войны.
В число репрессированных в эти годы попали трое из пяти маршалов Советского Союза, 20 командармов 1-го и 2-го ранга, 5 флагманов флота 1-го и 2-го ранга, 6 флагманов 1-го ранга, 69 комкоров, 153 комдива, 247 комбригов.
В среде историков до сих пор нет консенсуса относительно масштабов репрессий. Эксперты отмечают, что поиск информации о точном количестве репрессированных чрезвычайно затруднителен, так как репрессии в Красной Армии осуществлялись в условиях строжайшей секретности. В результате точные данные до сих пор неизвестны.

### Роль во Второй мировой войне

#### Внешняя политика до войны

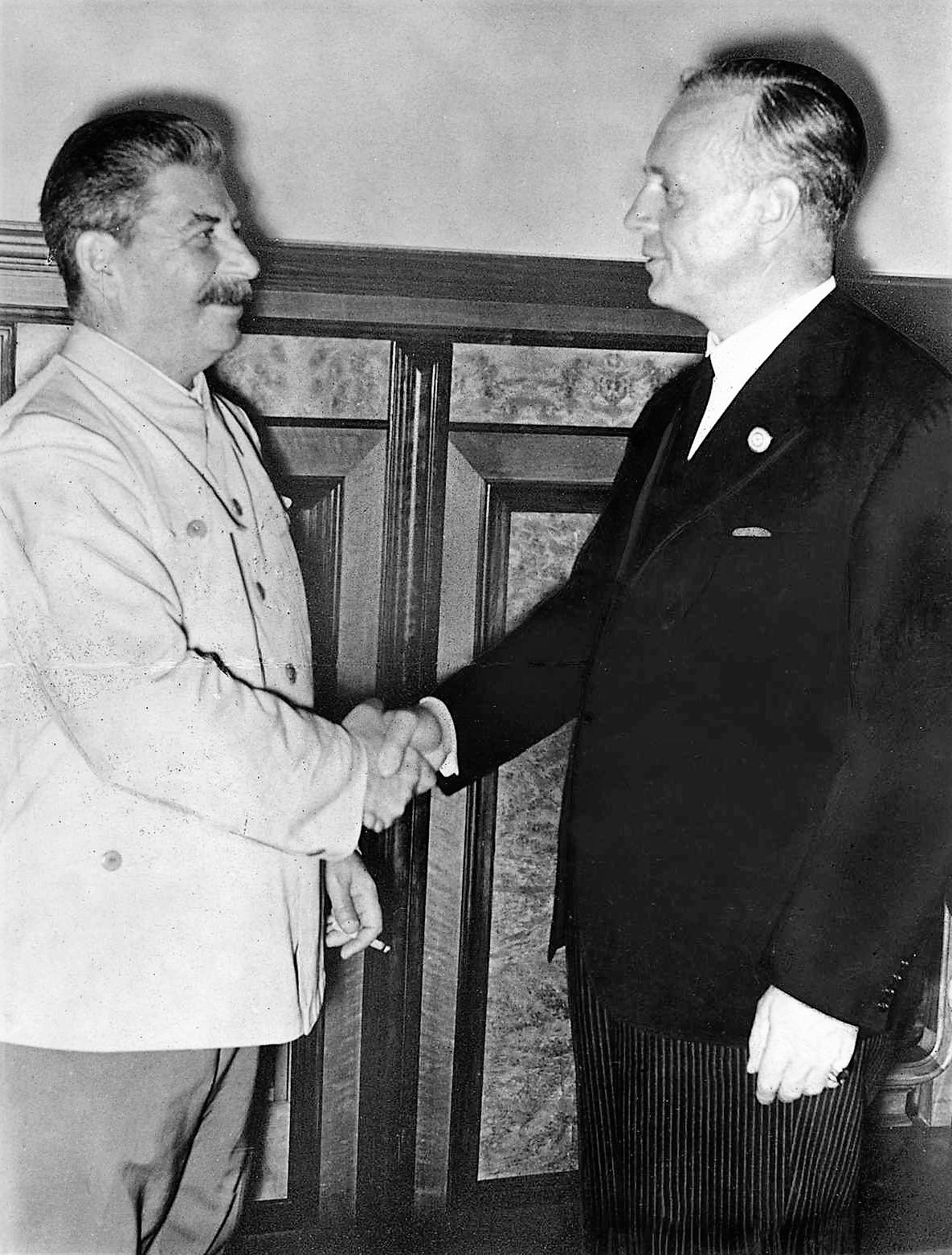
Сталин приветствует министра иностранных дел нацистской Германии Иоахима фон Риббентропа в Кремле, 1939 год

Историк Михаил Александров в своей работе «Внешнеполитическая доктрина Сталина», указывает, что выступая в ИККИ 30 мая 1925 года, Сталин заявил, что «война в Европе начнётся и что они там обязательно передерутся, в этом не может быть сомнения».
После прихода Гитлера к власти Сталин резко изменил традиционную советскую политику: если раньше она была направлена на союз с Германией против версальской системы, а по линии Коминтерна — на борьбу с социал-демократами как главным врагом (теория «социал-фашизма» — личная установка Сталина), то теперь она заключалась в создании системы «коллективной безопасности» в составе СССР и бывших стран Антанты против Германии и союзе коммунистов со всеми левыми силами против фашизма (тактика «народного фронта»). Эта позиция первоначально не была последовательной: в 1935 году Сталин, встревоженный германо-польским сближением, тайно предложил Гитлеру пакт о ненападении, но получил отказ.
В своём выступлении перед выпускниками военных академий 5 мая 1941 года Сталин подвёл итоги произошедшего в 1930-е годы перевооружения войск, выразил уверенность в том, что германская армия не является непобедимой. Волкогонов Д. А. трактует эту речь следующим образом: «Вождь дал ясно понять: война в будущем неизбежна. Нужно быть готовыми к безусловному разгрому германского фашизма… Война будет вестись на территории противника, и победа будет достигнута малой кровью».
Вплоть до нападения Гитлера Советский Союз сотрудничал с нацистской Германией. Имеются множественные документальные свидетельства сотрудничества самого разного толка, от договоров о дружбе и активной торговли до совместных парадов и конференций НКВД и гестапо. Перед подписанием договора о дружбе Сталин сказал Риббентропу:

Однако если, вопреки ожиданиям, Германия попадёт в тяжёлое положение, то она может быть уверена, что советский народ придёт Германии на помощь и не допустит, чтобы Германию задушили. Советский Союз заинтересован в сильной Германии и не допустит, чтобы Германию повергли на землю...

Вторая мировая война началась в 1939 году и почти два года, до июня 1941, шла под знаком официальной дружбы Гитлера и Сталина. В декабре 1939 года, в ответ на поздравление к 60-летию, Сталин отвечает Риббентропу:

Благодарю Вас, господин министр. Дружба народов Германии и Советского союза, скреплённая кровью, имеет все основания быть длительной и прочной.

52 % всего экспорта Советского Союза в 1940 году были направлены в Германию. Выступая 1 августа 1940 года на сессии Верховного Совета, Молотов сказал, что главную поддержку от Советского Союза Германия получила в виде спокойной уверенности на востоке. Вместе с тем отношения между странами не были безоблачными. И. Хоффман указывает, что в ноябре 1940 года Сталин передал Германии свои требования по дальнейшему расширению советской зоны влияния на Румынию, Югославию, Болгарию, Грецию, Венгрию и Финляндию. Эти требования были встречены германским правительством крайне враждебно и стали одним из поводов для нападения на СССР 22 июня 1941 года.

#### Военные претензии к другим странам

Территориальные приобретения Советского Союза в 1939—1940 годах

Сталин предпочитал лавировать между двумя основными альянсами западных держав. Воспользовавшись столкновением Германии с Англией и Францией в 1939 году, СССР занял контролируемые Польшей территории (т. н. Западная Белоруссия и Западная Украина) и развязал войну с Финляндией, за что был в декабре 1939 года исключён из Лиги Наций как агрессор. В качестве оправдания для предъявленных Финляндии требований СССР заявил, что Германия планирует нападение на Россию, в том числе боковой удар через Финляндию.
Ошибка советского руководства при принятии решения о начале войны с Финляндией заключалась в переоценке сил своих войск и недооценке сопротивления финской армии. Красной Армией за данный ключевой просчёт пришлось дорого заплатить во время наступления в зимней войне. Финское правительство, недооценивая собственные силы накануне начала боевых действий склонялось к необходимости принять советский ультиматум, если он будет предъявлен. Ошибкой Сталина стал сценарий развязывания войны (пограничный инцидент как повод для нападения, нападение без объявления войны, авиаудары по гражданским объектам и т. д.), что усилило антисоветское сопротивление и мотивацию финнов. В последующем сталинское руководство столкнулось с военными неудачами, страхом перед военным вмешательством Великобритании и Франции, изоляцией, и искало возможность завершить конфликт. Мартовский мирный договор был подписан на более лояльных к финнам условиях, в отличие от первоначальных планов Сталина. Уже после подписания договора в последующие недели в Москву поступила информация о катастрофическом положении Финляндии и отсутствии возможностей для реальной военной помощи со стороны Англии и Франции.
В июне 1940 года были выдвинуты претензии к Румынии и присоединены территории Бессарабии и Северной Буковины. Также в 1940 году в июне были выдвинуты ультиматумы прибалтийским странам, введены дополнительные контингенты советских войск, прошла смена правительств и в июле страны Прибалтики были присоединены к СССР. Вследствие потери территорий Финляндия и Румыния проводят политику сближения с нацистской Германией и участвуют в нападении на СССР в 1941 году.

#### Расстрел польских офицеров в Катыни
Весной 1940 года сотрудниками НКВД СССР было расстреляно 21 857 польских пленных.
После нападения Германии на СССР в 1941 году, из польских граждан, находившихся на территории СССР, была сформирована «Польская Армия Андерса». 3 декабря 1941 года Сталин и Молотов встретились с главой польского правительства генералом Сикорским и генералом Андерсом. Сикорский выразил свою обеспокоенность тем, что распоряжение о выпуске польских военных из лагерей и тюрем не было выполнено. Сталин утверждал, что все поляки были освобождены, но Сикорский утверждал обратное, приводя список около 4000 офицеров, которые находились в советских тюрьмах и лагерях. Сикорский заявил, что проверил наличие этих людей в Польше и в лагерях в Германии, и ни одного из них не нашли. В ответ на это, Сталин заявил, что они могли скрыться. На уточняющий вопрос Сталин ответил: «Ну, в Маньчжурии». Вопрос об «исчезнувших» заключённых поднимался неоднократно.
26 ноября 2010 года Госдума России приняла заявление «О Катынской трагедии и её жертвах», в котором признаёт Катынский расстрел преступлением, совершённым по прямому указанию Сталина и других советских руководителей, и выражает сочувствие польскому народу.

#### Скептицизм Сталина по вопросу войны с Германией
С января по июнь 1941 года Первое (разведывательное) управление НКГБ СССР направило Сталину свыше ста донесений своих резидентов о подготовке Германии к нападению на Советский Союз.
9 июня состоялась встреча между Тимошенко, Жуковым и Сталиным, в ходе которой обсуждалась разведывательная информация. Однако Сталин прервал их и заявил, что у него есть другие сведения, отказавшись принимать представленные им донесения разведки.
По свидетельству Жукова, 11 июня 1941 года в ответ на просьбу военных привести войска западных приграничных округов в полную боевую готовность Сталин заявил, что для того, чтобы сражаться с нами, немцам необходимо во-первых завоевать нефть и во-вторых уничтожить Западный фронт, высадиться в Англии или заключить с ней мир.
Глава разведки Павел Фитин был одним из первых, кто докладывал Сталину дату нападения нацистской Германии на СССР.
В Москву поступало много информации о предстоящем немецком нападении. Из немецкого посольства начали эвакуировать ценности и уничтожать архив, а военный атташе покинул Москву, увозя с собой личные вещи. Во время прослушанной НКГБ беседы, посол фон Шуленбург выразил свой пессимизм и предположил, что Гитлер готовится к войне с Россией. 16 июня прослушка обнаружила, что все сотрудники посольства, включая посла, военного атташе и уборщиц, выражают уверенность в скором начале войны. 18 июня НКГБ доложил о спешной эвакуации после 10 июня 34 работников германского посольства вместе с жёнами, детьми и личным багажом.
17 июня 1941 года Фитин подготовил следующее донесение, подписанное наркомом госбезопасности Меркуловым: «1. Все военные мероприятия Германии по подготовке вооружённого выступления против СССР полностью закончены, и удар можно ожидать в любое время». На данном сообщении зелёным карандашом Сталиным написана резолюция:

Т-щу Меркулову. Может послать ваш «источник» из штаба герм. авиации к е-ной матери. Это не «источник», а дезинформатор. И. Ст.

17 июня в час дня Фитин побывал в кабинете Сталина: «Сталин, не поднимая головы, сказал: „Прочитал ваше донесение. Выходит, Германия собирается напасть на Советский Союз?. Что за человек, сообщивший эти сведения?“ Я дал подробную характеристику нашему источнику. У нас нет оснований сомневаться в правдоподобности его информации. После окончания моего доклада вновь наступила длительная пауза. Сталин, после отойдя к своему рабочему столу и повернувшись к нам, произнёс: „Дезинформация! Можете быть свободны“».
В субботу 21 июня, немецкого посла Шуленбурга вызвали в Кремль в 6 часов вечера с жалобами на массовые нарушения советского воздушного пространства немецкими самолётами. На другой встрече, где присутствовали Сталин, некоторые члены Политбюро и Тимошенко, последний предложил привести войска в боевую готовность. Однако Сталин счёл это решение слишком грубым, был внесён отдельный пункт о том, чтобы избегать провокаций. Сталин с начала месяца получал предупреждения и последнюю неделю перед войной его убеждали издать директивы по приведению войск в боевую готовность. Тем не менее, он считал что 21 июня это обычный рабочий день и в 11 часов вечера отправился на дачу после бесед с Молотовым и Берией.
Сталин до 22 июня ошибочно полагал, что нападение на СССР невозможно, основываясь на данных о силах и обороноспособности советской страны, отсутствии у Германии достаточного количества нефтепродуктов и сил для войны на два фронта. Оценка Сталиным боеспособности и потенциала Красной армии разительно отличалась от оценок Гитлера и западных стран, где после войны между СССР и Финляндией серьёзно не воспринимали СССР, а Гитлер многократно описывал сталинское государство как «колосс на глиняных ногах».

#### Сталин в первые дниВеликой Отечественной войны
22 июня с 3:30 поступает информация о сильном артиллерийском обстреле со стороны немецких войск по всей границе.
В 5 часов 45 минут 22 июня Сталин в своём кабинете в Кремле принимает наркома иностранных дел СССР В. М. Молотова, наркома внутренних дел Л. П. Берию, наркома обороны С. К. Тимошенко, заместителя Председателя СНК СССР Л. З. Мехлиса и Начальника Генерального штаба РККА Г. К. Жукова.
По признанию Молотова в разговоре с Криппсом, утром 22 июня, Сталин ещё надеялся на то, что Советский Союз просто запугивают, чтобы вынудить к политическому подчинению. Он не ожидал, что война «начнётся без всякого спора или ультиматума».
На следующий день после начала войны (23 июня 1941) СНК СССР и ЦК ВКП(б) совместным постановлением образовали Ставку Главного Командования Вооружённых сил СССР, в состав которого был включён Сталин и председателем которого был назначен нарком обороны, маршал Советского Союза С. К. Тимошенко. 24 июня Сталин подписывает постановление ЦК ВКП(б) и СНК СССР о создании Совета по эвакуации при СНК СССР, призванного организовать эвакуацию «населения, учреждений, военных и иных грузов, оборудования предприятий и других ценностей» западной части СССР.
Когда 28 июня пал Минск, Сталин впал в прострацию. 29 июня Сталин не приехал в Кремль, что вызвало сильное беспокойство у его окружения. 30 июня во второй половине дня его коллеги по Политбюро приехали к нему в Кунцево. Появляется Сталин — бледный, измождённый — и произносит замечательную фразу: «Ленин оставил нам великую державу, а мы её просрали». По впечатлению некоторых из приехавших, Сталин решил, что они собираются его арестовывать. Собравшиеся приняли решение о создании ГКО. «Мы видим, что Сталин не участвовал в делах страны немногим более суток», — пишет Р. А. Медведев.

#### Военное руководство в ВОВ

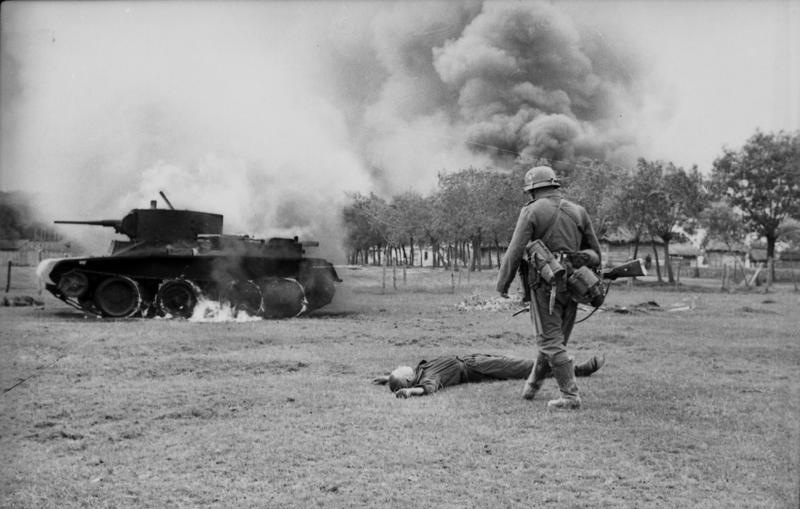
Великая Отечественная война, июнь 1941 года

В начале войны Сталин был слабым стратегом и принимал множество некомпетентных решений. В качестве примера такого решения доктор Саймон Сибег-Монтефиоре приводит ситуацию в сентябре 1941 года: хотя все генералы упрашивали Сталина вывести войска из-под Киева, он позволил нацистам взять в «мешок» и перебить военную группировку из пяти армий.
В то же время, по мнению Маршала Советского Союза Г. К. Жукова, начиная со Сталинградской битвы Сталин стал проявлять себя, как человек «…владеющий вопросами организаций фронтовых операций и операций групп фронтов и руководящий ими с большим знанием дела, хорошо разбираясь и в больших стратегических вопросах», а также умеющий «найти главное звено в стратегической обстановке». В целом, Г. К. Жуков оценивает Сталина, как «достойного Верховного Главнокомандующего». Кроме того, Г. К. Жуков считает необходимым отдать должное И. В. Сталину, как выдающемуся организатору в «обеспечении операций, создании стратегических резервов, в организации производства боевой техники и вообще в создании всего необходимого для ведения войны». Одновременно Г. К. Жуков критиковал Сталина за просчёты в подготовке страны к обороне; игнорирование явной угрозы нападения фашистской Германии; создание системы управления, в которой никто не мог принять самостоятельного решения без указания Сталина; дезорганизация Сталиным Наркомата Обороны; подозрительность и недоверие к военным кадрам. Он негативно оценивает полководческие способности Сталина, особенно в начале Великой Отечественной войны: «…в начале войны Сталин очень плохо разбирался в оперативно-тактических вопросах… Он, не зная в деталях положения на фронтах, и будучи недостаточно грамотным в оперативных вопросах, давал неквалифицированные указания, не говоря уже о некомпетентном планировании крупных контрмероприятий…». Жуков видит заслугу советского народа в победе в противовес Сталину: «И только величайшая патриотическая любовь советского народа и его Вооружённых Сил к своей Родине… дали возможность под руководством нашей партии преодолеть тяжёлую обстановку, которая сложилась вследствие ошибок и промахов сталинского руководства в первый период войны, а затем вырвать у врага инициативу, добиться перелома в ходе войны в нашу пользу и завершить её блестящей победой всемирно-исторического значения… В описаниях военных событий почти нет имён коллектива военачальников, которые непосредственно планировали операции и руководили боевыми действиями войск. Культ личности бесцеремонно вычеркнул из истории имена действительных героев, а их коллективные заслуги беззастенчиво присваивались Сталиным».

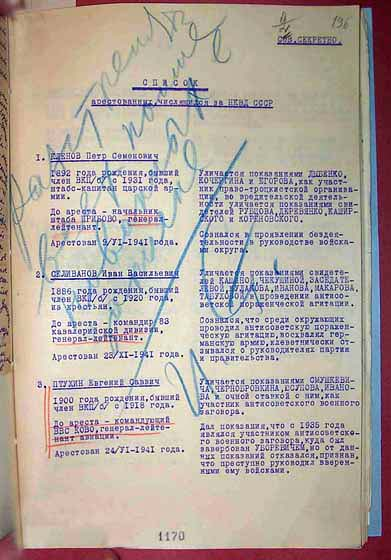
Первая страница списка 46 «арестованных, числящихся за НКВД СССР» от 29 января 1942 г. Резолюция И. Сталина: «Расстрелять всех поименованных в записке. И. Ст.»

#### Начальный период войны
Через неделю после начала войны (30 июня 1941) Сталин был назначен Председателем только что образованного Государственного комитета обороны.
3 июля Сталин выступил с радиообращением к советскому народу, начав его со слов: «Товарищи, граждане, братья и сёстры, бойцы нашей армии и флота! К вам обращаюсь я, друзья мои!»
10 июля 1941 года Ставка Главного Командования была преобразована в Ставку Верховного Командования (СВК), и председателем вместо Тимошенко был назначен Сталин.
19 июля 1941 года Сталин сменил Тимошенко на посту наркома обороны.
С 8 августа 1941 года Сталин Указом Президиума Верховного Совета СССР был назначен Верховным Главнокомандующим Вооружёнными Силами СССР, а Ставка Верховного Командования была переименована в Ставку Верховного Главнокомандования (СВГК).
31 июля 1941 года Сталин принял личного представителя и ближайшего советника президента США Франклина Рузвельта — Гарри Гопкинса. 16—20 декабря в Москве Сталин вёл переговоры с министром иностранных дел Великобритании Э. Иденом по вопросу заключения между СССР и Великобританией договора о союзе в войне против Германии и о послевоенном сотрудничестве.
16 августа 1941 года Сталин подписал Приказ Ставки Верховного Главнокомандования № 270, в котором значилось: «Командиров и политработников, во время боя срывающих с себя знаки различия и дезертирующих в тыл или сдающихся в плен врагу, считать злостными дезертирами, семьи которых подлежат аресту как семьи нарушивших присягу и предавших свою Родину дезертиров» (см.: Приказ № 270).
Во время битвы за Москву 1941 года, после объявления Москвы на осадном положении, Сталин оставался в столице, 6 ноября 1941 года он выступил на торжественном заседании, проходившем на станции метро «Маяковская», которое было посвящено 24-й годовщине Октябрьской революции. В своей речи Сталин объяснил неудачное для Красной армии начало войны, в частности, «нехваткой танков и отчасти авиации». На следующий день, 7 ноября 1941 года, по указанию Сталина на Красной площади был проведён традиционный военный парад.
30 мая 1942 года Сталин подписал постановление ГКО о создании Центрального штаба партизанского движения при Ставке Верховного Главнокомандования. 5 сентября 1942 года издаёт приказ «О задачах партизанского движения», ставший программным документом в дальнейшей организации борьбы в тылу захватчиков.
28 июля 1942 года Сталин в качестве наркома обороны подписал «Приказ № 227», направленный на ужесточение дисциплины в Красной армии, запретивший отход войск без приказа руководства, вводивший штрафные батальоны в составе фронтов и штрафные роты в составе армий, а также заградительные отряды в составе армий.
Введение заградотрядов отнюдь не было изобретением Сталина; подобные методы уже применялись большевиками во время Гражданской войны. Исследователи В. Краснов и В. Дайнес утверждают, что знаменитый сталинский Приказ № 227 фактически повторял положения приказа Троцкого № 65 по Южному фронту от 24.11.1918. Приказ № 65 до сих пор потрясает свой жестокостью; он требовал расстрела не только дезертиров, но также их укрывателей и сжигания их домов.

#### Перелом в ходе Великой Отечественной войны
Начало коренного перелома в войне, положенное в Сталинградской битве, имело продолжение в ходе зимнего наступления Красной армии 1943 года. В Курской битве начатое под Сталинградом было завершено, наступил коренной перелом не только в ВОВ, но и во всей Второй мировой войне. 11 февраля 1943 года Сталин подписал постановление ГКО о начале работ по созданию атомной бомбы.

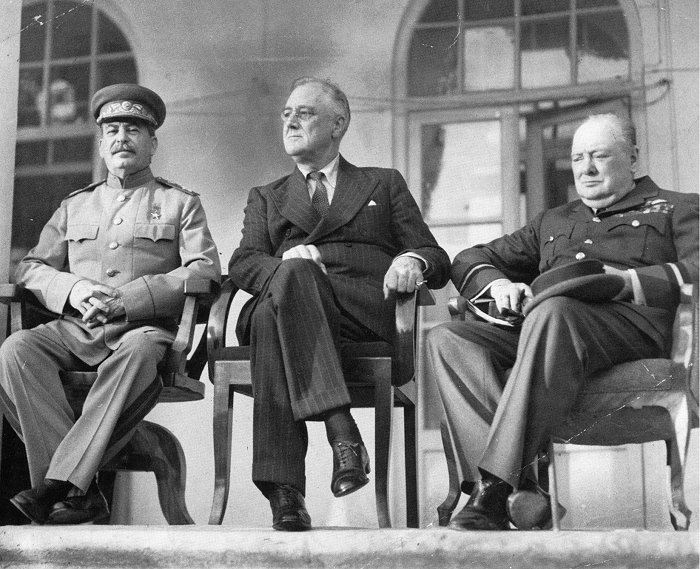
Сталин, Ф. Д. Рузвельт и У. Черчилль на Тегеранской конференции

25 ноября 1943 года Сталин в сопровождении Наркома иностранных дел СССР В. М. Молотова и члена ГКО, заместителя Председателя СНК СССР К. Е. Ворошилова едет в Сталинград и Баку, откуда на самолёте (в первый и единственный раз в жизни) летит в Тегеран (Иран). С 28 ноября по 1 декабря 1943 года Сталин участвует на Тегеранской конференции — первой за годы Второй мировой войны конференции «Большой тройки» — лидеров трёх стран: СССР, США и Великобритании.

#### Окончание войны

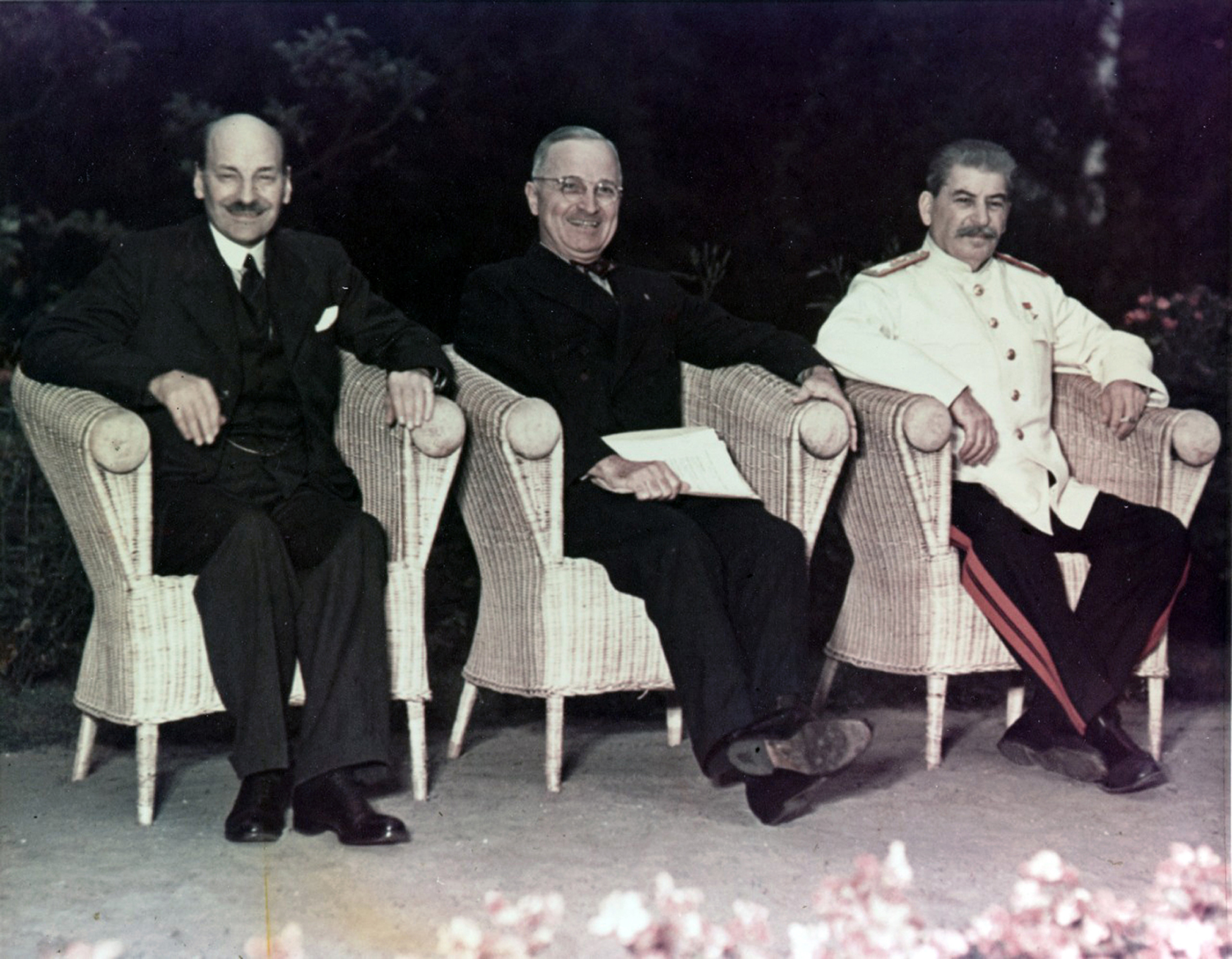
Потсдамская конференция

4 февраля — 11 февраля 1945 года Сталин участвует в Ялтинской конференции союзных держав, посвящённых установлению послевоенного мирового порядка.
Черчилль, руководствуясь политическими соображениями на будущее, убеждал Рузвельта в необходимости занятия их силами таких важных городов как Берлин, Прага и Вена раньше чем это сделает Красная армия, а также продвинуть демаркационную линию как можно дальше на Восток. Кроме ряда политических деятелей на том же настаивали и британские фельдмаршалы А. Ф. Брук и Б. Л. Монтгомери. Однако главнокомандующий союзными силами генерал Д. Д. Эйзенхауэр и другие военные, руководствуясь военно-стратегическими и тактическими соображениями, противились методичной стратегии широкого фронта. В результате к весне 1945 года в Объединённом комитете начальников штабов произошли громкие разногласия по поводу дальнейшего плана действий союзных сил США и Великобритании.
Когда на пресс-конференции 27 марта 1945 года один из репортёров задал вопрос Эйзенхауэру — «Как вы думаете, кто первым придёт в Берлин: русские или мы?» последний, отказавшись давать какие-либо прогнозы, лишь констатировал, что «Берлин находится в 33 мили от них, и в 250 милях от нас», и то, что Красной армии «предстоит более короткая гонка, хотя им противостоит основная часть немецких войск». При этом американский бригадный генерал О. Брэдли оценил потери союзных войск в случае штурма ими Берлина в 100 тыс. человек.
Дж. Боффа указывает, что, в противовес планам генерала Эйзенхауэра, «Черчилль и британские генералы стремились любой ценой достичь Берлина прежде, чем туда придут русские»:

В начале апреля [1945 года], таким образом, в руках у Сталина оказались два взаимно исключающих документа: послание Эйзенхауэра и донесение советской разведки, утверждавшее, что войска Монтгомери готовятся нанести удар по Берлину. Сталин высоко оценил лояльность Эйзенхауэра, но всё же решил прибегнуть к хитрости. В ответе американскому генералу он одобрил его планы и одновременно заверил его, что Берлин утратил своё «прежнее стратегическое значение» и что советские войска в связи с этим направят для взятия города лишь второстепенную группировку сил. В действительности же он только что подписал директиву о проведении последнего крупного наступления в этой войне — на столицу Германии. В глазах советских людей взятие Берлина должно было служить необходимым увенчанием их победы. Дело было не только в престиже. Берлин в их руках означал гарантию того, что СССР сможет заставить других считаться со своим мнением при решении вопроса о судьбах Германии.

Исследователь Кынин Г. П. также считает, что Сталин, узнав о планах своих англо-американских союзников, намеренно дезинформировал их, сообщив, что главный удар советских войск якобы намечен на «вторую половину мая» (на деле, наступление началось 16 апреля, хотя к нему не успевал подготовиться 2-й Белорусский фронт).
В своём сообщении президенту Рузвельту 1 апреля 1945 года Черчилль прямо заявлял, что «… с политической точки зрения нам следует продвигаться в Германии как можно дальше на восток и, что в том случае, если Берлин окажется в пределах нашей досягаемости, мы несомненно должны его взять». Генерал Эйзенхауэр ответил на обеспокоенность Черчилля следующим образом: «Конечно, если в какой-либо момент сопротивление будет внезапно сломлено по всему фронту, мы устремимся вперёд, и Любек и Берлин окажутся в числе наших важных целей».
С началом Красной армией Берлинской операции 16 апреля 1945 года, Черчилль осознал, что англо-американские войска на тот момент физически не могут прорваться в Берлин. Он сосредоточился на занятии Любека, чтобы предотвратить советскую оккупацию Дании.
После смерти Ф. Д. Рузвельта 12 апреля 1945 года и вступлении тогда же на пост президента США Г. С. Трумэна стратегическое направление политики США внутри антигитлеровской коалиции резко изменилось. Трумэн, дистанцируясь от Сталина, стал выступать против него по всем важнейшим как военным, так и политическим вопросам. Тот же курс взял и Черчилль, изменив в итоге расстановку сил внутри Большой тройки. В свою очередь, Сталин не пытался найти каких-то компромиссных выходов из политических тупиков, и следствием его ответной реакции стало быстрое развитие центробежных сил внутри Большой тройки.
Профессор русской истории Лондонского университета Орландо Файджес в эфире телеканала Discovery Civilisation оспаривает распространённое мнение о заслугах Сталина в победе советского народа в ВОВ, указывая на полную неготовность промышленности, сельского хозяйства и морального духа страны к войне в 1941 году.

#### Депортации народов
В СССР тотальной депортации были подвергнуты множество народов, среди них: корейцы, немцы, финны-ингерманландцы, карачаевцы, калмыки, чеченцы, ингуши, балкарцы, крымские татары и турки-месхетинцы. Из них семь — немцы, карачаевцы, калмыки, ингуши, чеченцы, балкарцы и крымские татары — лишились при этом и своих национальных автономий.
Депортациям в СССР подверглось ещё множество других этнических, этноконфессиональных и социальных категорий советских граждан: казаки, «кулаки» самых разных национальностей, поляки, азербайджанцы, курды, китайцы, русские, иранцы, евреи-ирани, украинцы, молдаване, литовцы, латыши, эстонцы, греки, болгары, армяне, кабардинцы, турки, таджики и другие.

### Послевоенные годы
После завершения Второй мировой войны СССР стал сверхдержавой, началось его глобальное противостояние с США. СССР освободил от фашизма ряд стран Европы и Азии. Сталин воспользовался укреплением геополитических возможностей Советского Союза и включил в советскую сферу влияния ряд стран Восточной Европы и Азии, которые также стали идти по социалистическому пути развития.
По вопросу Балканской федерации Сталин на начальном этапе не возражал против объединения Югославии и Албании, Югославии и Болгарии. Однако в последующем его недовольство вызывало несогласованный с Москвой договор дружбы между Югославией и Албанией, проведение Тито независимой от Москвы политики и независимые связи с восточноевропейскими странами, интервью Димитрова о планах включения в федерацию Венгрии и Румынии, оказание Тито помощи греческим коммунистам. Эти факторы явились причиной оппозиции Сталина по вопросу создания балканской федерации, все мероприятия вокруг создания которой были прекращены. Охлаждение отношений привело к советско-югославскому конфликту, прекратившемуся после смерти Сталина.
По вопросу восстания коммунистов в Греции в январе 1948 года Сталин выступил за сворачивание восстания. Восстание вскоре было свёрнуто.
В 1948 году Сталин поддержал создание Израиля. Причины поддержки Сталиным усилий сионистов на этом этапе до сих пор остаются предметом споров.

#### Социально-экономическая политика. Развитие военно-промышленного комплекса
После окончания Великой Отечественной войны в стране наблюдался дефицит рабочих рук, скота и техники. Это заставило власть увеличить капиталовложения в сельское хозяйство, расширить работы по механизации и электрификации села. Несмотря на это, из-за засухи, политики властей (экспорт зерна за рубеж, продразвёрстка с выполнением плана любой ценой), общей военной разрухи и слабости подорванного коллективизацией сельского хозяйства в стране наступил голод, пик которого пришёлся на 1946—1947 годы. В результате голода умерло, по разным оценкам до 1,5 миллиона человек. Миллионы граждан перенесли дистрофию и другие тяжелейшие заболевания. Наиболее сильно голод ударил по детям. В 1947 году детская смертность среди младенцев в Нижнем Поволжье в 1,8 раза больше, чем в 1946 году. В Сталинграде удельный вес детей среди умерших в 1947 г. достиг 41 %. В Западной Сибири почти половина всех умерших составляли дети до 16 лет. Голод поразил в основном людей, проживающих в сельской местности, и наименее социально защищённые слои населения (многодетные семьи, матери-одиночки, престарелые люди). В этот период Сталин показал приверженность своим методам руководства — срочно были приняты драконовские законы, такие как указ от 4 июня 1947 г. о борьбе с хищениями, которые предусматривали длительные сроки заключения в лагеря, вплоть до 25 лет. В 1947—1952 годы за хищения было осуждено более 2 млн человек.

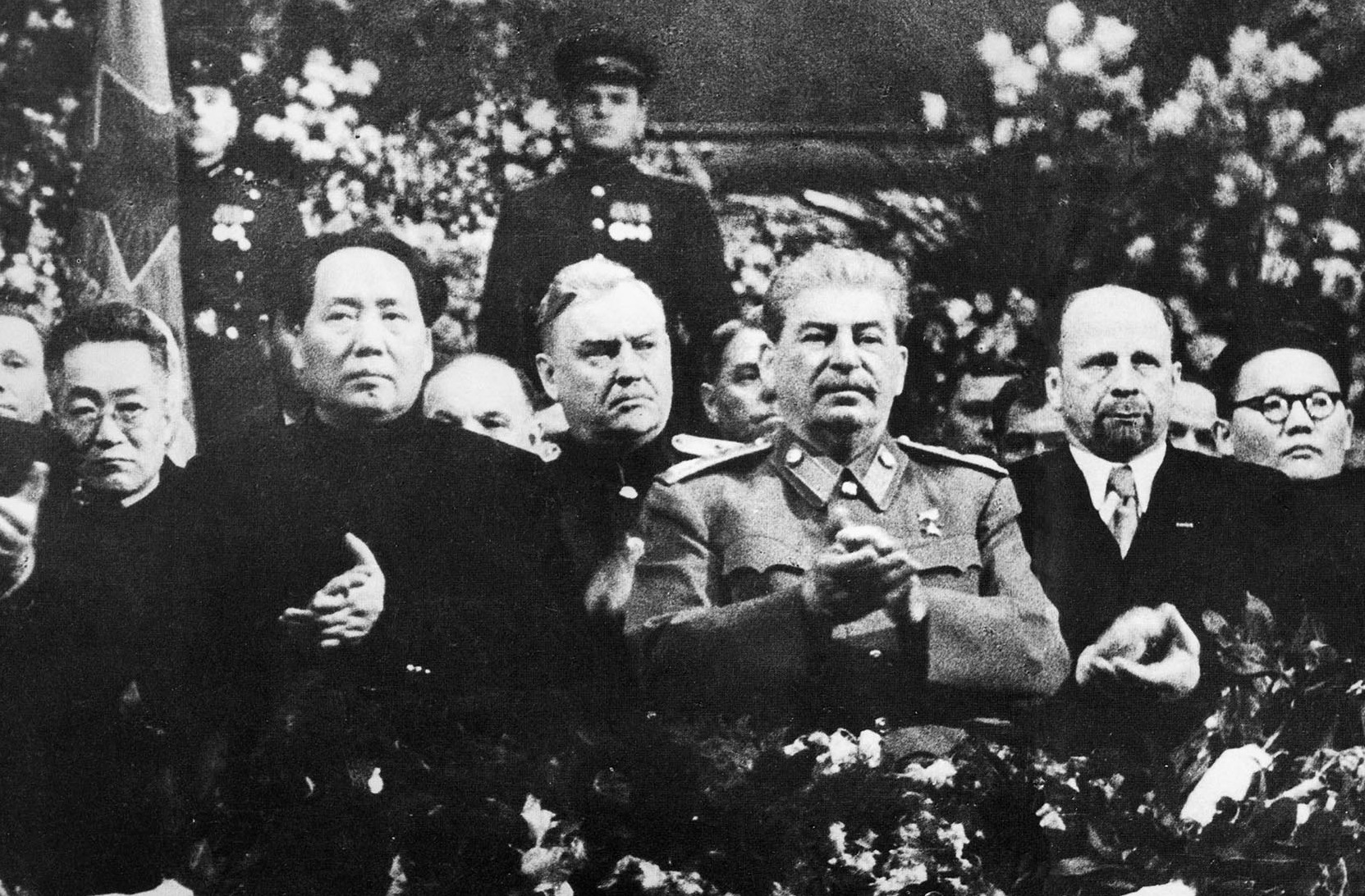
Сталин в президиуме с Мао Цзэдуном, Булганиным, Ульбрихтом и Цеденбалом, 21 декабря 1949

Летом 1946 года имелась существенная разница между пайковыми и коммерческими ценами, которая составляла соотношение 1:8. Осенью 1946 года в рамках подготовки к отмене карточной системы было принято решение провести сближение пайковых и коммерческих цен. Осенью 1946 г. пайковые цены были повышены в 3 раза, а на хлеб даже в 3,8 раза. Фактическое снижение коммерческих цен было незначительным и составляло 30-40 %, не компенсируя ощутимого повышения пайковых цен. В результате проведённых ценовых изменений соотношение пайковых и коммерческих цен составило 1:2,5. Невыплата зарплат (до 2 месяцев) также сильно влияла на благосостояние граждан. В некоторых случаях низкооплачиваемые работники оставались должны предприятию после выплаты зарплаты (например, ежемесячно до 70 человек на Средуралмедьзаводе (г. Ревда) имели подобную задолженность). 14 декабря 1947 года Сталин подписал постановление Совета Министров СССР и ЦК ВКП(б) № 4004 «О проведении денежной реформы и отмене карточек на продовольственные и промышленные товары», в котором был также зафиксирован новый уровень единых цен. Денежная реформа была проведена в форме деноминации. Она имела конфискационный характер (аналогичный характер имели денежные реформы в странах Европы в 1944—1948 годах) и ликвидировала последствия войны в денежном обращении. Затем в 1948—1954 годах происходили ежегодные снижения розничных цен на товары массового потребления. Если в 1948 году реальные зарплаты в среднем были на 20 % ниже довоенного уровня, то в 1952 г. они уже превышали довоенный уровень на 25 % и почти вышли на уровень 1928 года. Более значительно снижались цены на промышленные товары (патефоны, велосипеды и т. п.), снижения цен на продукты питания были менее существенными. При этом зарплаты росли более медленными темпами, что вызывало сильное и вполне обоснованное возмущение трудящихся. Для балансировки бюджета, терявшего часть доходов, во многих учреждениях пошли на сокращение штатов. В 1947—1948 годах были существенно сокращены штаты сотрудников предприятий республиканского и местного подчинения. Эта кадровая политика для экономии государственных средств была реализована за счёт уменьшения численности административного и подсобного персонала и, в меньшей степени, за счёт сокращения руководящих должностей. Она дополнительно способствовала решению кадровой проблемы в промышленности, где ещё сохранялась нехватка рабочих рук. В 1948 году правительство также приняло ряд постановлений о увеличений тарифов за коммунально-бытовые услуги, почтовые услуги и услуги связи, транспортных тарифов, платы за содержание детей в детских садах. За счёт этого расходы горожан на услуги возросли на 40-60 %. В 1948 г. проводимая правительством политика «экономии» вызвала сокращение доходов населения (значительно сокращены премиальные выплаты (на 25-50 %), частично сокращены компенсирующие доплаты (стипендии, пенсии и пр.), повышены норм выработки и сокращены сдельные расценки оплаты труда). С января 1948 года были значительно повышены оклады номенклатурных работников и выплачивалось дополнительно «временное денежное довольствие» в размере до 3 окладов в месяц, с которых не взимались налоги и взносы. Этот порядок действовал для номенклатуры вплоть до 1956 года. Снижение цен 1948 года в реальности имело весьма отдалённое отношение к повышению уровня жизни граждан, так как снижение цен затронуло только дорогостоящие промышленные товары, водку и ликёро-водочные изделия. Весь комплекс социально-экономических мероприятий в 1946 и 1947 годах был направлен в целом на решение государственных, а не социальных проблем. Последующее наиболее масштабное снижение цен в 1950 году значительно повысило покупательскую способность населения и несколько улучшило уровень жизни граждан. Стоимость продовольственной корзины по сравнению с уровнем 1947 года снизилась вдвое. Несмотря на это розничные цены и в начале 1950-х годов оставались выше уровня 1940 года на 38 %. «Добровольно-принудительные» займы у населения в размере около месячной заработной платы в год в среднем, являвшиеся по сути дополнительным налогом в 1940-е — 1950-е годы, уменьшали эффект снижения цен на благосостояние граждан примерно на 60 %. Распространённый в прессе того времени тезис о «чистом ущербе», понесённом государством в результате снижения цен являлся не более чем популистским ходом — государство получило значительный доход и от денежной реформы и от социально-экономической политики того времени в целом. Мобилизационная экономическая модель сталинского периода конца 1940-х начала 1950-х годов делала ставку на повышение благосостояния только опоры режима (передовиков производства, бюрократии, научной и творческой интеллигенции). Лишь смена политической конъюнктуры в середине 1950-х годов привела к изменению социально-экономического курса страны на повышение материального благосостояния всего населения.
По мнению историка О. Хлевнюка, денежная реформа 1947 года — это зеркало сталинской системы. Кризис послевоенной экономики, связанный с эмиссией денег на военные расходы, решено было преодолеть за счёт конфискации накоплений у населения. Реформа изначально намечалась на 1946 год, но из-за разразившегося массового голода её перенесли на год. Отказ от карточек в максимально короткие сроки, раньше, чем в капиталистических странах, была задумана как демонстрация преимуществ социализма. Осознавая, что реформа не будет популярной у рядовых граждан, власти организовали массовую информационную кампанию, стараясь играть на предрассудках, что реформа направлена против спекулянтов и зажиточных граждан, не забывая упомянуть тяжёлое положение трудящихся в капиталистических странах. Сталин при этом лично работал над формулировками. Несмотря на заявления, больше всего от денежной реформы пострадали крестьяне и меньше всего — зажиточные категории советских граждан — дельцы теневой экономики и коррумпированные чиновники. Не смогли смягчить негативный эффект падения покупательской способности (примерно в 8 раз) ни отмена карточек ни свободная продажа дефицитных товаров. Специальные меры снабжения затронули лишь крупные города — прежде всего Москву и Ленинград. Вне столиц, отмена карточек привела лишь к перебоям снабжения. Система закрытого продовольственного снабжения продолжала действовать для представителей партийного, советского и хозяйственного руководства и после отмены карточной системы. Денежная реформа также вскрыла большой пласт коррупции в СССР среди ответственных партийных работников. Работники партийных, советских органов, а также сотрудники и руководители республиканских и областных управлений МГБ и МВД спасали свои накопления различными противозаконными способами. Разница заключалась в том, что, в отличие от простых советских граждан, лишь единицы из них понесли хотя бы минимальное наказание. Денежной реформой смогли воспользоваться и дельцы «теневой экономики». Им удалось не только сохранить большую часть своих капиталов в ходе реформы, но и заметно увеличить их.
На довоенный уровень по большинству экономических показателей СССР вышел уже в 1948 году, после чего продолжался быстрый рост ВВП. В конце 1940-х — 1950-е годы советская экономика уже развивалась преимущественно по интенсивному пути. Это во многом было обусловлено сложившимися чертами сталинской модели централизованной экономики, в частности, её ориентированности на повышение производительности труда и снижение себестоимости производимой продукции. С 1939 по 1956 год действовал уникальный метод повышения эффективности труда (МПЭ), являвшийся совокупностью моральных и материальных стимулов труда работников и активизировавший рационализаторство на производстве, внедрение достижений науки и техники.
20 октября 1948 года было принято постановление Совета Министров СССР и ЦК ВКП(б) № 3960 «О плане полезащитных лесонасаждений, внедрения травопольных севооборотов, строительства прудов и водоёмов для обеспечения высоких устойчивых урожаев в степных и лесостепных районах Европейской части СССР», которое вошло в историю как Сталинский план преобразования природы. Составной частью этого грандиозного плана было крупномасштабное строительство промышленных электростанций и каналов, которые получили наименование Великих строек коммунизма.
В год смерти Сталина средняя калорийность суточной диеты сельскохозяйственного работника была на 17 % ниже уровня 1928 года. По секретным данным ЦСУ, дореволюционный уровень питания по количеству калорий в день был достигнут только в конце 50-х — начале 60-х годов. В 1954 г. на душу населения приходилось 74 % от научно обоснованных норм потребления белков, 58 % жиров, 50 % витамина А, 61 % витамина С. Даже в лучшие относительно неголодные годы питание среднестатистического советского гражданина при Сталине оставалось скудным, преимущественно основанным на хлебно-картофельном рационе. Тяжёлыми были и жилищные условия для большинства населения, так как при Сталине жильё строилось по остаточному принципу, многие здания были разрушены во время войны. На начало 1953 года на одного городского жителя приходилось в среднем 4,5 квадратных метра жилья. В городах менее половины жилищного фонда имели водопровод и канализацию. Почти 4 млн человек были зарегистрированы в бараках.
Несмотря на трудности послевоенных лет, сталинское правительство увеличивало финансирование из госбюджета сферы образования и науки. В годы четвёртой пятилетки почти на треть выросло число научно-исследовательских институтов, созданы академии наук в Казахстане, Латвии и Эстонии. С 1951 года обязательным стало семилетнее школьное образование. Создавались национальные институты и школы, в которых изучались и преподавались языки, литература и различные культурные традиции народов СССР. Вместе с тем благодаря развитию здравоохранения и сталинской модернизации с конца 1940-х годов началось быстрое улучшение демографической ситуации: снижение младенческой смертности и быстрый рост средней продолжительности жизни (если в 1926 году в СССР средняя продолжительность жизни составляла 44 года, а в 1938-м — 47 лет, то в 1953 году — 63 года). При этом повышение продолжительности жизни так же как результат снижения детской смертности было большей частью результатом открытия и применения антибиотиков в медицине.
24 июля 1945 года в Потсдаме Трумэн сообщил Сталину, что у США «теперь есть оружие необыкновенной разрушительной силы». По воспоминаниям Черчилля, Сталин улыбнулся, но не стал интересоваться подробностями. Из этого Черчилль сделал вывод, что Сталин ничего не понял и не в курсе событий. В тот же вечер Сталин приказал Молотову переговорить с Курчатовым об ускорении работ по атомному проекту. 20 августа 1945 года для руководства атомным проектом ГКО создал Специальный комитет с чрезвычайными полномочиями во главе с Л. П. Берией. При Спецкомитете был создан исполнительный орган — Первое главное управления при СНК СССР (ПГУ). Директива Сталина обязывала ПГУ обеспечить создание атомных бомб, урановой и плутониевой, в 1948 году. 25 января 1946 года Сталин впервые встречается с разработчиком атомной бомбы, академиком И. В. Курчатовым; на встрече присутствуют: председатель Специального комитета по использованию атомной энергии Л. П. Берия, нарком иностранных дел В. М. Молотов, председатель Госплана СССР Н. А. Вознесенский, заместитель председателя СНК Г. М. Маленков, нарком внешней торговли А. И. Микоян, Секретарь ЦК ВКП(б) А. А. Жданов, президент Академии наук СССР С. И. Вавилов, академик АН СССР С. В. Кафтанов. B 1946 году Сталиным были подписаны около шестидесяти документов, определивших развитие атомной науки и техники, результатом выполнения которых стало успешное испытание первой советской атомной бомбы 29 августа 1949 года на полигоне в Семипалатинской области Казахской ССР и строительство первой в мире АЭС в Обнинске (1954 год).
Отдельные зарубежные исследователи характеризовали сложившийся при Сталине строй как государственный капитализм. В постсоветской России это мнение обосновывали в своих работах экономист Авенир Соловьёв, на Украине историк Андрей Здоров.
В 1952 году в своей работе «Экономические проблемы социализма в СССР» Сталин писал: товарное производство может обслуживать известный период наше социалистическое общество, не приводя к капитализму; «товарное производство и товарооборот являются у нас в настоящее время такой же необходимостью, какой они были, скажем, лет тридцать тому назад». Поэтому «при нашем социалистическом строе» закон стоимости «существует и действует». Это явно противоречило положению Ленина, что при социализме товар превращается в «продукт, идущий на общественное потребление не через рынок». Маркс в первом томе «Капитала» отмечал, что «товарная форма продукта труда, или форма стоимости товара, есть форма экономической клеточки буржуазного государства».
Решение о необходимости переработки Программы КПСС в связи с переходом к строительству коммунизма было принято в октябре 1952 года на XIX съезде ВКП(б). В постановлении съезда было прямо записано о необходимости руководствоваться при переработке Программы основными положениями работы Сталина «Экономические проблемы социализма в СССР».

#### Смерть и похороны

Надгробный памятник И. В. Сталину у Кремлёвской стены, 2011 год

Умер Сталин в своей официальной резиденции — Ближней даче, где он постоянно проживал в послевоенный период. 1 марта 1953 года один из охранников обнаружил его лежащим на полу в малой столовой. Утром 2 марта на Ближнюю дачу прибыли врачи и диагностировали паралич правой стороны тела. 5 марта в 21 час 50 минут Сталин умер. Согласно медицинскому заключению, смерть наступила в результате кровоизлияния в мозг. За час до смерти был освобождён от должностей Председателя Совета Министров СССР и секретаря ЦК КПСС.
История болезни и результаты вскрытия показывают, что у Сталина было несколько ишемических инсультов (лакунарных, но, вероятно, также и атеротромботических), что, по мнению президента Всемирной федерации неврологов В. Хачински, привело не только к сосудистым когнитивным нарушениям, но и прогрессирующему расстройству психики.
Забальзамированное тело Сталина было помещено в Мавзолей Ленина, который в 1953—1961 годах именовался «Мавзолей В. И. Ленина и И. В. Сталина». 30 октября 1961 года XXII съезд КПСС постановил, что «серьёзные нарушения Сталиным ленинских заветов… делают невозможным оставление гроба с его телом в Мавзолее». В ночь с 31 октября на 1 ноября 1961 года тело Сталина было вынесено из Мавзолея и погребено в могиле у Кремлёвской стены.

## Личность Сталина

### Политические взгляды
Как пишет Исаак Дойчер,

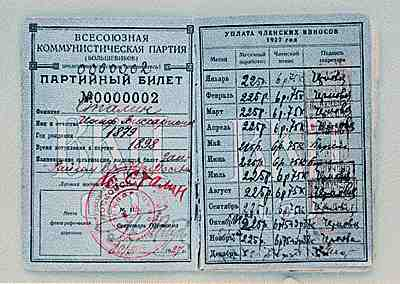
Партийный билет № 0000002, 1927 год

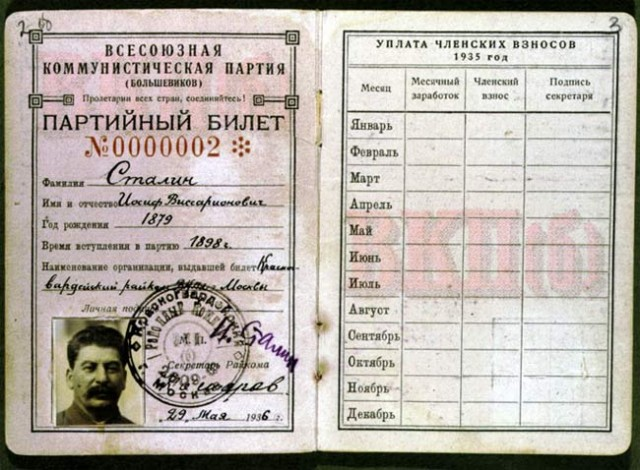
Партийный билет № 0000002, 1936 год

Поразительна та эволюция, которая привела бывшего грузинского социалиста в положение, при котором его стали ассоциировать с «великорусским шовинизмом». Это было даже нечто большее, чем тот процесс, который превратил корсиканца Бонапарта в основателя французской империи, или процесс, в результате которого австриец Гитлер стал наиболее агрессивным лидером германского национализма.

В молодости Сталин предпочёл примкнуть к большевикам, а не к популярному тогда в Грузии меньшевизму. В большевистской партии того времени существовало идеологическое и руководящее ядро, вследствие преследований полиции находящееся за границей. В отличие от таких лидеров большевизма как Ленин, Троцкий или Зиновьев, значительную часть своей сознательной жизни проведших в эмиграции, Сталин предпочитал находиться в России на нелегальной партийной работе, неоднократно высылался.
Известно лишь о нескольких поездках Сталина за границу до революции: Таммерфорс, Финляндия (I конференция РСДРП, 1905), Стокгольм (IV съезд РСДРП, 1906), Лондон (V съезд РСДРП, 1907), Краков и Вена (1912—1913). Сталин всегда называл себя «практиком» и презрительно относился к среде революционной эмиграции с её бурными идеологическими разногласиями. В одной из первых своих работ — статье «Партийный кризис и наши задачи», опубликованной в двух номерах газеты «Бакинский пролетарий» в 1909 году, Сталин высказал слабую критику заграничного руководящего центра, оторванного от «русской действительности».
В своём письме большевику В. С. Бобровскому 24 января 1911 года он писал, что «О заграничной „буре в стакане воды“, конечно, слышали блоки: Ленина — Плеханова с одной стороны и Троцкого — Мартова — Богданова с другой. Отношение рабочих к первому блоку, насколько я знаю, благоприятное. Но вообще на заграницу рабочие начинают смотреть пренебрежительно: „Пусть, мол, лезут на стенку, сколько их душе угодно, а по-нашему, кому дороги интересы движения, тот работает, остальное приложится“. Это, по-моему, к лучшему».
Ещё в молодости Сталин отверг грузинский национализм, со временем его взгляды начали всё сильнее тяготеть к традиционному российскому великодержавию. Как пишет Ричард Пайпс,

Он давно понял, что основную силу коммунизм черпает из русского народа. Из 376 тыс. членов партии в 1922 г. 270 тыс., или 72 %, были русскими, а из остальных большая часть — половина украинцев и две трети евреев — русифицированными или ассимилированными. Более того, в ходе гражданской войны и ещё более — войны с Польшей наблюдалось невольное смешение понятий коммунизма с русским национализмом. Ярчайшим проявлением этого явилось движение «Смены вех», снискавшее популярность среди консервативной части русского зарубежья, объявив Советское государство единственным защитником величия России и призывая всех её эмигрантов к возвращению на родину… Для такого тщеславного политика, как Сталин, более заинтересованного в реально осязаемой власти у себя дома и сейчас, чем в грядущем облагодетельствовании всего человечества, такое развитие представлялось не опасностью, а, напротив, удобным стечением обстоятельств. С самого начала партийной карьеры, и с каждым годом своего диктаторства всё более и более Сталин становился на позиции русского национализма в ущерб интересам национальных меньшинств.

Однако при этом Сталин всегда позиционировал себя, как интернационалиста. В ряде своих статей и выступлений он призвал бороться с «пережитками великорусского национализма», осуждал идеологию «сменовеховства» (её основатель Устрялов Н. В. был расстрелян в 1937 году). Ближайшее окружение Сталина было по составу весьма интернациональным; в нём были широко представлены русские, грузины, евреи, армяне.

Только русские коммунисты могут взять на себя борьбу с великорусским шовинизмом и довести её до конца… Разве можно отрицать, что уклоны к антирусскому шовинизму имеются? Ведь весь съезд увидел воочию, что шовинизм местный, грузинский, башкирский и пр. имеется, что с ним нужно бороться. Русские коммунисты не могут бороться с татарским, грузинским, башкирским шовинизмом, потому что если русский коммунист возьмёт на себя тяжёлую задачу борьбы с татарским или грузинским шовинизмом, то эта борьба его будет расценена как борьба великорусского шовиниста против татар или грузин. Это запутало бы всё дело. Только татарские, грузинские и т. д. коммунисты могут бороться против татарского, грузинского и т. д. шовинизма, только грузинские коммунисты могут с успехом бороться со своим грузинским национализмом или шовинизмом. В этом обязанность нерусских коммунистов.

Подлинное призвание Сталина обнаружилось с назначением в 1922 году на пост главы аппарата партии. Из всех крупных большевиков того времени он один обнаружил вкус к подобной работе, которую другие лидеры партии находили «скучной»: ведение переписки, бесчисленные персональные назначения, рутинная канцелярская работа. Этому назначению никто не завидовал. Однако своё положение Генерального секретаря Сталин вскоре стал использовать для методичной расстановки на все ключевые посты в стране своих личных сторонников.
Заявив о себе, как об одном из кандидатов на роль преемника Ленина, Сталин вскоре обнаружил, что, по представлениям того времени, подобная роль требует репутации крупного идеолога и теоретика. Он пишет ряд работ, среди которых можно выделить, в частности, «Об основах ленинизма» (1924), «К вопросам ленинизма» (1927). Заявляя, что «ленинизм есть теория и тактика пролетарской революции
вообще, теория и тактика диктатуры пролетариата в особенности», Сталин поставил на центральное место марксистскую доктрину «диктатуры пролетариата», которую в соответствии с послереволюционным ленинским пониманием термина проводил не непосредственно рабочий класс, а партия как его авангард; в дальнейшем идея диктатуры пролетариата стала отходить на задний план: с 1936 года Сталин говорил о переходе к «народной диктатуре», а после Второй мировой войны выдвинул идеи «народной демократии» и «народно-демократической революции», в соответствии с которыми переход к социализму осуществляла не прямо управляемое рабочими отмирающее государство, а государство общенародное, в котором при национализации производительных сил сохраняются такие институты, как армия и парламентаризм. Следуя концепции «социализма в одной стране», на XVIII съезде ВКП(б) в 1939 году Сталин обосновал необходимость сохранения государства при строительстве коммунистического общества в капиталистическом окружении, затем закрепив это в переизданиях «Вопросов ленинизма»:

Сохранилась полностью функция военной защиты страны от нападений извне, стало быть, сохранились также Красная Армия, Военно-Морской Флот, равно как карательные органы и разведка, необходимые для вылавливания и наказания шпионов, убийц, вредителей, засылаемых в нашу страну иностранной разведкой. <...> Но развитие не может остановиться на этом. Мы идём дальше, вперёд, к коммунизму. Сохранится ли у нас государство также и в период коммунизма? Да, сохранится, если не будет ликвидировано капиталистическое окружение, если не будет уничтожена опасность военных нападений извне, причём понятно, что формы нашего государства вновь будут изменены, сообразно с изменением внутренней и внешней обстановки. Нет, не сохранится и отомрёт, если капиталистическое окружение будет ликвидировано, если оно будет заменено окружением социалистическим.— Вопросы ленинизма. Издание одиннадцатое, 1953
В 1938 году Сталин участвует в создании книги «История ВКП(б). Краткий курс», в котором особо выделяли главу «О диалектическом и историческом материализме», позже издававшейся отдельной книгой за авторством Сталина. «Краткий курс» надолго стал не только главным историческим пособием в СССР, но и базой формирования идеологии марксизма-ленинизма, которая станет в СССР официальной и будет оставаться таковой до второй половины 1980-х годов. Её всячески поддерживали связанные с СССР и лояльные Сталину силы: коммунистические партии Коминтерна и Коминформа, государства Варшавского договора.
Для идеологических изысканий Сталина было характерно господство максимально упрощённых и популяризованных схем, востребованных в партии, до 75 % членов которой имели лишь начальное образование. В подходе Сталина государство — это «машина». В Организационном отчёте ЦК на XII съезде (1923) он называл рабочий класс «армией партии» и описывал, как партия управляет обществом через систему «приводных ремней». В 1921 году в своих набросках Сталин назвал компартию «орденом меченосцев». Дж. Боффа указывает, что в подобных идеях в то время не было ничего нового, в частности, выражение «приводные ремни» в том же контексте ранее использовалось Лениным в 1919 и 1920 годах.
В 1924 году Сталин разработал доктрину «построения социализма в отдельно взятой стране». Не отказываясь целиком от идеи «мировой революции», эта доктрина переносила основное внимание на Россию. К этому времени затухание революционной волны в Европе стало окончательным. Большевикам больше не приходилось надеяться на скорую победу революции в Германии. Партии пришлось перейти к организации в стране полноценного государственного управления, к решению хозяйственных проблем.
В 1928 году, под влиянием кризиса хлебозаготовок 1927 года и поднявшейся волны крестьянских выступлений, Сталин выдвинул доктрину «усиления классовой борьбы по мере строительства социализма». Она стала идеологическим оправданием террора, и после смерти Сталина вскоре была отвергнута руководством компартии.
Исследователь Михаил Александров в своей работе «Внешнеполитическая доктрина Сталина» указывает, что в 1928 году в своём выступлении на ноябрьском пленуме ЦК Сталин с похвалой отозвался о модернизаторской деятельности русского царя Петра Великого.
В 1930-е годы Сталин содействовал запрету трудов историка-марксиста М. Н. Покровского в рамках поворота к патриотизму, имя которого стало использоваться для обоснования репрессий против историков, объявлявшихся последователями Покровского, в то время как сам он объявлялся идейным вдохновителем «троцкисто-бухаринских агентов фашизма». В 1934 году Сталин выступил против публикации работы Энгельса «О внешней политике русского царизма» в журнале «Большевик».
В 1940-е годы произошёл окончательный поворот Сталина к российскому великодержавию. Уже в выступлении 3 июля 1941 года практически отсутствовала коммунистическая риторика и был использован необычный для коммуниста оборот «братья и сёстры», в то же время содержались явные апелляции к традиционному российскому патриотизму. В соответствии с этим курсом, война получила официальное название «Великой Отечественной», по аналогии с Отечественной войной 1812 года.
Ещё в 1935 году в армии были введены персональные воинские звания, в 1936 восстановлены казачьи части. В 1942 году в войсках окончательно отменён институт комиссаров и, наконец в 1943 году командно-начальствующий состав РККА начал официально именоваться «офицерским», а в качестве знаков различия восстановлены погоны.
В годы войны также была прекращена агрессивная антирелигиозная кампания и массовые закрытия церквей. Сталин был сторонником всемерного расширения юрисдикции РПЦ; так, в 1943 году государство окончательно отказалось от поддержки движения обновленчества (которое, по замыслу Троцкого, должно было сыграть по отношению к РПЦ ту же роль, что протестантизм по отношению к католической церкви), предпринято значительное давление на грекокатолическую церковь на Украине. В то же время, под явным влиянием Сталина, в 1943 году РПЦ окончательно признала автокефалию Грузинской православной церкви.
В 1943 году Сталин распустил Коминтерн, а в 1947 году был создан Коминформ.
В 1945 году Сталин провозгласил тост «За русский народ!», который он назвал «наиболее выдающейся нацией из всех наций, входящих в состав Советского Союза». В действительности, само содержание тоста являлось весьма двусмысленным; исследователи предлагают совершенно разные толкования его смысла, в том числе и прямо противоположные.

### Здоровье
Сталин много курил, что усугубляло его гипертонию — он бросил курить лишь в начале 1952 года. К этому времени он также отказался от посещения парной, так как сидение в бане повышало его кровяное давление. Для лечения гипертонии он пил перед обедом стакан кипячёной воды с несколькими каплями йода, что являлось бесполезной попыткой самолечения. По словам Дмитрия Волкогонова, Сталин как минимум трижды падал в своём кабинете: два раза на глазах у Поскрёбышева и один раз в присутствии членов Политбюро. 19 января 1952 года, во время последнего осмотра у личного врача, кардиолога В. Н. Виноградова, тот настоятельно рекомендовал Сталину поберечь себя и уменьшить рабочую нагрузку. Сталин счёл совет оскорбительным и пришёл в ярость. Сразу после окончания войны Сталин ежегодно выезжал из Москвы[куда?] на все более продолжительное время — вначале на два-три месяца, а затем, в 1950-м и 1951-м, на четыре с половиной. В отъезде он имел возможность знакомиться с докладами и телеграммами, но при этом населению никогда не сообщали, что Сталина нет в Кремле.

### Психическое состояние
Психическое здоровье является объектом исследования и анализа ряда экспертов, таких, как психоаналитики, психиатры, психотерапевты, неврологи, социологи и историки. Исследователи отмечают в характере Сталина такие черты, как: нарциссизм, тщеславие, социопатию, садистские наклонности, манию преследования и параноидальность. Эрих Фромм по уровню деструктивности и садизма ставит Сталина в один ряд с Гитлером и Гиммлером. Историк Роберт Такер утверждает, что Сталин был умственно больной («патологической личностью, где-то на континууме психиатрических проявлений, означающих паранойю»). История болезни и результаты вскрытия показывают, что у Сталина было несколько ишемических инсультов (лакунарных, но, вероятно, также и атеротромботических), что, по мнению президента Всемирной федерации неврологов Владимира Хачински, привело не только к сосудистым когнитивным нарушениям, но и прогрессирующему расстройству психики.

## Образ в культуре

### Культ личности

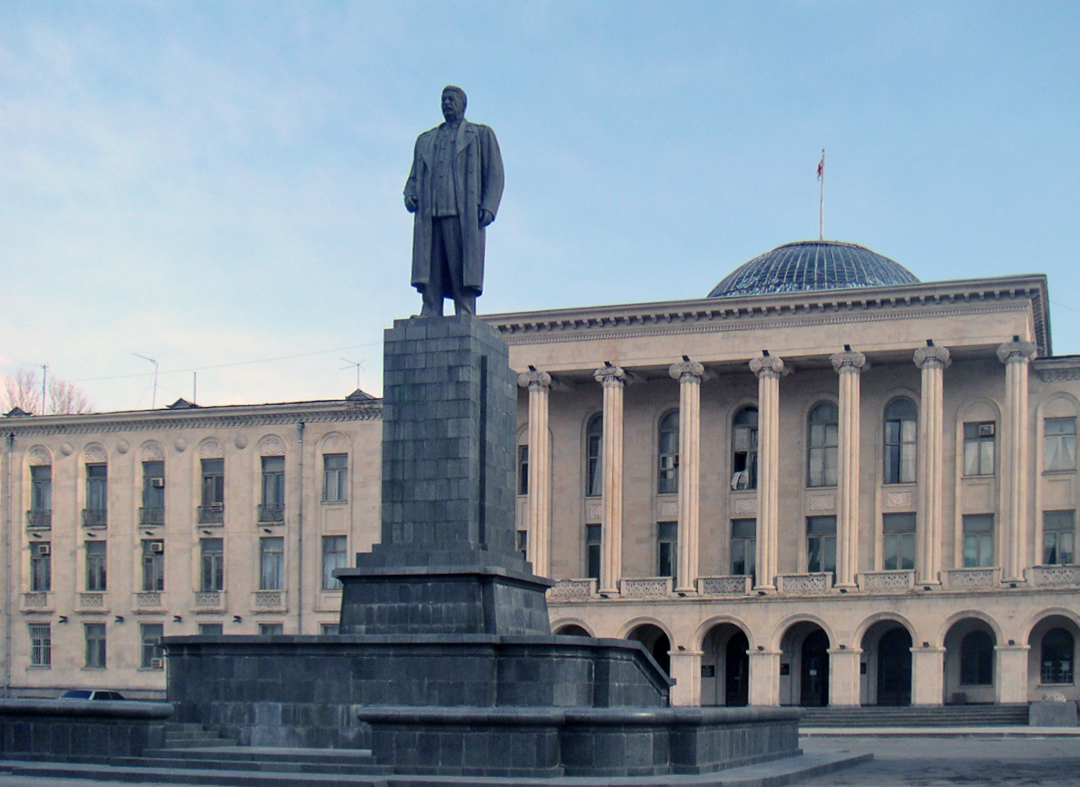
Памятник Сталину в Гори, Грузия

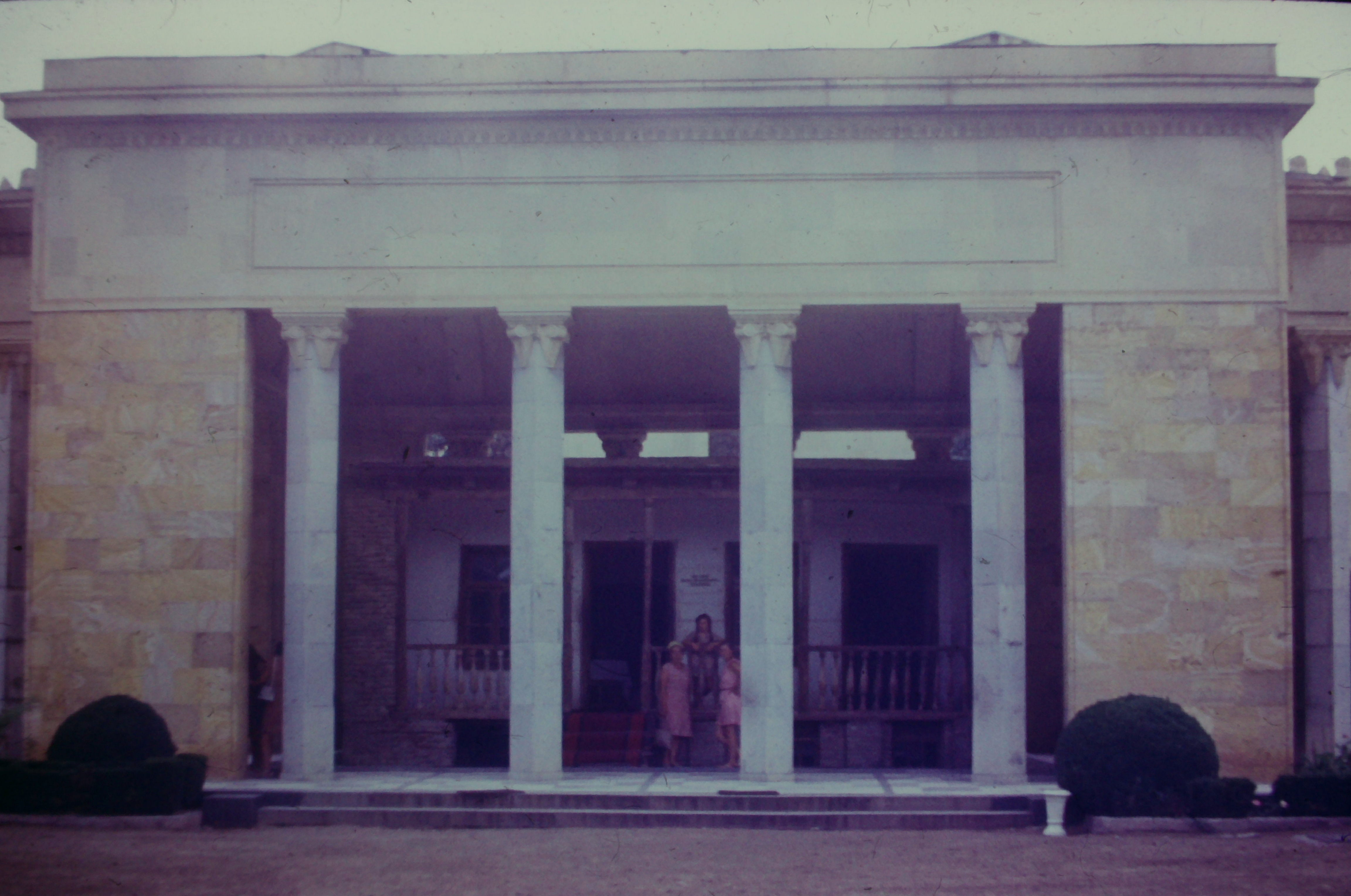
Превращённый в музей родной дом Сталина в Гори (Грузия)

С приходом Сталина к власти советская пропаганда начала создавать вокруг него ореол «великого вождя и учителя», его личность и поступки сильно идеализировались. Имя Сталина регулярно упоминалось в одном ряду с важнейшими для советского строя фигурами — Маркса, Энгельса и Ленина. В массовой культуре Ленина часто упоминали как «дедушка Ленин», тогда как Сталин стал «отцом народов», — его подаваемый облик с ходом времени никак не менялся. Возвеличивание образа Сталина происходило в прессе, государственных документах, многочисленных произведениях культуры и искусства. Особую массовость эта тенденция приобрела в середине 1930-х годов. В 1939 году в московском Музее Революции открылась выставка подарков Сталину. Сам Сталин был награждён большим количеством наград. В 1929—1953 годах именем Сталина было названо множество географических объектов, преимущественно в СССР, а также странах советского блока. Многие организации и предприятия добавили к своему названию звание «имени И. В. Сталина». Советская техника, выпускавшаяся в 1930—1950-х годах, также нередко называлась именем Сталина (Сталинец-1, Сталинец-60, Паровозов ИС, танки ИС-1 и ИС-2). Сталин, зачастую в окружении весёлых детей и счастливых советских трудящихся, стал главным персонажем многочисленных картин и других произведений монументального и декоративно-прикладного искусства. Как и в случае с Лениным, по всему СССР были установлены его скульптуры; места, связанные с его биографией, превратились в музеи. О Сталине были написаны такие песни, как «Нас воля Сталина вела» (слова Алексея Суркова, музыка В. И. Мурадели) и «Песня о Сталине» (слова Алексея Суркова, музыка Матвея Блантера). В 1939 году композитор Сергей Прокофьев посвятил Сталину кантату «Здравица». Имя Сталина упоминалось в литературных произведениях и в художественных фильмах.
В СССР сталинского периода люди относились с особым пиететом к любым изображениям Сталина, даже напечатанным в газетах; критиковать Сталина или пренебрежительно о нём отзываться было опасно. После смерти Сталина, 25 февраля 1956 года, на закрытом заседании XX съезда первый секретарь ЦК КПСС Никита Хрущёв зачитал речь «О культе личности и его последствиях», после чего началась десталинизация — всеобщее избавление от наследия культа личности, включая вынос забальзамированного тела Сталина из Мавзолея Ленина—Сталина и его захоронение у Кремлёвской стены в ночь на 31 октября 1961 года.

### В кинематографе
Первым в истории художественным фильмом, в котором один из актёров играл Сталина в эпизодической роли, стала американская картина «Британский агент» — шпионская мелодрама по мотивам книги «Мемуары британского агента» Брюса Локкарта. Она вышла на экраны в 1934 годы, режиссёром был Майкл Кёртис. В СССР первый фильм, отображающий Сталина, вышел в 1937 году. Это был «Ленин в Октябре» Михаила Ромма, образ вождя на экране воплотил Семён Гольдштаб. С 1938 по 1953 годы Сталина в кино 13 раз играл Михаил Геловани. С его помощью создавался образ всезнающего стратега, мастеровитого садовника, знатока человеческих душ и просто остроумного человека. Параллельно с этим в годы войны «более русский» образ диктатора был создан Алексеем Диким.
После смерти Сталина и XX съезда роль Сталина стала функциональной и её играл Андро Кобаладзе. В 1968 году Сталин вновь появился в образе гениального полководца и играл его в киноэпопее «Освобождение» Бухути Закариадзе. Рекордное количество раз роль Сталина — более 30 раз — сыграл непрофессиональный актёр Георгий Саакян. Первый раз он выступил в этой роли в фильме «Тегеран-43» в 1978 году,
В период перестройки Сталина играли Арчил Гомиашвили («Год сорок первый», «Сталинград» и «Война на западном направлении»), Алексей Петренко («Пиры Валтасара») и Сергей Шакуров («Враг народа Бухарин»). В дальнейшем Сталин появлялся в кино в основном эпизодически, его играли Игорь Кваша, Геннадий Хазанов, Армен Джигарханян, Андрей Краско. До конца 2010-х две важных роли на грани гротеска Сталина сыграл Максим Суханов в сериале «Дети Арбата» и в фильме «Утомлённые солнцем — 2». Девять раз роль Сталина сыграл Анатолий Дзиваев, в том числе в фильмах «Сын отца народов» и «Зорге».

## Оценки личности Сталина

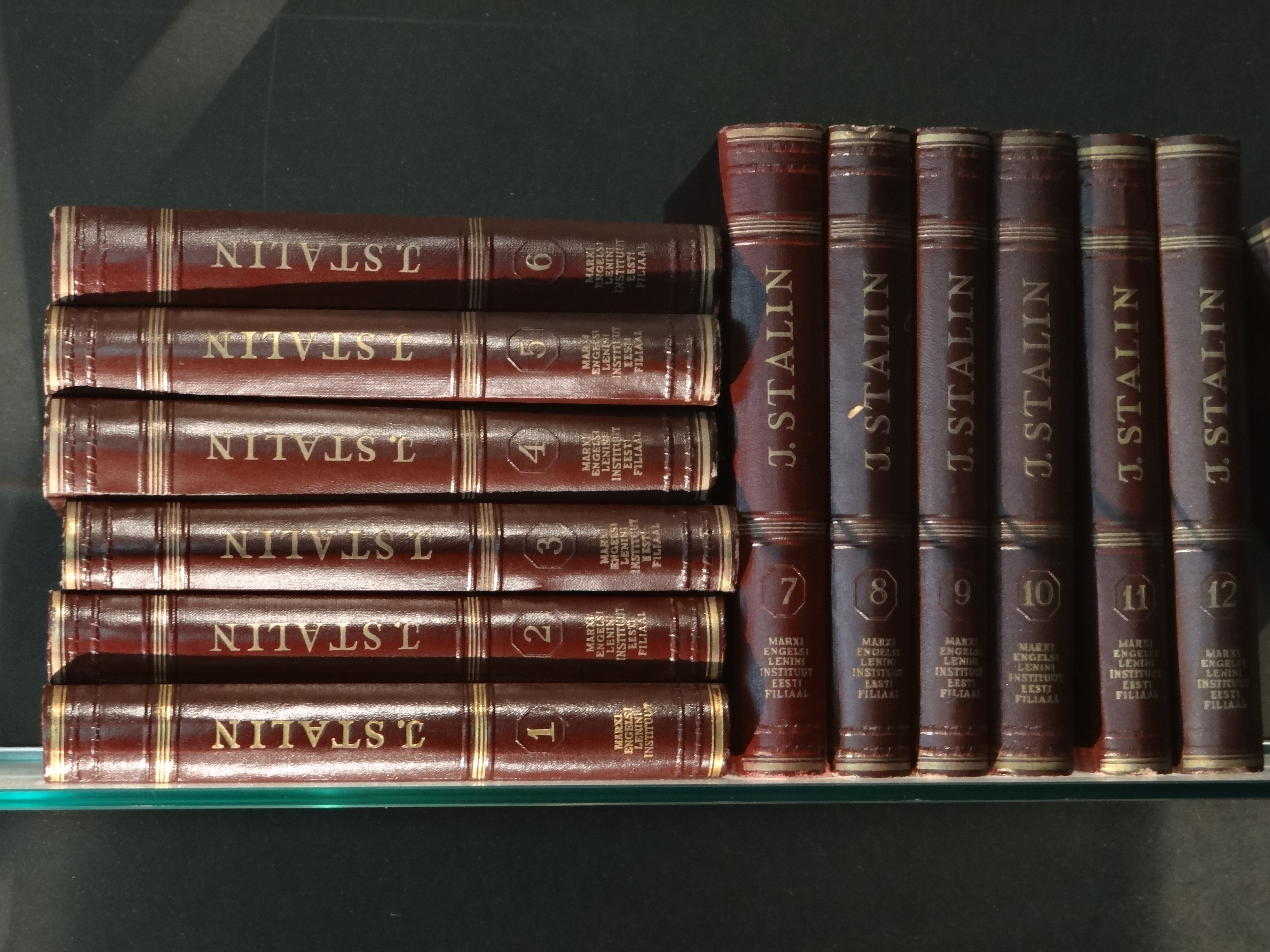
Собрание сочинений Сталина на эстонском языке. Музей оккупаций. Таллин, Эстония

### Положительные
Современники, лично общавшиеся со Сталиным, нередко дают ему противоречивую оценку. В своей книге «Вторая мировая война» Уинстон Черчилль неоднократно делает акцент на резкой, порой даже грубой манере общения Сталина, но при этом Черчилль высоко оценивает стратегические способности Сталина.
Маршал Г. К. Жуков в своей работе «Воспоминания и размышления» уделяет много внимания описанию личности Сталина, давая в целом высокую оценку, признавая его организационные и лидерские качества. Вместе с этим также делается акцент на тяжёлый характер Сталина. Маршал Александр Василевский в своих мемуарах даёт развёрнутую оценку личности Сталина, называя его самым сильным качеством высокие организаторские способности, а среди негативных выделял его самонадеянность и переоценку своих знаний в военном деле. Сэр Олвари Гаскойн, бывший послом Великобритании в СССР с 1951 по 1953 год, в ноте к министерству иностранных дел Великобритании, опубликованной MI5 в октябре 2022 года, характеризовал такие черты Сталина как необыкновенное упорство и сила характера. В некрологе на смерть И. В. Сталина в газете «Manchester Guardian» от 6 марта 1953 года британский журналист, член Польской социалистической партии Исаак Дойчер даёт оценку правления Сталина и называет превращение Советского Союза из экономически отсталого до уровня второй индустриально развитой страны мира основным достижением. В 1956 году его фраза о сохе и атомном реакторе вошла в статью «Сталин» в Британской энциклопедии.

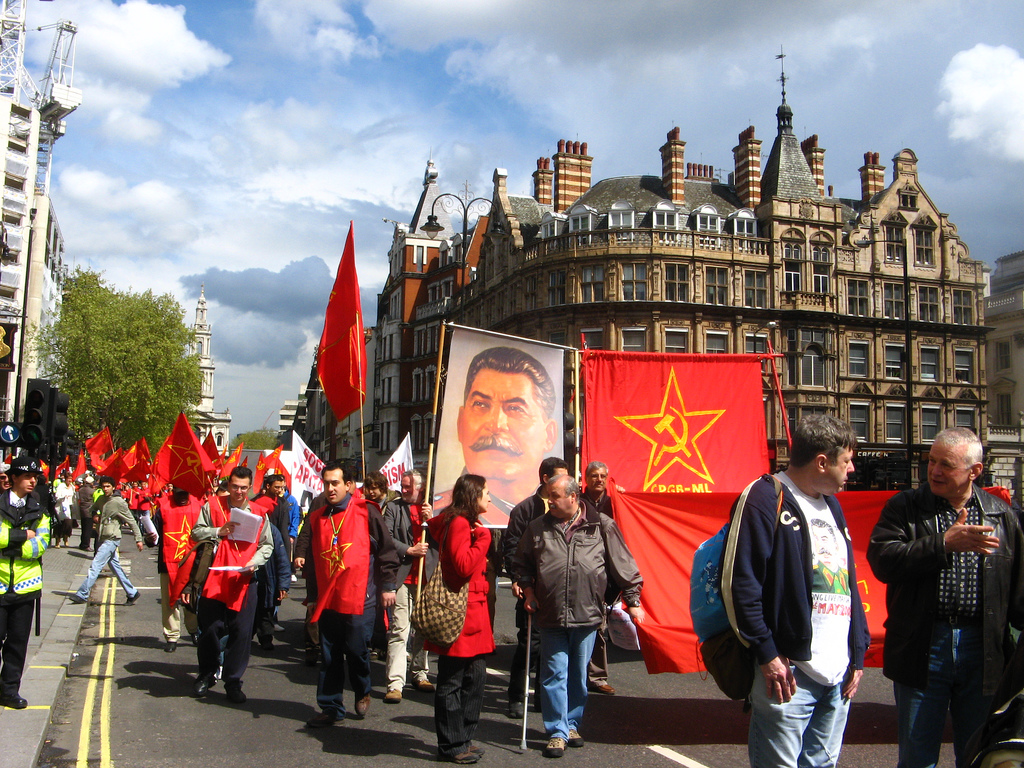
Маёвка в Лондоне, 1 мая 2009 года

Ряд историков и экономистов, такие как М. М. Горинов, Н. Д. Колесов, Г. А. Черемисинов и др., отмечают, что в конце 1920-х годов в сфере экономической политики Сталин выбрал стратегически верный путь форсированной индустриализации и создания мобилизационной модели плановой экономики, а жёсткие методы проведения индустриализации и коллективизации являлись вынужденными, поскольку были обусловлены необходимостью выживания советского государства в исторических условиях того времени, когда существовали реальные военные угрозы (в частности, военная тревога 1927 года, экспансия Японии в Восточной Азии вблизи границ СССР и подготовка Японии к нападению на СССР на рубеже 1920-х — 1930-х годов). В результате индустриализации всего за десять с небольшим лет в промышленном развитии было радикально уменьшено отставание от развитых стран Запада, а по абсолютным показателям СССР стал второй экономикой в мире (после США). Индустриализация стала одним из ключевых факторов победы СССР в Великой Отечественной войне, а также вывела страну из «мальтузианской ловушки». Созданная в конце 1920-х годов сталинская модель экономики (её «главным архитектором» был сам Сталин) просуществовала три десятилетия (до конца 1950-х годов) и на всём своём протяжении демонстрировала высокие темпы экономического роста, которые по мнению Григория Ханина можно назвать «советским экономическим чудом». При этом в последний период существования сталинской модели (с конца 1940-х до конца 1950-х годов), вследствие повышения эффективности экономической политики, начался переход от экстенсивного к интенсивному росту экономики.
По мнению английского историка Саймона Себаг-Монтефиоре, Сталин имел выдающиеся интеллектуальные способности: к примеру, мог читать Платона в оригинале. Когда Сталин пришёл к власти, продолжает историк, он всегда сам писал свои речи и статьи в чётком и зачастую утончённом стиле. Согласно Саймону Себаг-Монтефиоре, миф о невежде Сталине был создан Троцким. А на самом деле библиотека Сталина насчитывала 20 000 томов, он каждый день много часов проводил за чтением книг, делая пометки на их полях и ведя их каталог. В своих мемуарах Г. К. Жуков также упоминает любовь Сталина к чтению: «Читал много и был широко осведомлённым человеком в самых разнообразных областях знаний». При этом вкусы Сталина в отношении чтения были эклектичными: Мопассан, Уайльд, Гоголь, Гёте, Золя. Кроме того, ему нравилась поэзия (в юности он сам писал стихи на грузинском языке). Сталин был эрудированным человеком — он цитировал Библию, труды Бисмарка, произведения Чехова, восхищался Достоевским, считая его замечательным психологом. Английский писатель Чарльз Сноу также характеризовал образовательный уровень Сталина довольно высоко.

### Отрицательные

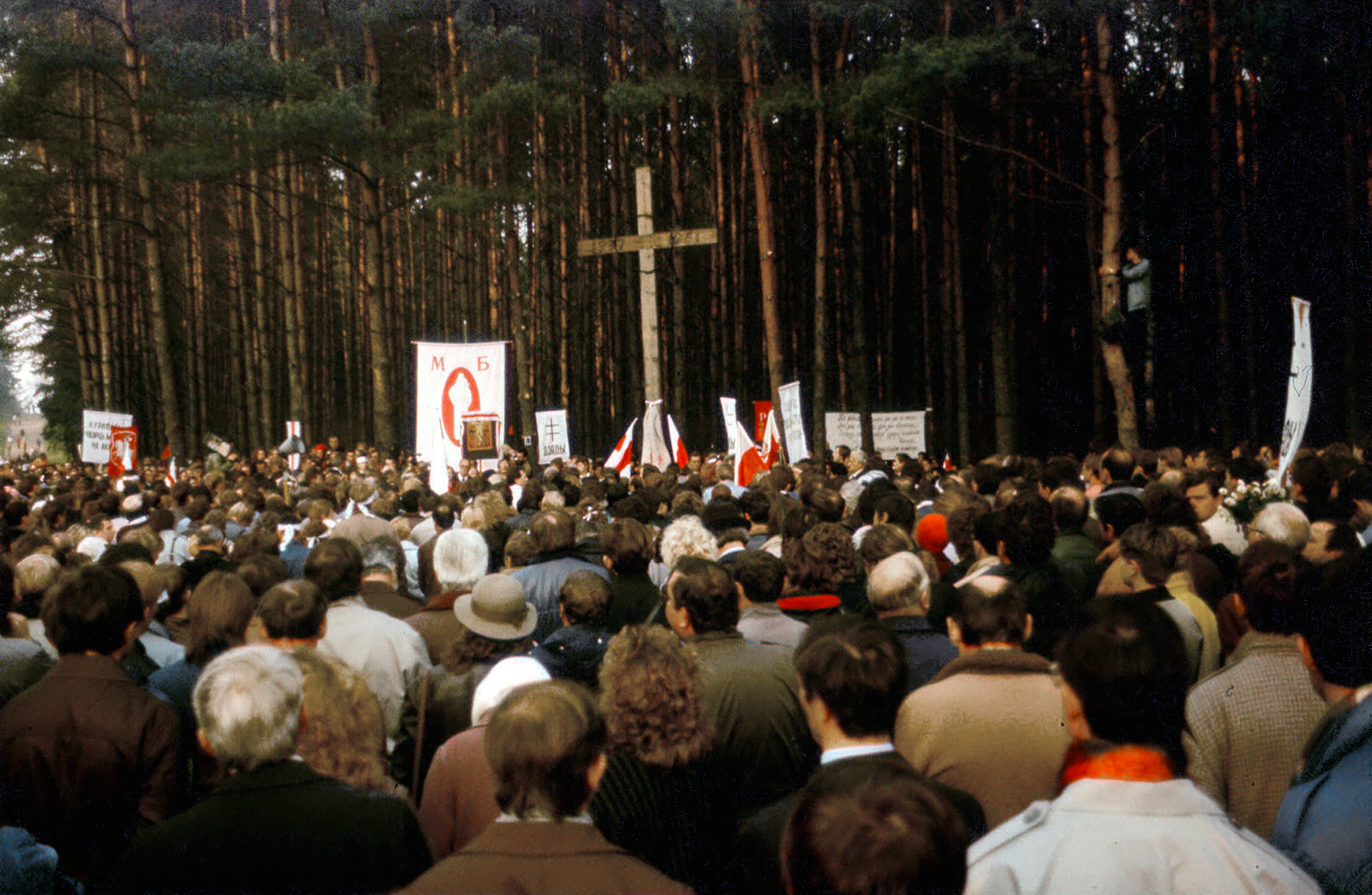
1989 год, митинг в Куропатах, Белоруссия.

Историки указывают, что Сталиным была установлена личная диктатура. По мнению историка О. В. Хлевнюка, сталинская диктатура представляла собой крайне централизованный режим, опиравшийся прежде всего на мощные партийно-государственные структуры, террор и насилие, а также на механизмы идеологической манипуляции обществом, отбора привилегированных групп и формирования прагматичных стратегий. Согласно профессору Оксфордского университета Р. Хингли, на протяжении четверти века до своей смерти Сталин обладал большей политической властью, чем любая другая фигура в истории. Он был не просто символом режима, а лидером, который принимал принципиальные решения и был инициатором всех сколько-нибудь значимых государственных мер. Каждый член Политбюро должен был подтверждать своё согласие с принятыми Сталиным решениями, в то же время ответственность за их исполнение Сталин перекладывал на подотчётных ему лиц.
Некоторые политики, деятели науки, культуры и искусства, историки, социологи, а также московский патриархат придерживаются мнения, что победа состоялась не благодаря, а вопреки Сталину. В открытом письме 25 деятелей советской науки, литературы и искусства говорится об ответственности Сталина за неготовность к войне. В открытом письме от 20 апреля 2010 года ветераны также подвергли Сталина критике, охарактеризовав его сговор с Гитлером как «преступный». Согласно английскому историку Саймону Себаг-Монтефиоре, в начале войны Сталин «принимал некомпетентные решения. Имя им легион. Самое вопиющее из них: в сентябре 1941 года, когда все генералы умоляли его вывести войска из-под Киева, он позволил нацистам взять в „мешок“ и перебить военную группировку из пяти армий. Лишь к концу войны Сталин стал военным стратегом и смог привести свою страну к победе. Но какой ценой!»

По мнению Ю. Левады, Сталин был груб, необразован, недальновиден, абсолютно лишён нравственных критериев и сомнений. Его печатным произведениям присущи примитивность аргументов, полемических приёмов, языка.
При Сталине подавлялись и запрещались целые научные направления, а против многих видных учёных, инженеров и врачей была организована травля, которая нанесла колоссальный урон отечественной науке и культуре. В некоторых случаях эти кампании содержали элементы антисемитизма. В той или иной степени идеологическое вмешательство коснулось таких дисциплин, как: физика, химия, астрономия, языкознание, статистика, литературоведение, философия, социология, демография, экономика, генетика, педология, история и кибернетика. Ведущие демографы ЦУНХУ были расстреляны после того, как Сталину не понравились результаты переписи 1937 года, показавшие крупные потери населения от голода по сравнению с предполагаемой численностью. В результате до середины 1950-х годов вообще никто не знал, сколько людей живёт в Советском Союзе.
Доктор исторических наук Геннадий Костырченко утверждает, что Сталину был присущ личный антисемитизм, проявления которого отмечались ещё в дореволюционный период, в 1920-е годы в борьбе с троцкистской оппозицией. Существует ряд свидетельств личного антисемитизма Сталина, проявлявшегося уже в ранние годы его политической деятельности. В частности, по жалобе Якова Свердлова, бывшего со Сталиным вместе в ссылке до революции, суд чести ссыльных вынес Сталину порицание за антисемитизм. Кроме Свердлова, антисемитизм Сталина отмечали в своих воспоминаниях его дочь Светлана Аллилуева, его бывший секретарь Борис Бажанов и ряд других близко знавших его лиц. Об этом же писал в мемуарах польский генерал Владислав Андерс.
Сталин не стеснялся подчёркивать еврейство своих политических оппонентов и, в частности, Троцкого. По оценке Краткой еврейской энциклопедии, травля оппозиции в 1927 году приобрела частично характер антисемитской кампании. Публично Сталин неоднократно выступал с заявлениями, осуждающими антисемитизм.
После Великой Отечественной войны в 1948—1953 годах ряд репрессивных акций и кампаний в СССР носили, по мнению исследователей, антиеврейский характер. Наиболее известными акциями такого рода были так называемая «борьба с космополитизмом», разгром Еврейского антифашистского комитета и «Дело врачей». Как пишет Геннадий Костырченко, «масштабы официального антисемитизма, которые имели место в СССР в начале 1953 г., были предельно допустимыми в рамках существовавшей тогда политико-идеологической системы». Эти акции вызвали протесты даже в среде международного коммунистического движения. Так, по утверждению Говарда Фаста, в 1949 году Национальный Комитет Коммунистической партии США официально обвинил ВКП(б) «в вопиющих актах антисемитизма».

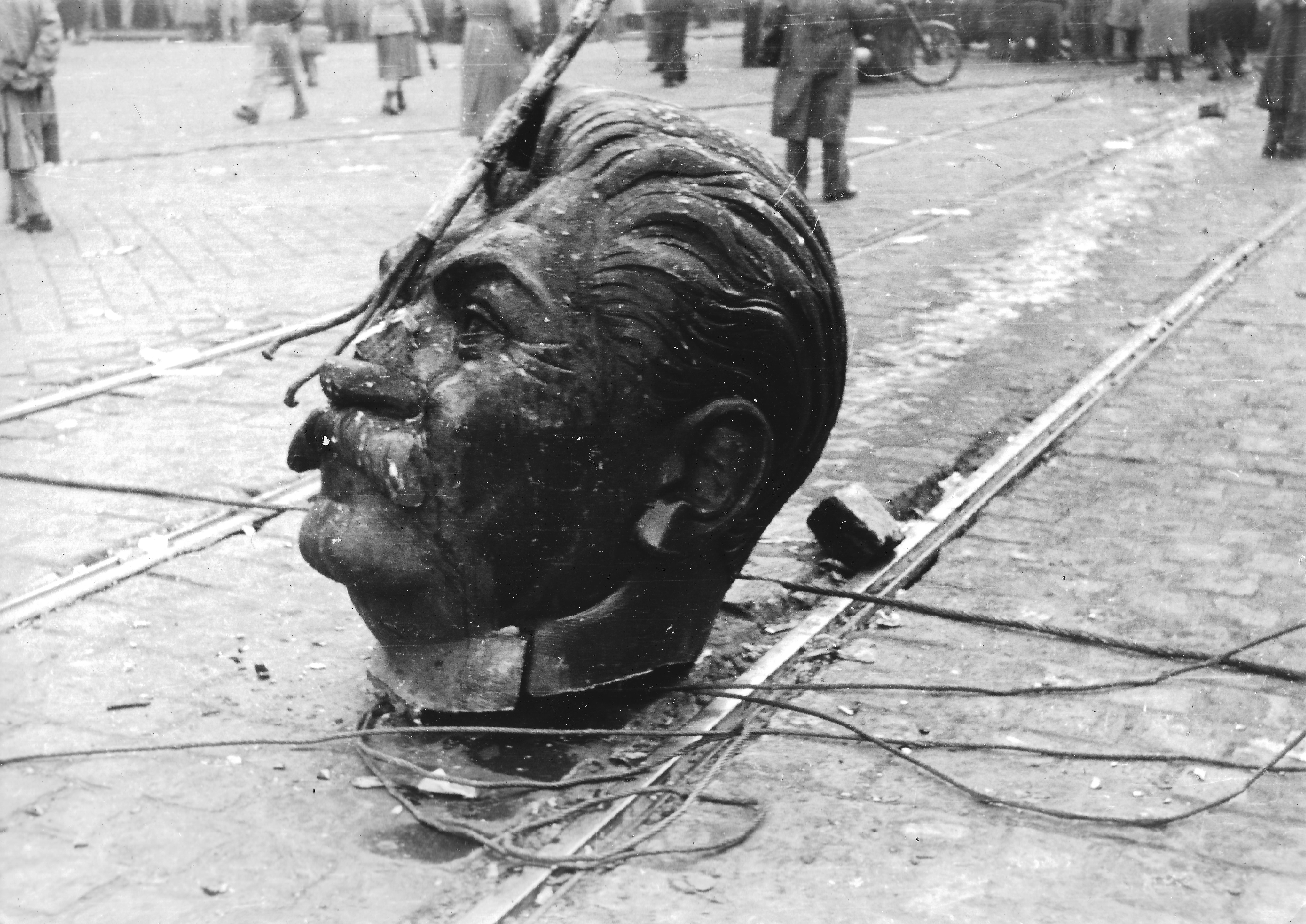
Голова статуи Сталина, разрушенной во время Венгерского восстания 1956 года

Профессор А. А. Кара-Мурза в эфире радиостанции «Эхо Москвы» заявил, что сам Сталин создавал мощный культ собственной личности и занимался этим как приоритетной темой все годы своего правления, вплоть до марта 1953 года. По мнению профессора, культ создавался путём правок биографии, уничтожения свидетелей, создания новых учебников, вмешательства в любые науки, искусства и культуру.
Идея культа заключалась в том, чтобы весь советский народ всем оказывался обязан партии, государству и своему вождю. И одним из аспектов этой системы «подарков» являлась необходимость выражения благодарности Сталину, например, за социальные услуги и вообще за всё, что у тебя есть. Как отмечает профессор русской истории университета Джонса Хопкинса, Джеффри Брукс, известная фраза «Спасибо товарищу Сталину за наше счастливое детство!» означала, что у детей счастливое детство лишь потому, что его обеспечил им Сталин.
В исследовании «Был ли нужен Сталин для экономического развития России?» доктор экономических наук Сергей Гуриев вместе с другими экономистами пришли к выводу, что сталинская экономика не опережала альтернативные сценарии развития как в краткосрочной, так и в долгосрочной перспективе. Например, японская экономика находилась примерно на одинаковом уровне развития до войны и показала примерно такие же темпы развития, что и СССР. В отличие от СССР, Японии удалось провести индустриализацию, добиться при этом более высокого уровня производительности и благосостояния граждан без репрессий и без разрушения сельского хозяйства. Похожее мнение высказал профессор Высшей школы экономики Олег Вьюгин, который не считает сталинскую экономическую систему эффективной. По его мнению, сталинская экономика была «расточительной, пожиравшей материальные и человеческие ресурсы для достижения целей, которых страны с рыночной экономикой достигли без принесения в жертву уровня жизни и материального благополучия своих граждан». В 1951 и 1952 годах непомерное увеличение программ капитального строительства ввергли советскую экономику в инвестиционный кризис. Наращивание затрат сопровождалось ростом потерь в незавершённом строительстве. Планы капитального строительства не выполнялись, пуск новых предприятий затягивался. Дополняли картину стагнация сельского хозяйства и социальной сферы. Сталинская мобилизационная экономическая модель поддерживала материально только привилегированные слои общества, которые считала своей опорой (бюрократия, творческая и научная интеллигенция, ударники производства). Остальное население, особенно сельское, беспощадно эксплуатировалось, даже в годы сильного голода. Население являлось ресурсом государственной «экономии» (реализуемой путём сокращения контингента, находящегося на карточном снабжении, проведения денежной реформы, повышения цен и тарифов и т. д.) и источником пополнения государственных доходов через «добровольно-принудительные» займы или через изъятие у населения ценностей за счёт продажи продуктов питания в голодные годы (например, через Торгсин). Как результат большая разница в доходах привела к заметному социальному расслоению среди населения. Только после смерти Сталина государство сменило свой социальный курс на повышение благосостояния всех граждан.
Несмотря на широко распространённое мнение о массовых репрессиях как о системной мере Сталина по очищению государственных органов от взяточников и казнокрадов, борьба с коррупцией в сталинский период несла скорее декларативный характер. Советские и партийные чиновники попадали под суд по коррупционным обвинениям только в случаях освещения их дел в прессе или в результате политических кампаний для расправы с оппонентами. Лишь малая часть номенклатурных и ответственных партийных работников получали уголовное наказание за коррупцию и расхищение государственного имущества. Чаще всего они отделывались лишь выговором или снятием с должностей. Коррупция при Сталине носила повседневный характер и считалась нормой. Главным качеством для номенклатурного работника были безграничная лояльность лично Сталину и способность беспрекословно выполнять указания, а не моральная чистоплотность. О. Хлевнюк приводит в своей книге «Сталин. Жизнь одного вождя» пример, когда Сталин лишь слегка пожурил первого секретаря ЦК Азербайджана М. Д. Багирова по фактам массовых случаев взяточничества и незаконного обогащения руководителей Азербайджана, выявленных Министерством государственного контроля в 1948 году. В дальнейшем Сталин существенно ограничил права Министерства государственного контроля при проведении проверок ведомств и регионов. Похожий случай произошёл с маршалом Григорием Куликом, лично знакомым со Сталиным ещё со времён обороны Царицына, который был лишь понижен в звании до генерал-майора и снят с должностей по фактам расхищения государственной собственности и растраты сотни тысяч рублей из средств государства в 1942 году. Сталин целенаправленно формировал слой привилегированных сторонников, которые получали высокий социальный статус и значительные материальные блага. Правовая система была фактически раздвоена и требовала обязательное согласованием любых санкций против членов партии с руководством партийных комитетов как следствие корпоративной номенклатурной морали, которая допускала терпимое отношение к злоупотреблениям в своей среде.

Численность населения России (в нынешних границах РФ), млн чел

Сталинский период в целом характеризовался большими демографическими потерями. Первый демографический кризис 1933 года из-за голода привёл к потере пятилетнего естественного прироста (в 1935 году население СССР было таким же по размеру как и в 1930). Также голод 1946—47 года усугубил и без того тяжёлые демографические последствия войны за счёт высокой детской смертности и привёл к смерти около 1 миллиона человек. Согласно переписи населения 1926 года в РСФСР проживало 100,9 млн человек (или 92,7 млн человек с учётом переданных позже территорий). На отметку в 100 млн человек республика смогла вернуться лишь в 1949 году из-за негативных демографических последствий в результате массовых репрессий; высокой смертности в лагерях, во время высылки кулаков и депортации народов; огромных потерь во Второй мировой войне. С началом правления Сталина в 1926 году население России составляло 93 миллиона, к моменту его смерти в России проживало лишь 107 млн человек. По оценке А. Вишневского, без избыточных потерь сталинского периода россиян могло быть на 40 с лишним миллионов больше в 1953 году. При Сталине численность населения превратилась в тщательно охраняемую государственную тайну, результаты переписи населения были неоднократно фальсифицированы (так перепись 1937 года по результатам была объявлена вредительской).

#### Международное осуждение
- Украина: 13 января 2010 года Апелляционный суд Киева признал[348][349][350] Сталина и других советских руководителей виновными в геноциде украинского народа в 1932—1933 годах, в результате которого, по признанию судьи, на Украине погибло 3 млн 941 тыс. человек[89][351]. Суд констатировал, что обвинение И. В. Сталину и др. органом досудебного следствия не предъявлялось и не могло быть предъявлено в связи с их смертью, а обвинительный приговор относительно них в данном уголовном деле не вынесен. Суд постановил закрыть уголовное дело, возбуждённое по факту геноцида, в связи со смертью Сталина И. В. и др[89].
- Европейский союз: Европейская организация ПАСЕ также осудила политику Сталина, которая, по мнению ПАСЕ, привела к голодомору и гибели миллионов людей[352]. 2 апреля 2009 года Европейский парламент принял Декларацию с предложением об объявлении 23 августа днём памяти жертв сталинизма и нацизма[353]. Декларация указывает на: «массовые депортации, убийства и акты порабощения, совершённые в контексте актов агрессии со стороны сталинизма и нацизма, попадающие в категорию военных преступлений и преступлений против человечности. Согласно нормам международного права, срок давности не применяется к военным преступлениям и преступлениям против человечности».

### Оценки руководителей СССР и России

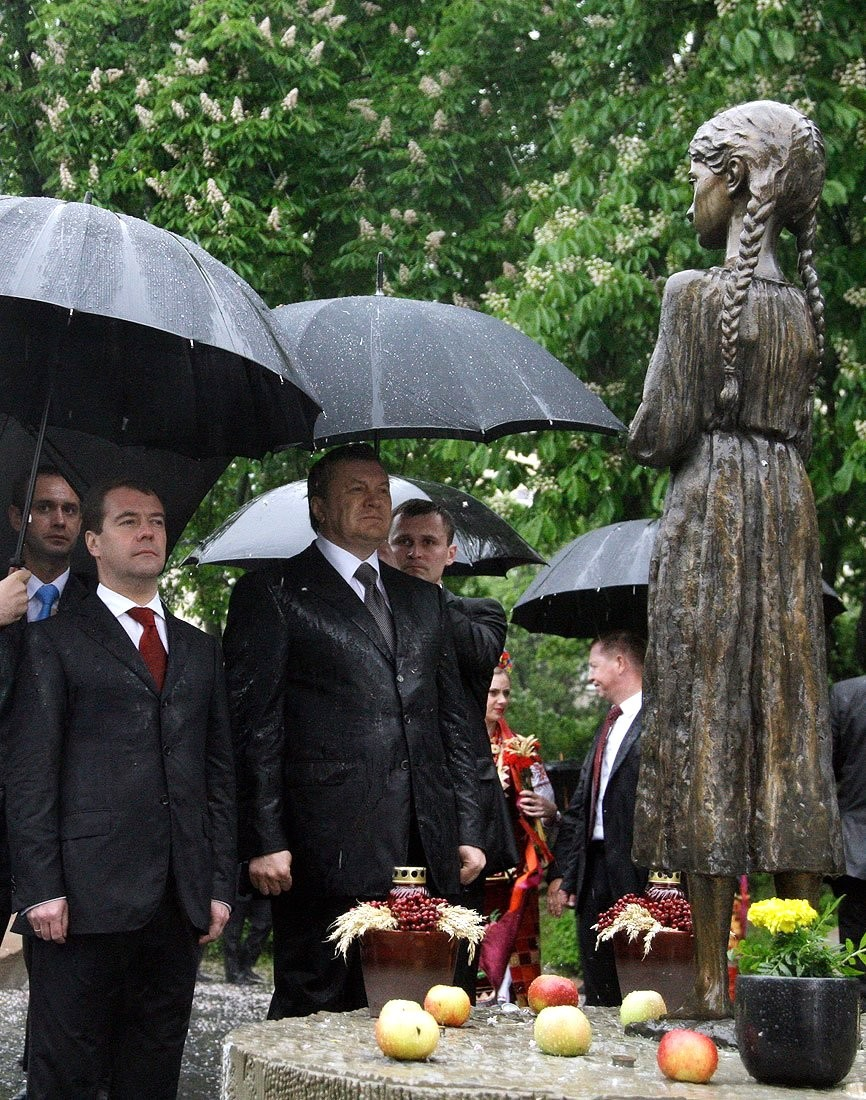
Дмитрий Медведев и Виктор Янукович почтили память жертв голода на Украине, 2010 r.

- Первый секретарь ЦК КПСС Н. С. Хрущёв на XX съезде КПСС в докладе «О культе личности и его последствиях» заявил, что Сталин «переходил с позиций идейной борьбы на путь административного подавления, на путь массовых репрессий, на путь террора. Он действовал всё шире и настойчивее через карательные органы, часто нарушая при этом все существующие нормы морали и советские законы»[354].
- Согласно позиции экс-президента СССР М. С. Горбачёва, «Сталин — это человек весь в крови»[355].
- В 2009 году Председатель Правительства России В. В. Путин сказал, что под руководством Сталина страна «из аграрной превратилась в индустриальную. Правда, крестьянства не осталось, но индустриализация действительно состоялась. Мы выиграли Великую Отечественную войну. И кто бы и что бы ни говорил, победа была достигнута». Вместе с тем Премьер-министр России назвал имевшие место репрессии «неприемлемым способом управления государством»[356].
- Президент России Д. А. Медведев, говоря о Катынской трагедии, сказал, что это «преступление Сталина и ряда его приспешников»[357]. Президент отметил, что «Сталин совершил массу преступлений против своего народа… И, несмотря на то, что он много работал, несмотря на то, что под его руководством страна добилась успехов, то, что было сделано применительно к собственным людям, не может быть прощено»[358][359].

### Общественное мнение в России
После смерти Сталина общественное мнение о Сталине во многом формировалось в соответствии с позицией официальных лиц СССР и России. После XX съезда КПСС советские историки давали оценку Сталину с учётом позиции идеологических органов СССР. В указателе имён к Полному собранию сочинений Ленина, изданном в 1974 году, о Сталине написано следующее:

В деятельности Сталина наряду с положительной имелась и отрицательная сторона. Находясь на важнейших партийных и государственных постах, Сталин допустил грубые нарушения ленинских принципов коллективного руководства и норм партийной жизни, нарушение социалистической законности, необоснованные массовые репрессии против видных государственных, политических и военных деятелей Советского Союза и других честных советских людей.

Бюст Сталина установлен в Звенигороде в 2024 году

В докладе Фонда Карнеги (2013) отмечается, что если в 1989 году «рейтинг» Сталина в перечне величайших исторических личностей был минимальным (12 %, Ленин — 72 %, Пётр I — 38 %, Александр Пушкин — 25 %), то в 2012 году он оказался на первом месте с 49 %. По данным опроса общественного мнения, проведённого Фондом «Общественное мнение» 18—19 февраля 2006 года, 47 % жителей России считали роль Сталина в истории в целом положительной, 29 % — отрицательной. На протяжении опроса (7 мая — 28 декабря 2008) общественного мнения, организованного телеканалом «Россия» с целью выбора самой ценимой, приметной и символичной личности российской истории, Сталин занимал лидирующие позиции с большим отрывом. В итоге Сталин занял третье место, уступив первым двум историческим личностям около 1 % голосов (см. «Имя Россия»).
В докладе Фонда Карнеги об оценке роли Сталина в современной России и Закавказье (2013) отмечается, что его личность до сих пор вызывает восхищение у большого количества людей на постсоветском пространстве. При ответе на вопрос «Какие слова лучше описывают ваше отношение к Сталину?», большинство россиян, армян и азербайджанцев выбрали равнодушие (32 %, 25 и 15 % соответственно), грузины же — уважение (27 %), у россиян и армян уважение — 21 и 16 %. Авторы доклада отметили, что большинство респондентов высоко оценивает вклад Сталина в победу Советского Союза над фашистской Германией, вместе с тем подавляющее большинство относится к сталинским репрессиям резко негативно — более половины участников опроса считают, что им не может быть оправдания. Тем не менее, около 20 % ответили, что, возможно, в репрессиях была политическая необходимость. В докладе также говорится о двух противоположных тенденциях: с одной стороны, «поддержка Сталина в России выросла после развала Советского союза», с другой — молодёжь всё индифферентнее относится к спорной исторической фигуре.
В начале 2015 года «Левада-Центр» отмечает, что положительное отношение россиян к Иосифу Сталину достигло максимума за все годы замеров (52 % респондентов).

## Награды
В 1939 году Сталину было присвоено звание Героя Социалистического Труда, в 1945 году — звание Героя Советского Союза. Также он был награждён двумя орденами «Победа», тремя орденами Ленина, тремя орденами Красного Знамени, орденом Суворова I степени, медалями «ХХ лет РККА», «За оборону Москвы», «За победу над Германией в Великой Отечественной войне 1941—1945 гг.», «В память 800-летия Москвы» и «30 лет Советской Армии и Флота».

### Комментарии
1. 1 2  В 1934—1953 годах в ВКП(б)/КПСС формально не было высшего должностного лица. Высшим исполнительным органом партии был Секретариат, состоявший из равноправных секретарей ЦК. Фактическая власть в партии в этот период принадлежала одному из секретарей ЦК Сталину
2. ↑  Существует версия, согласно которой фамилия Джугашвили — не грузинская, а осетинская. Одноклассник Иосифа Джугашвили по семинарии И. Иремашвили в своей книге «Сталин и трагедия Грузии», изданной в Германии на немецком в 1932 году в издательстве Verfasser, утверждает, что отец Сталина Бесо Иванович Джугашвили «по национальности осетин»
3. ↑  Историк Г. И. Чернявский пишет, что в книге регистраций Успенского собора в г. Гори значится имя Иосифа Джугашвили и далее следует запись: «1878. Родился 6 декабря. Крестился 17 декабря. Родители — жители города Гори крестьянин Виссарион Иванов Джугашвили и его законная жена Екатерина Георгиевна. Крёстный отец — житель Гори крестьянин Цихатришвили». Им делается вывод, что подлинной датой рождения Сталина является 6 (18) декабря 1878 года. Отмечается, что, по сведениям Санкт-Петербургского губернского жандармского управления, датой рождения И. В. Джугашвили значится 6 декабря 1878 года, а в документах Бакинского жандармского управления годом рождения помечен 1880 год. В то же время встречаются документы полицейского ведомства, где годом рождения Иосифа Джугашвили значатся 1879 и 1881 годы. В документе, собственноручно заполненном И. В. Сталиным в декабре 1920 года, — анкете шведской газеты Folkets Dagblad Politiken[англ.] — значится год рождения — 1878-й.

Существует мнение, что дата рождения была перенесена на год вперёд самим Сталиным, поскольку 1928 г. мало подходил для празднования 50-летнего юбилея: в стране происходили волнения крестьян в связи с искусственным повышением цен на промышленные товары, имелись и другие проблемы. Лишь к 1929 году Сталину удалось окончательно укрепить режим личной власти . Поэтому этот год и был выбран для празднования юбилея, соответственно чему была выбрана и подходящая официальная дата рождения(Марк Крутов. Когда родился Сталин? // Радио «Свобода», 14 апреля 2014.)
4. ↑  Михаил и Георгий
5. ↑  Финляндия входила тогда в состав Российской империи.
6. ↑  См.: Сталин И. Что нам нужно? // www.hrono.info
7. ↑  В то время в партийной среде мало уделяли внимания формальностям. Брак официально был зарегистрирован только 24 марта 1919 года
8. ↑  Численность расстрелянных за контрреволюционные и другие особо опасные государственные преступления за весь условный «сталинский период», c 1921 по 1953 год, составляет, по расчётам Земскова, 799 455 человек[106]
9. ↑  Цифра ориентировочная: «…Реальное число людей в списках, по нашим подсчётам, — 43 768 (или меньше, так как часть повторов мы могли не обнаружить — например, из-за опечаток)».
Состав и численность осуждённых по спискам в 1937—1938 гг.
10. ↑  Как пример, настройщик Кузьмин в ноябре 1946 года заработал 246 руб., получил аванс 200 руб., вычет за заём и подоходный налог – 70 руб., остался должен цеху 31 руб